# Uelzen
Die Hansestadt Uelzen (niederdeutsch Ülz’n) [ˈʏltsən] ist die Kreisstadt des gleichnamigen Landkreises im Nordosten Niedersachsens und Teil der Metropolregion Hamburg.
In der Stadtrechtsurkunde von 1270 trägt Uelzen zunächst den Namen Löwenwalde. Als Mitglied der Hanse kam die an der Ilmenau gelegene Mittelstadt durch internationalen Handel zu gewissem Wohlstand. Die Altstadt ist von Fachwerkarchitektur geprägt und weist zudem einige beachtliche Bauwerke der norddeutschen Backsteingotik auf.

## Geographie

### Geographische Lage

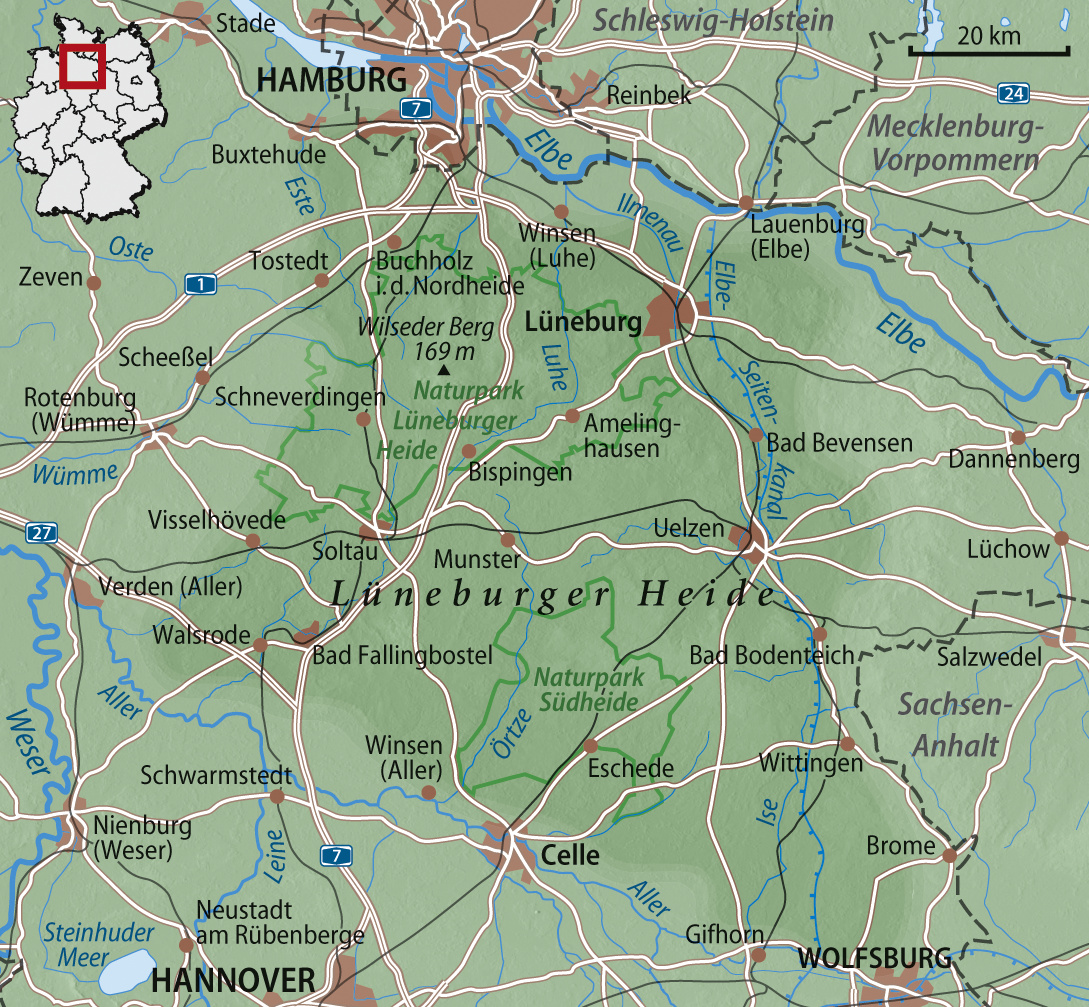
Uelzen liegt zwischen den Kurorten Bad Bevensen und Bad Bodenteich in der Lüneburger Heide

Uelzen liegt am Rand der Lüneburger Heide und ist Mittelpunkt des Uelzener Beckens. Aufgrund ihrer Lage an der Nord-Süd-Achse Hamburg-Hannover sowie der West-Ost-Achse Bremen-Berlin ist die Stadt ein wichtiger Eisenbahnknotenpunkt. Von wirtschaftlicher Bedeutung ist zudem die Lage am Elbe-Seitenkanal. Reizvoll ist die Lage der Stadt am Heidefluss Ilmenau mit grünen Ufern, kleinen Parks und Auen. In der Nachbarschaft wurden große Areale als Naturparks mit Mooren, Wäldern, Seen und Heideflächen gestaltet: Naturpark Wendland.Elbe, Naturpark Lüneburger Heide, Naturpark Südheide und Biosphärenreservat Niedersächsische Elbtalaue.
| Hamburg (92 km) Lüneburg (37 km) | Lübeck (125 km) Lauenburg (55 km)           | Schwerin (120 km) Dannenberg (41 km) |
| Soltau (56 km) Bremen (145 km)   | Kompassrose, die auf Nachbargemeinden zeigt | Lüchow (43 km) Berlin (245 km)       |
| Celle (54 km) Hannover (95 km)   | Gifhorn (58 km) Braunschweig (87 km)        | Wittingen (31 km) Salzwedel (45 km)  |

### Stadtgliederung
Die Hansestadt Uelzen ist eine Einheitsgemeinde und besteht aus der Kernstadt und den Ortsteilen Groß Liedern, Halligdorf, Hambrock, Hansen, Hanstedt II, Holdenstedt, Kirchweyhe, Klein Süstedt, Masendorf, Mehre, Molzen, Oldenstadt, Riestedt, Ripdorf, Tatern, Veerßen, Westerweyhe und Woltersburg.
Des Weiteren gibt es noch drei Orte im Stadtgebiet, die den Status „Sonstige Ortsteile“ haben: Borne, Klein Liedern, Pieperhöfen.

### Klima
Die mittlere Jahrestemperatur beträgt 9,6 °C, pro Jahr fallen etwa 660 mm Niederschlag. Die mittlere Temperatur beträgt im Juli 18,6 °C und im Januar 1,4 °C. Zwischen April und August kann mit durchschnittlich 201 Sonnenstunden pro Monat gerechnet werden. Im Juli werden Höchstwerte bis zu 36,5 °C und im Dezember Tiefstwerte bis zu −17,3 °C erreicht. Der trockenste Monat ist der April, die meisten Niederschläge fallen im Juli.

## Geschichte

### Vorgeschichte
Der Grabhügel am Hafen von Uelzen datiert in die Bronzezeit.

### Mittelalter

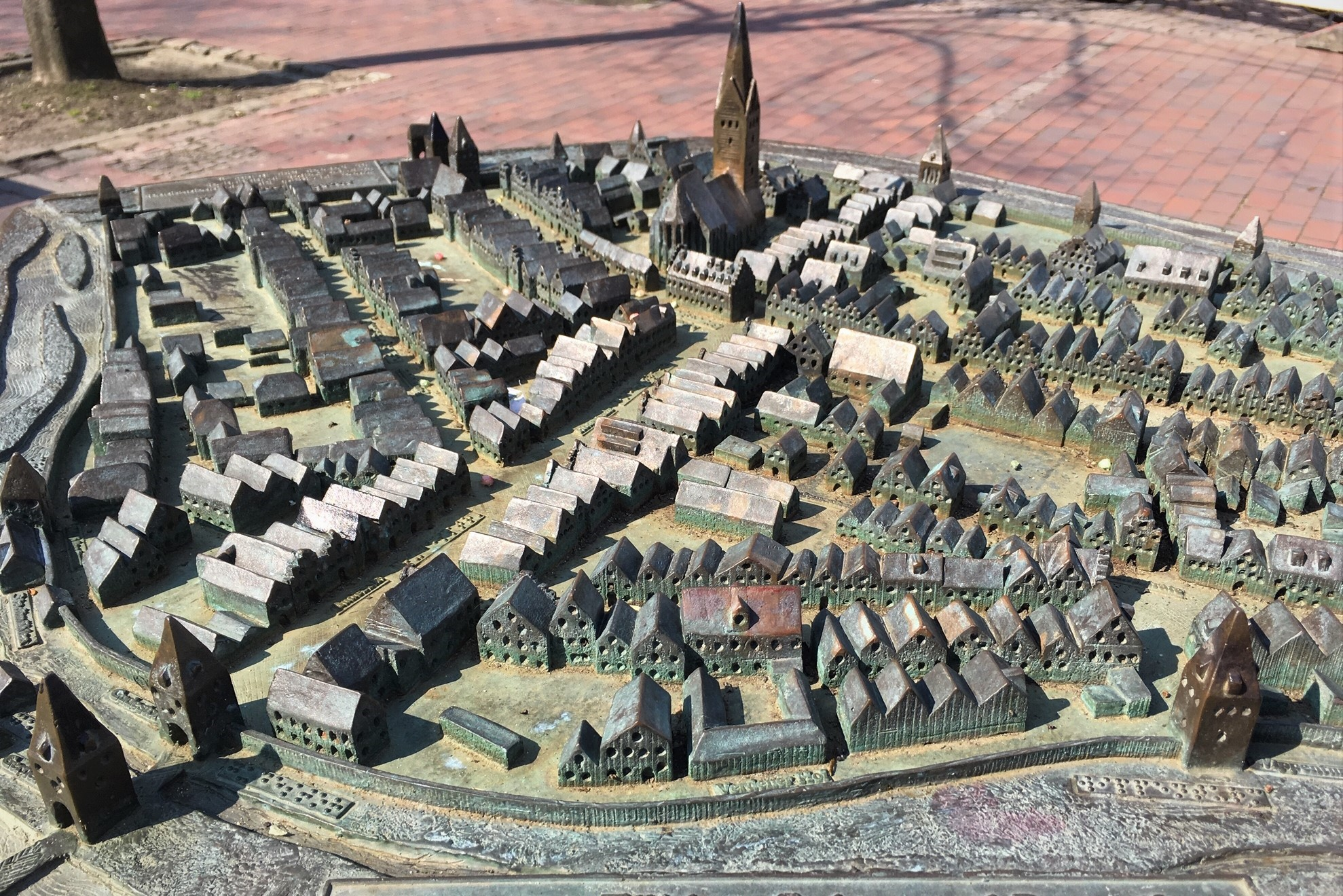
Goldbronze-Relief der Stadt Uelzen vor dem Brand von 1646

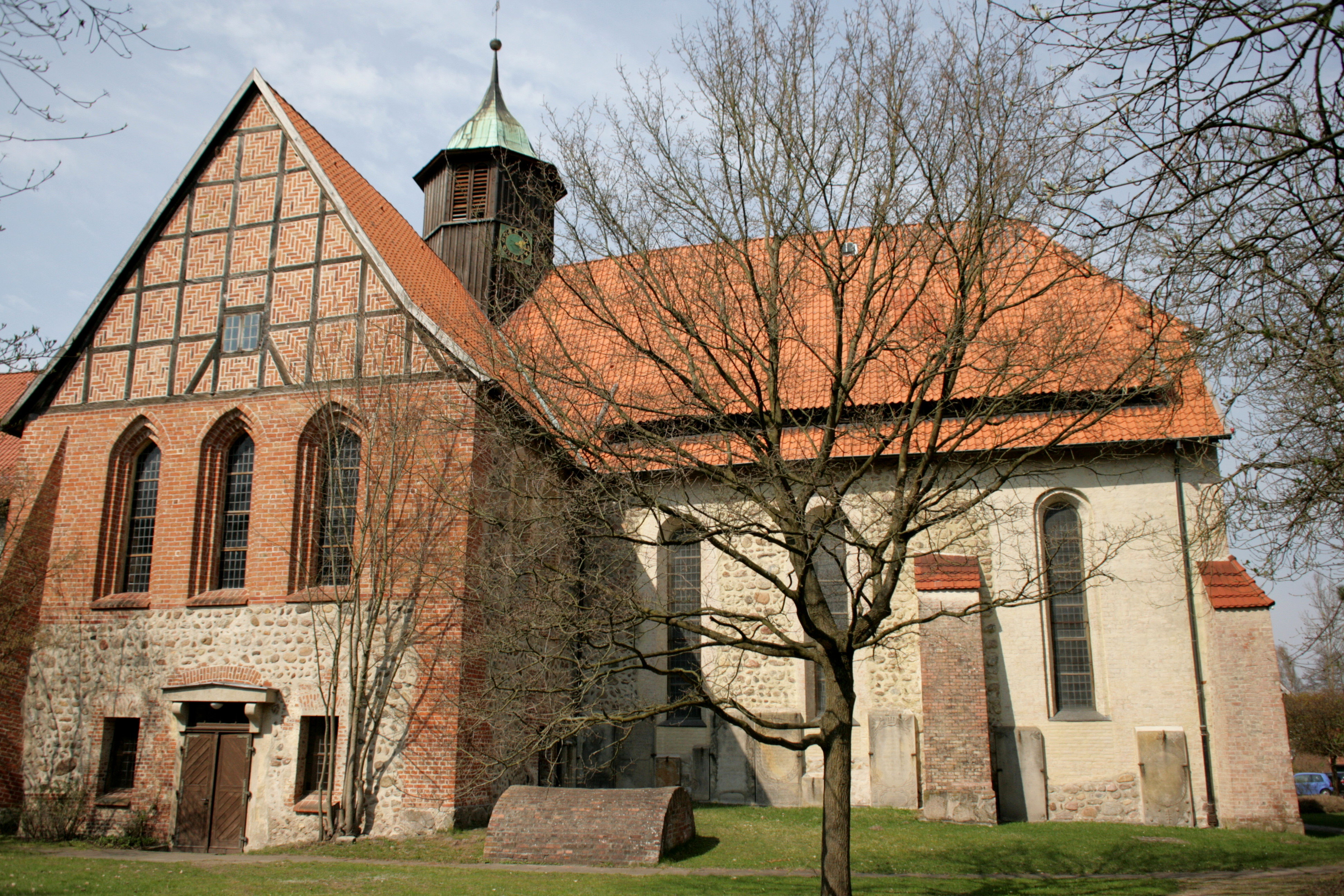
Klosterkirche Oldenstadt aus dem 12. Jahrhundert

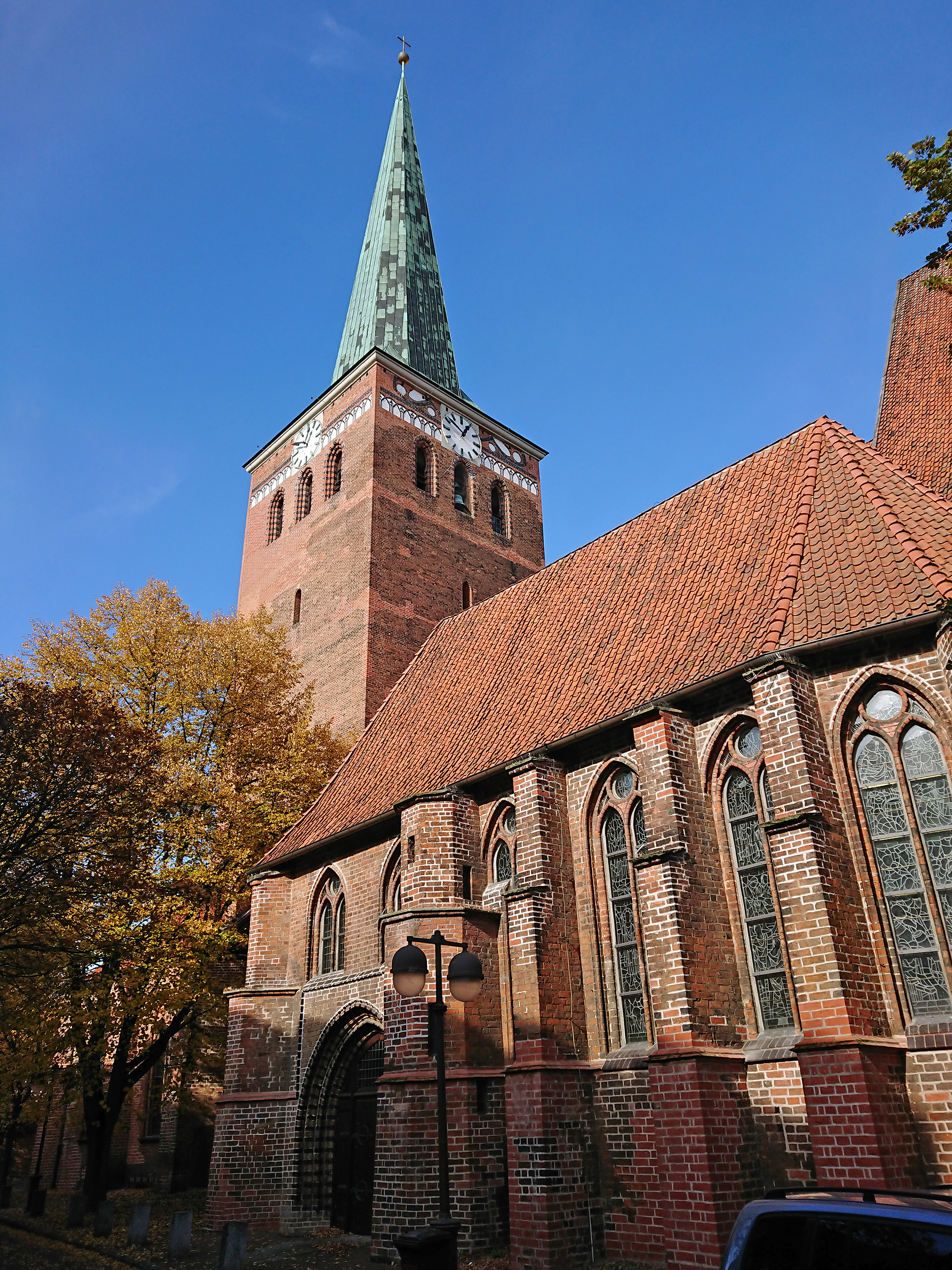
1292 geweihte St.-Marien-Kirche mit Apostelkapelle von 1357

Die Wurzeln der heutigen Stadt liegen in Oldenstadt (Ulessen, Ullishusen), einer Siedlung im Umfeld eines Klosters aus dem 10. Jahrhundert, von dem heute noch die ehemalige Klosterkirche Oldenstadt zeugt. Das Kanonissenstift Oldenstadt wurde um 970 durch Bischof Brun I. von Verden auf seinem Gut gegründet und war der Maria und dem Heiligen Johannes Baptist geweiht.
Nach Unstimmigkeiten mit ihrem Grundherrn, dem Bischof von Verden, zog ein Teil der Einwohner um 1250 kurzerhand an das Westufer der Ilmenau und gründete dort planvoll eine eigene Stadt. Durch eine Fehde mit den Grafen von Schwerin gelang es dem ersten Regenten des Fürstentums Lüneburg, Welfenherzog Johann von Braunschweig und Lüneburg, Eigentumsrechte an der Stadt zu erwerben. Zuvor unterstand die neu gegründete Stadt der Herrschaft des Schweriner Grafen Gunzelin III. Uelzen trug seinerzeit den Namen Löwenwalde (Loewenwolde, Lauenwold) und wurde 1270 mit allen dazugehörigen Rechten ausgestattet, wovon heute noch eine Inschrift am Portal des Alten Rathauses zeugt: „Am 13. Dezember 1270 verlieh Herzog Johann von Braunschweig dem Orte Loewenwolde (Ulessen) Stadtrechte.“ Der Name Löwenwalde taucht bis ins 14. Jahrhundert auf, setzte sich jedoch nicht durch, denn die Bevölkerung sprach weiterhin von Neu-Uelzen (Nien Ulessen) und Alt-Uelzen (Olden Ulessen bzw. Oldenstadt). In der Symbolik des Stadtwappens ist der Name Löwenwalde indes bis heute erhalten. Obgleich im Jahre 1350 etwa 500 Einwohner der jungen Stadt an der Pest starben, entwickelte sich Uelzen zu einer wohlhabenden Handelsstadt. 1371 bestätigten die sächsischen Herzöge Wenzel und Albrecht von Sachsen-Wittenberg als regierende Fürsten von Lüneburg die Stellung Uelzens und billigten den Uelzener Kaufleuten unter anderem das Recht auf Zollfreiheit im Lüneburger Lande zu, um den Handel zu fördern. Die verkehrsgünstige Lage an der südlichen Verlängerung der Alten Salzstraße wirkte sich ebenfalls positiv auf die Stadtentwicklung aus.

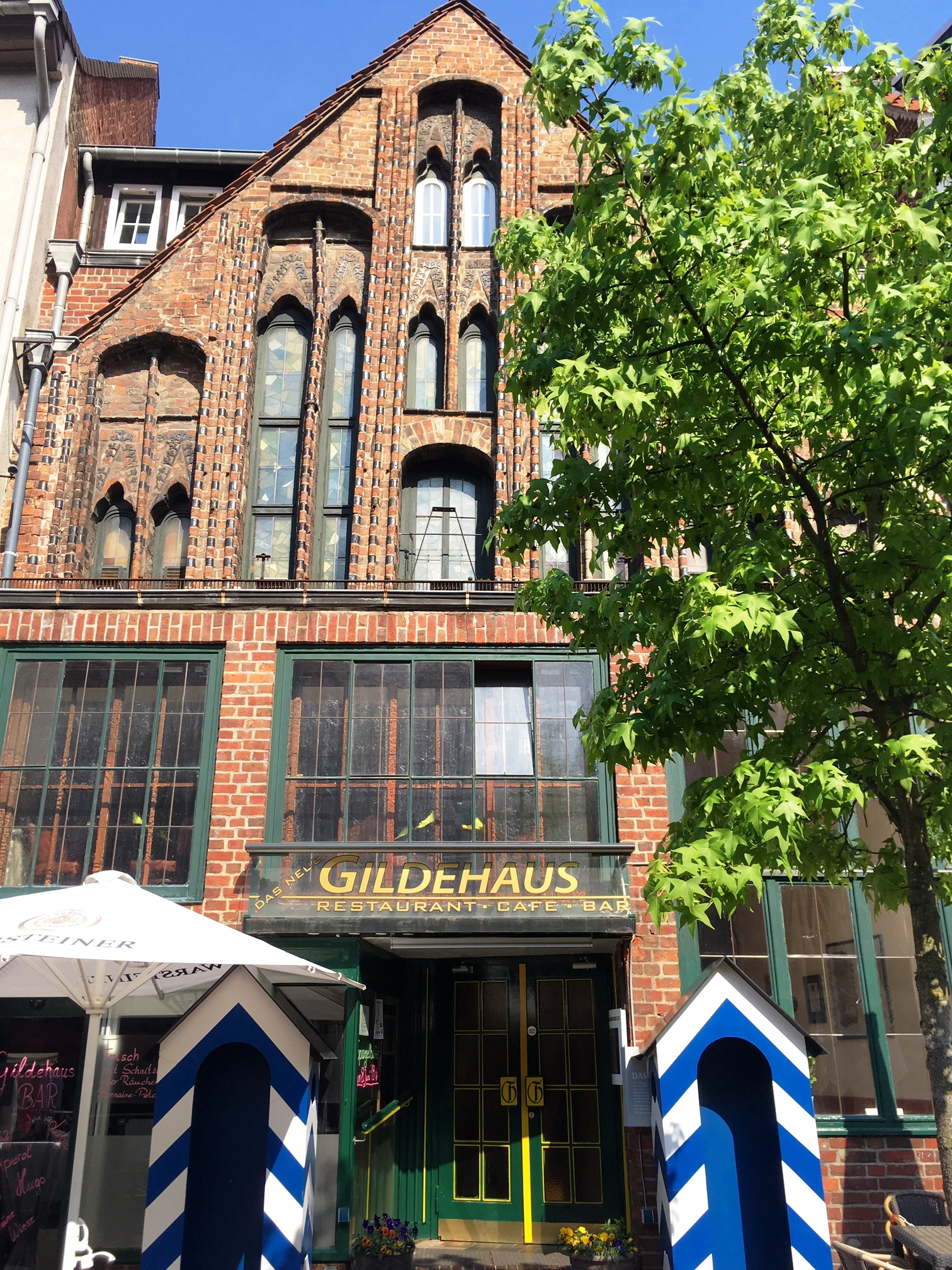
Gildehaus aus dem 15. Jahrhundert in der Veerßer Straße

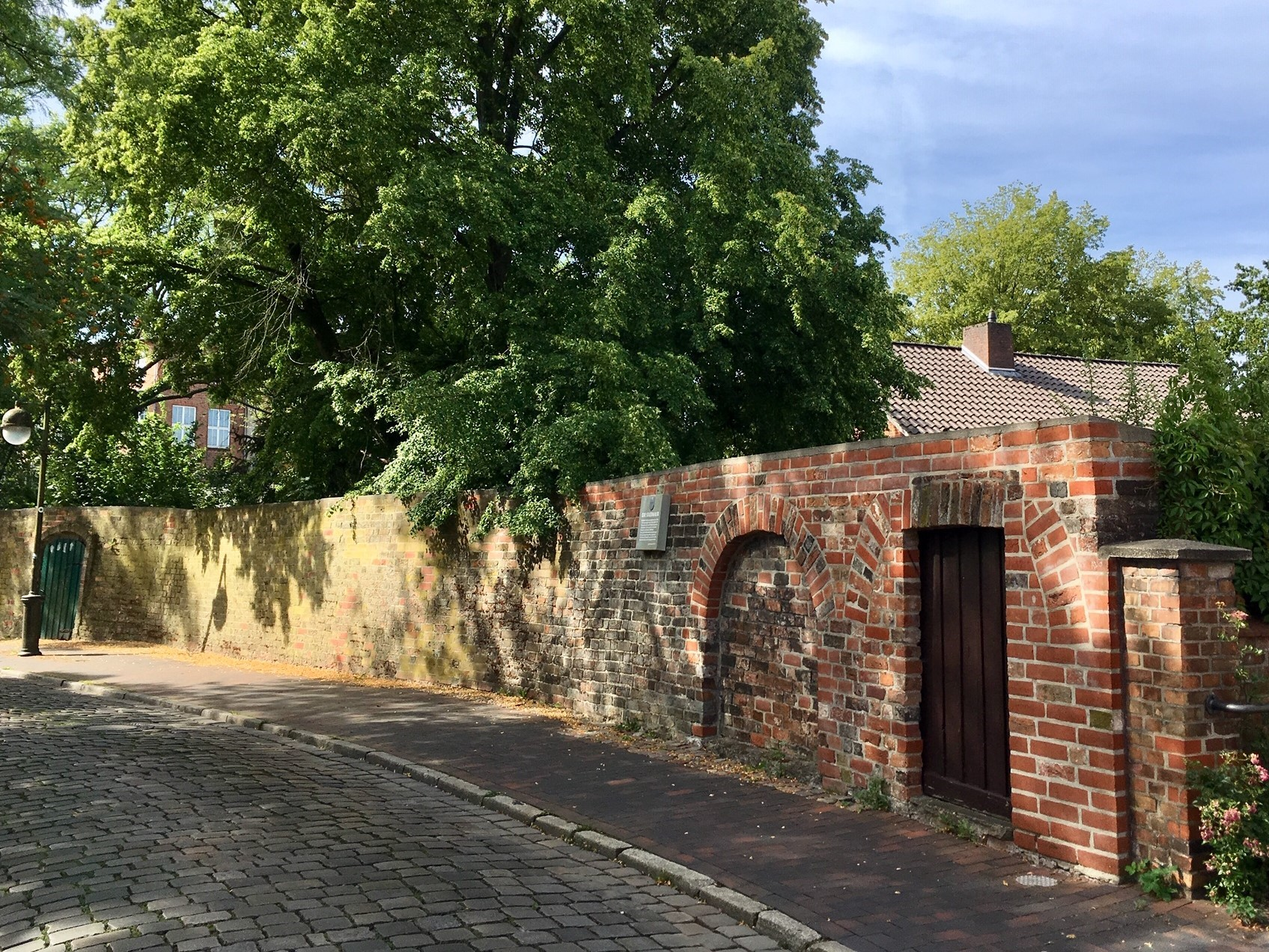
Einer der erhaltenen Stadtmauer-Abschnitte

1374 wurde Uelzen Mitglied der Hanse. Im Lüneburger Erbfolgekrieg zwischen Welfen und Askaniern (1371–1388) wurde die Stadt mit Wall und Graben sowie einer Stadtmauer befestigt, die mehr als 20 Türme und Wachtposten sowie drei repräsentative Stadttore (Lüneburger Tor, Veerßer Tor, Gudestor) zählte und ursprünglich etwa 4,5 Meter hoch war. Gegen Westen war die Stadt durch den mächtigen Vangelturm verschlossen, der auch Schwarzer Bär genannt wurde. Im Jahr 1396 besetzten die Celler Herzöge Heinrich der Milde und Bernhard zu Braunschweig-Lüneburg die Stadt und begannen von hier aus den Satekrieg, um die durch den Lüneburger Erbfolgekrieg verlorene Macht wieder zu vergrößern. Erst nach mehr als anderthalbjähriger Besetzung gaben die Herzöge die Stadt wieder frei. Seit dem Jahr 1397 wird aus diesem Grund das Uelzische Armenessen gefeiert, welches damit eine der ältesten karitativen Veranstaltungen der Welt ist. Die Sate bestand als wirtschaftsfördernder Verbund der drei Hansestädte Hannover, Lüneburg und Uelzen und der Ritterschaft etwa bis in das frühe 15. Jahrhundert fort. Zum Zwecke der Fürsorge für Aussätzige stiftete der Uelzener Propst Rupert von Nordlo 1412 das nördlich der Stadt gelegene Leprosenhospital St. Viti. Die dazugehörige St.-Viti-Kapelle existiert bis heute.
Im Jahr 1470 fand in Uelzen ein Hansetag statt. Bis ins 16. Jahrhundert erlebte die Stadt eine Blütezeit und war ein wichtiger Handelsplatz für Honig, Wachs, Holz, Vieh, Pelze, Getreide und Töpferwaren. Uelzener Leinen wurden am Schnellenmarkt von einem Londoner Handelskontor aufgekauft und nach Nordeuropa exportiert. Im Gegenzug gelangten englische Tuchwaren, schottische Wollstoffe oder rheinländische Keramikprodukte nach Uelzen. Weitere Schwerpunkte des Uelzener Fernhandels lassen sich im heutigen Estland, in Flandern und Norwegen (Bergen) ausmachen.

### Frühe Neuzeit

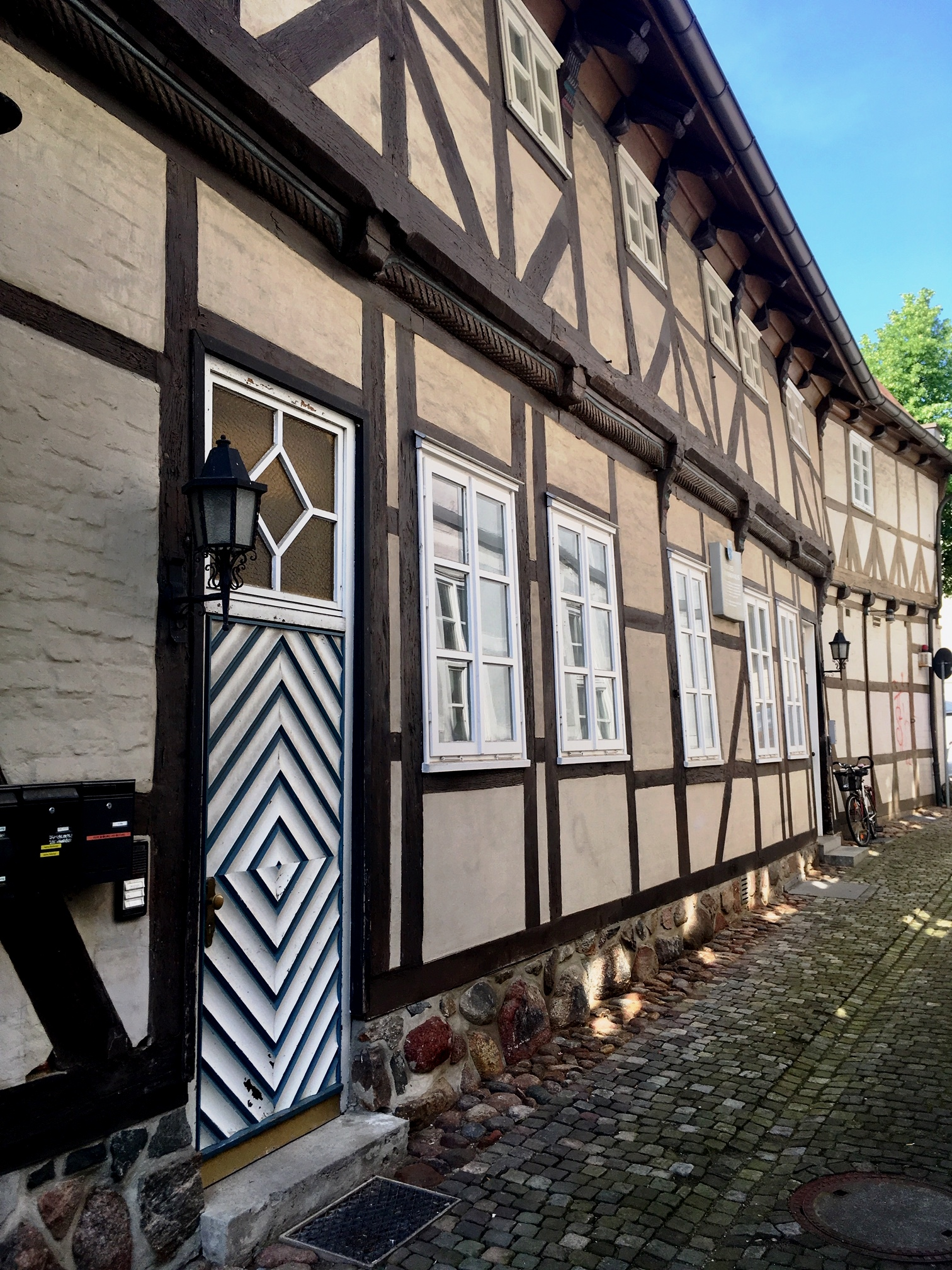
Erhaltenes Fachwerkhaus von 1594

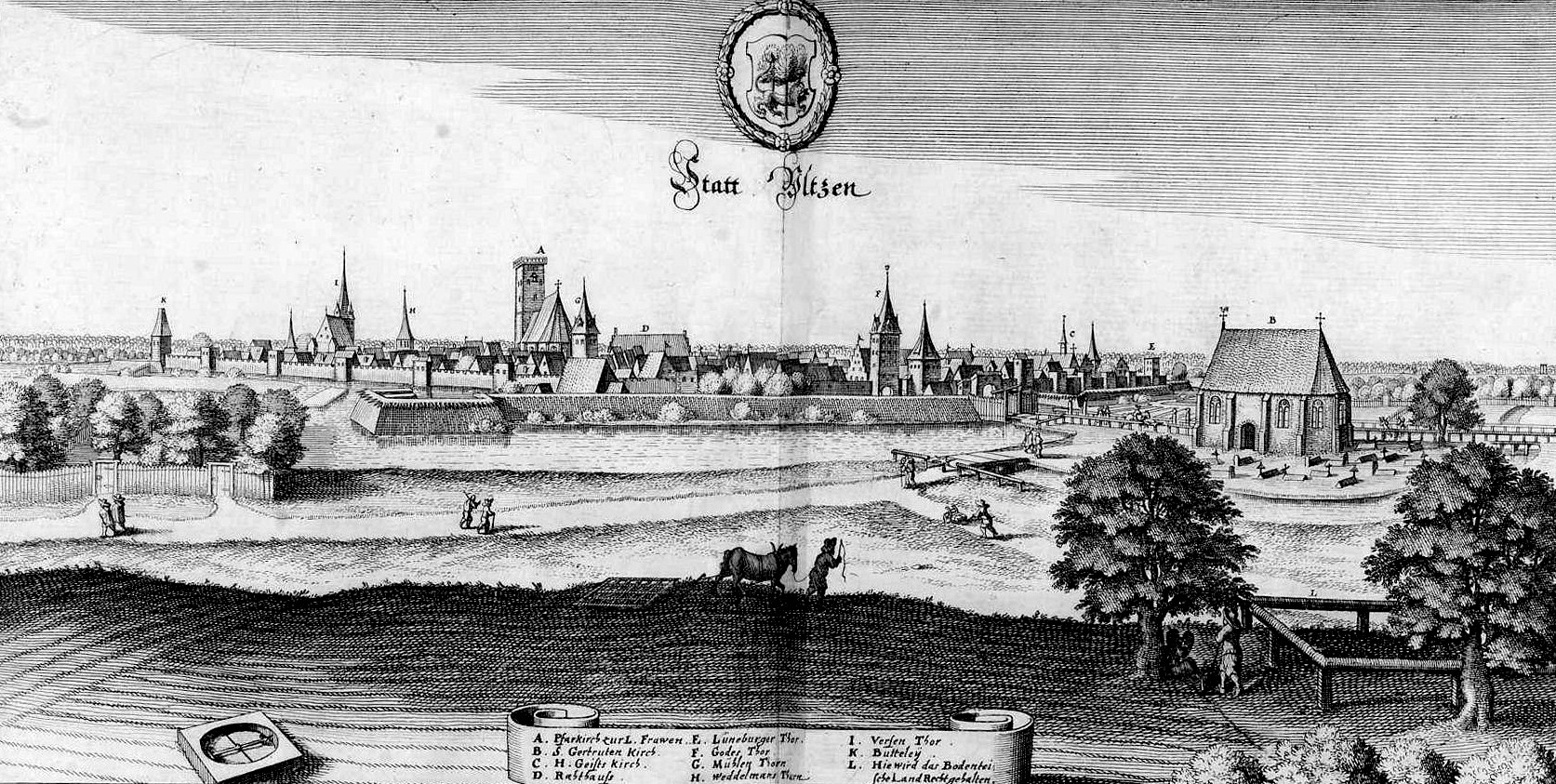
Uelzen von Osten aus betrachtet, um 1654

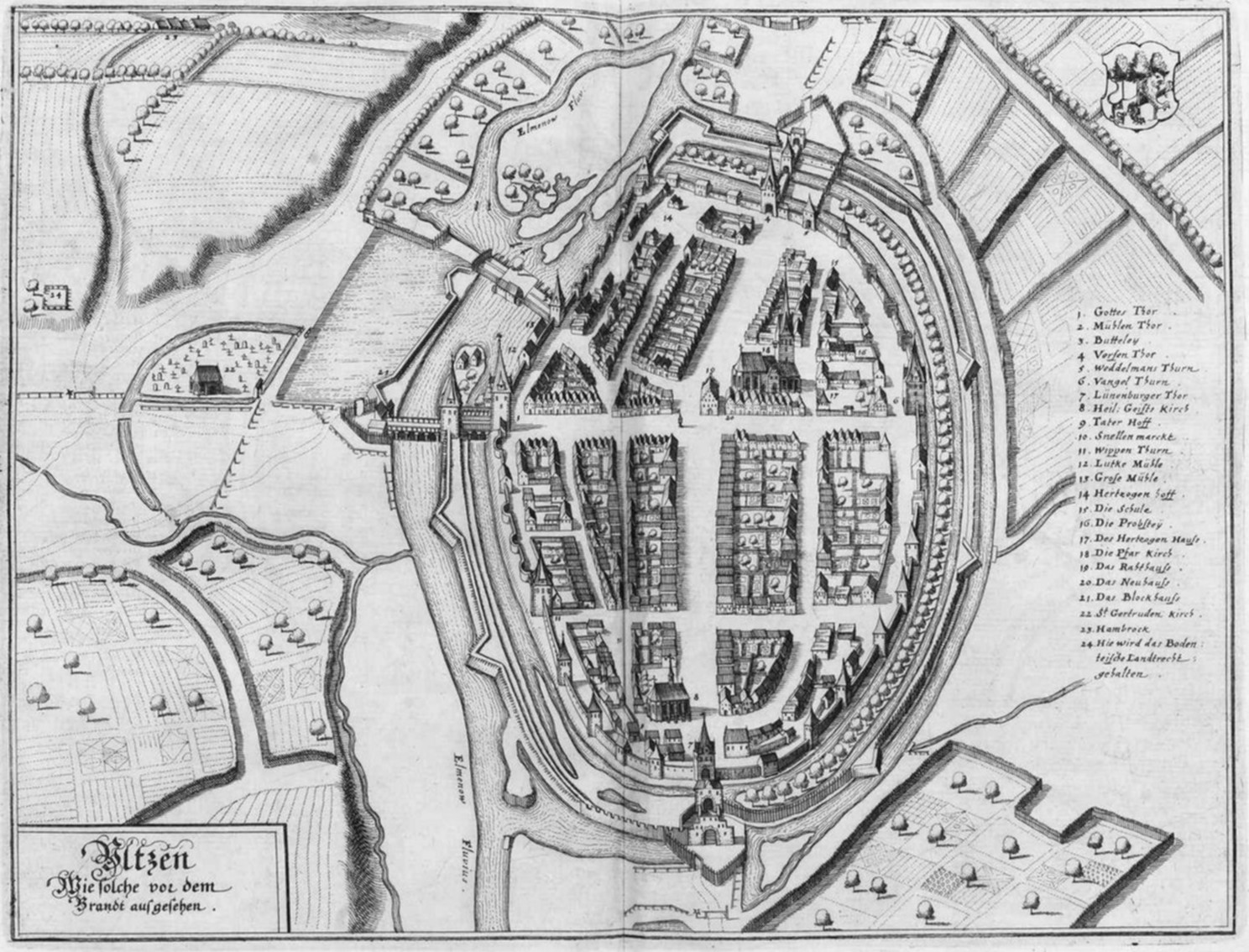
Uelzen aus der Vogelschau um 1654, befestigt mit Wassergraben, Wall, Stadtmauer und Mauertürmen

Im 16. Jahrhundert nimmt Uelzens Bedeutung als Landstadt innerhalb des Fürstentums Lüneburg deutlich zu. Aufgrund ihrer zentralen Lage war die Stadt zwischen 1521 und 1530 sechsmal Tagungsort der Landtage. 1506 wurde von Herzog Heinrich I. von Braunschweig-Lüneburg zudem das ständisch besetzte Landgericht in Uelzen gegründet, das sein in Uelzen geborener Sohn Herzog Ernst I. der Bekenner 1535 zum Hofgericht umformte, indem er die geistlichen durch adlige Richter ersetzte. Im Fürstenhof der herzoglichen Familie, dem Oldenstädter Hof, lebte zwanzig Jahre lang – bis zu ihrem Tod – die Schwester Herzog Ernsts, Prinzessin Apollonia von Braunschweig-Lüneburg (1499–1571). Ein Porträt der Prinzessin befindet sich auf ihrem Epitaph in der Stadtkirche St. Marien, in der sie begraben wurde. 1597 starben erneut etwa 500 Einwohner Uelzens an der Pest.
Während der Hansezeit gelangte vermutlich auch das „Goldene Schiff“ in die Stadt, das heute als Wahrzeichen Uelzens gilt. Teilweise wird vermutet, dass es sich um einen Tafelaufsatz aus dem 13. Jahrhundert handeln könnte, den der Uelzener Hansekaufmann Valentin von Horn, der bei Elisabeth I. in Gnaden stand, im Jahre 1598 aus London mitbrachte. Hinsichtlich seiner Herkunft, seines Alters und seiner einstigen Verwendung gibt es allerdings weitere Erklärungsmodelle. Die 63 Zentimeter hohe Nachbildung einer Hansekogge wird heute in der St.-Marien-Kirche aufbewahrt, während sich eine Replik des Schiffs im Uelzener Rathaus befindet.
Infolge vorhandener Traditionen aus der Klosterzeit in Oldenstadt hatte sich Uelzen bereits zu einer wichtigen Brauerstadt mit großem wirtschaftlichem Erfolg entwickelt. Das Uelzener Bier war auch in den umliegenden Städten sehr beliebt, ganz zum Missfallen der konkurrierenden Bierbrauereien. 1611 wurden in Uelzen 25.000 Hektoliter Bier erzeugt. Im Jahre 1649 zählte die Stadt 58 Brauhäuser. Auf Druck des Herzogs in Celle wurde 1662 in Uelzen das so genannte Riegebrauen eingeführt, was eine starke Reglementierung der Biermenge nach sich zog. Ungeachtet dessen waren die Brauer 1673 die größte Berufsgruppe und zahlten fast 50 % der Steuern aller Berufsstände. Die Bierbrauer stellten von 1509 bis 1787 in ununterbrochener Folge den Bürgermeister.
Etwa fünf Sechstel der bis in das 17. Jahrhundert stetig florierenden Stadt, die nach Lüneburg und Hannover zu den bedeutendsten des Herzogtums Braunschweig-Lüneburg zählte, wurden durch eine Brandkatastrophe im Jahre 1646 vollständig vernichtet. Um die 160 Häuser – darunter auch der Fürstenhof – brannten ab. Fünf der sechs Glocken St. Mariens schmolzen und stürzten in das Kirchenschiff. Die Brandkatastrophe erregte weithin Aufsehen und Mitgefühl. Obwohl von allen Seiten Spenden eingingen und Herzog Friedrich IV. die Stadt für vier Jahre von jeglicher Steuer befreite, erholte sich Uelzen nur langsam. Zeugnis eines raschen und tatkräftigen Wiederaufbaus legen noch heute zahlreiche ansprechende Fachwerkfassaden dieser Zeit ab, die anstelle der massiven hohen Giebelhäuser errichtet wurden.

### Moderne

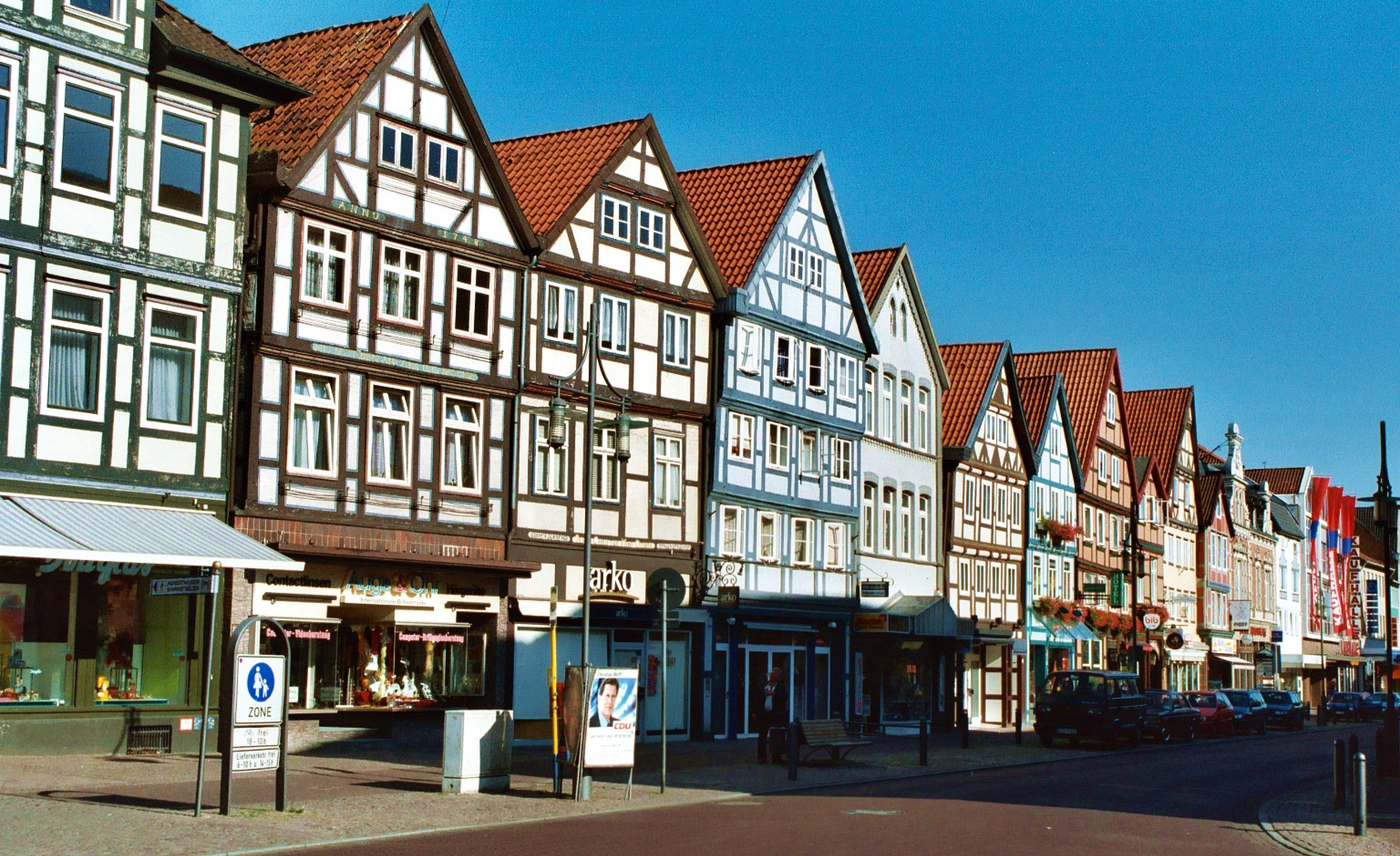
Fachwerkhäuser in der Lüneburger Straße

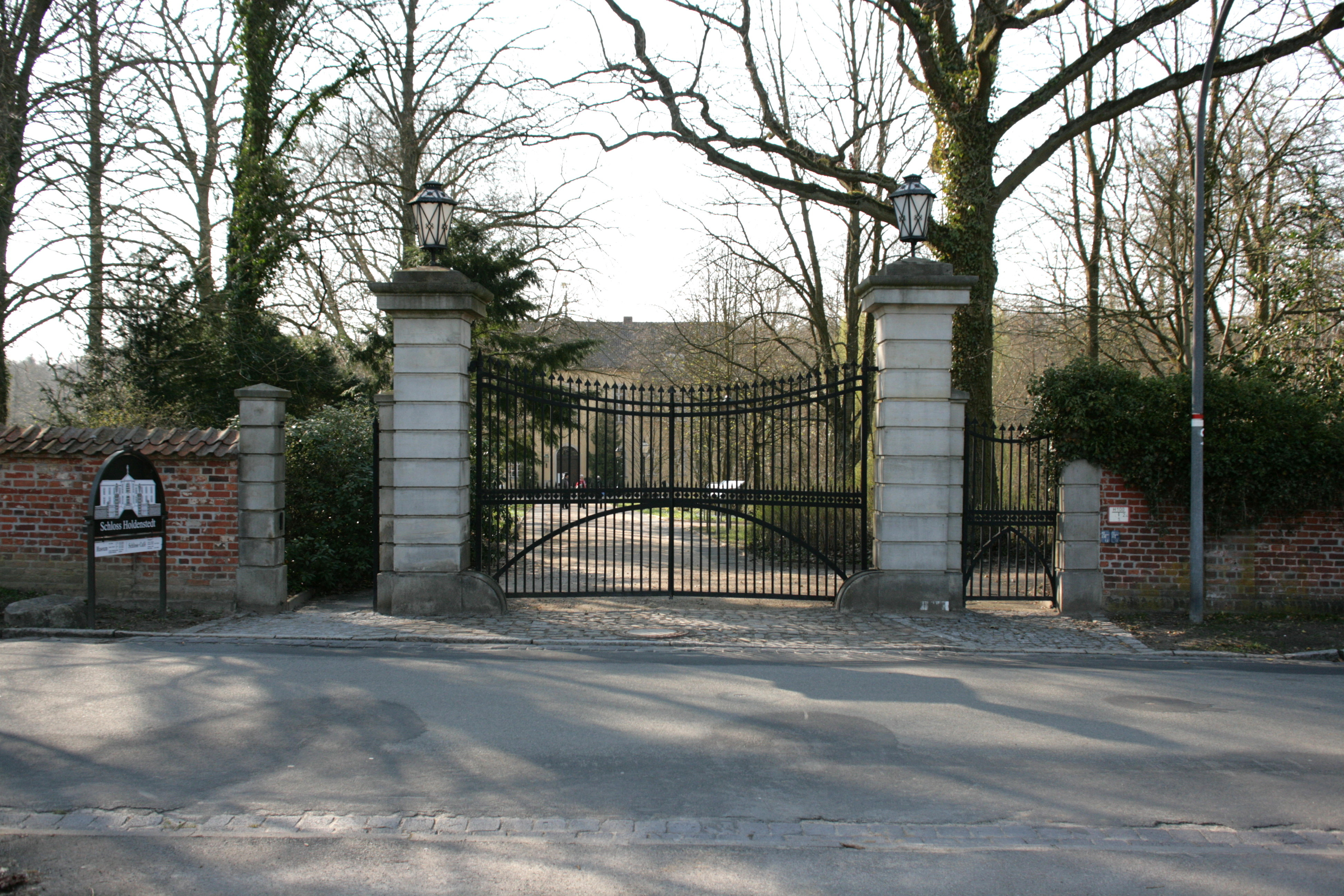
Das ehemalige Veerßer Stadttor am Schloss Holdenstedt

1826 zerstörte ein erneuter Stadtbrand Teile der östlichen Altstadt, wobei viele Häuser am östlichen Teil der Gudesstraße, am südlichen Teil der Lüneburger Straße, alle Häuser der Rademacher- und Schmiedestraße sowie die meisten Häuser am Schnellenmarkt in Schutt und Asche gelegt wurden. Insgesamt brannten 74 Wohnhäuser mit 130 Nebengebäuden ab. Den Wiederaufbau dieses Stadtviertels prägte das Biedermeierhaus, mit dem für das frühe 19. Jahrhundert charakteristischen Zwerchgiebel.
Im Jahre 1847 wurde die durch Uelzen führende Bahnstrecke Hannover–Hamburg bis Harburg, damals noch eigenständige Stadt des Königreichs Hannover, durch die Königlich Hannöverschen Staatseisenbahnen eröffnet. Zum Eisenbahnknoten wurde die Stadt, nachdem mit der Eröffnung der Linie Bremen–Berlin im Jahre 1873 die so genannte Amerikalinie in Betrieb genommen wurde. Der westliche Abschnitt zwischen Langwedel und Uelzen wurde von der Bremer Staatsbahn angelegt, den östlichen Abschnitt zwischen Stendal und Uelzen baute die Magdeburg-Halberstädter Eisenbahngesellschaft. Zudem wurden kurz vor Ende des 19. Jahrhunderts die Eisenbahnstrecke nach Braunschweig sowie 1924 die Strecke nach Dannenberg eingeweiht.
1871 zog die 4. Eskadron des 2. Hannoverschen Dragoner-Regiments Nr. 16 unter dem Kommando des Rittmeisters Baron von Kutzschenbach in die neue Kaserne an der Scharnhorststraße ein. Die Uelzener Dragoner wurden nach 32 Jahren Uelzener Garnisonsgeschichte im Jahre 1903 nach Lüneburg verlegt.

### Zeit des Nationalsozialismus und des Zweiten Weltkriegs

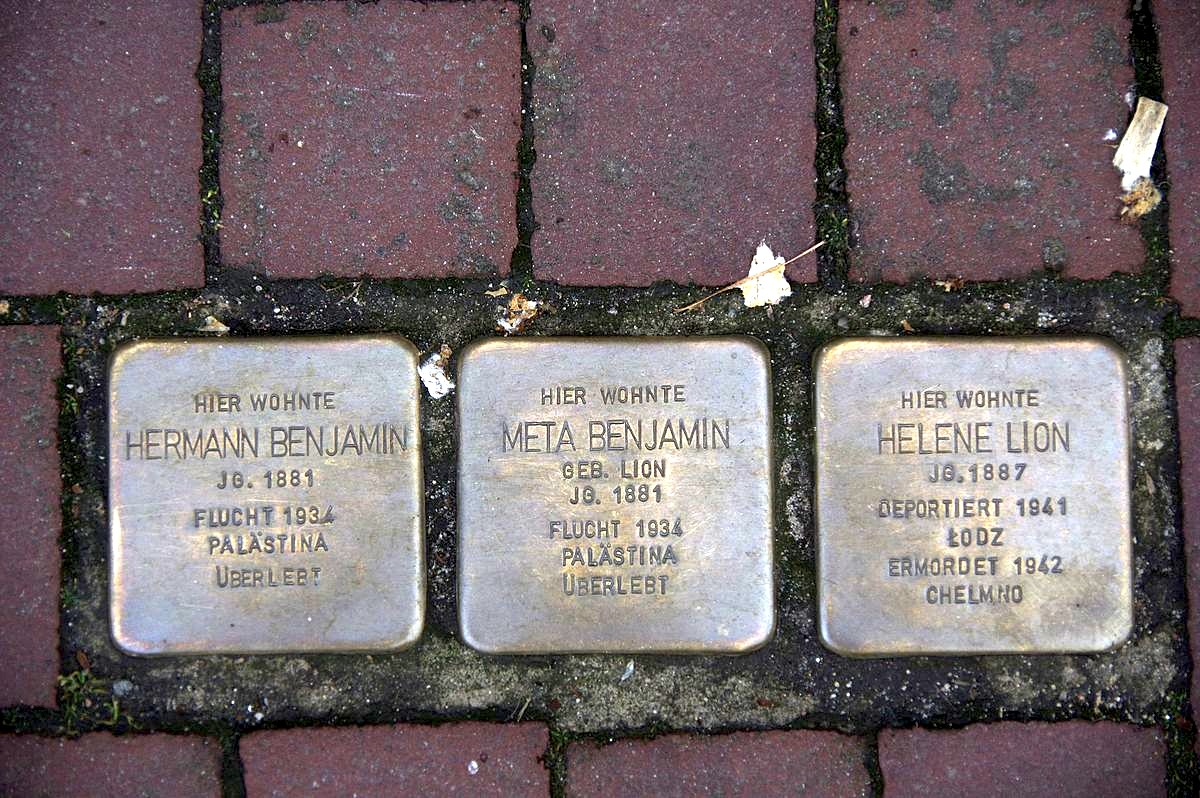
Stolpersteine für Opfer des NS-Regimes in der Gudesstraße

In Uelzen stimmten 1930 etwa 25 Prozent der Wahlberechtigten für die NSDAP, was deutlich über dem Reichsdurchschnitt lag.
Am 18. April 1944 und am 22. Februar 1945 war Uelzen mit seinem Eisenbahnknotenpunkt Ziel alliierter Luftangriffe. Dabei wurden Teile der Stadt und der Güterbahnhof zerstört. Dutzende Tote waren zu beklagen.
Im März 1945 wurden etwa 500 Häftlinge aus dem Konzentrationslager Neuengamme in das neue Konzentrationslager Uelzen, einem Außenlager des KZ-Neuengamme, getrieben. Sie mussten zur Wiederherstellung der Gleise schwerste körperliche Arbeit unter menschenunwürdigen Bedingungen verrichten. Ihre Unterbringung erfolgte in einer Lagerhalle auf dem Gelände der Uelzener Zuckerfabrik. Hier wurde das KZ Uelzen eingerichtet. Kurz vor Kriegsende ließen die Stadtoberen die Häftlinge zurück nach Neuengamme schaffen, wobei viele von ihnen auf dem Todesmarsch umkamen.
In den letzten Kriegstagen bestanden die Stadtoberen darauf, Uelzen nicht kampflos aufzugeben. Beim Abwehrkampf gegen die British Army wurde die Stadt durch Beschuss und Flammenwerfer weiter zerstört. Die Truppen der British Army befreiten die Stadt am 18. April 1945.
27 Prozent der bebauten Fläche waren nach Kriegsende zerstört, darunter zahlreiche Fachwerkhäuser an der Gudes-, Schuh- und Veerßer Straße. Ganze Straßenzüge lagen in Trümmern. Mit dem Fürstenhaus verbrannte am 16. April 1945 auch das alte Heimatmuseum. Von der Propstei blieb der Giebel stehen, der Turmhelm St. Mariens wurde zerstört. Das heutige Nebeneinander gotischer Bauwerke, neuzeitlicher Fachwerkbauten und moderner Gebäude war die Folge beim Wiederaufbau.
Die Zeit des Nationalsozialismus stellt fraglos das dunkelste Kapitel der Stadtgeschichte dar. Mehrere Stolpersteine und eine Gedenktafel am Bahnhof erinnern an das Schicksal von Opfern des NS-Regimes.

### Nachkriegszeit

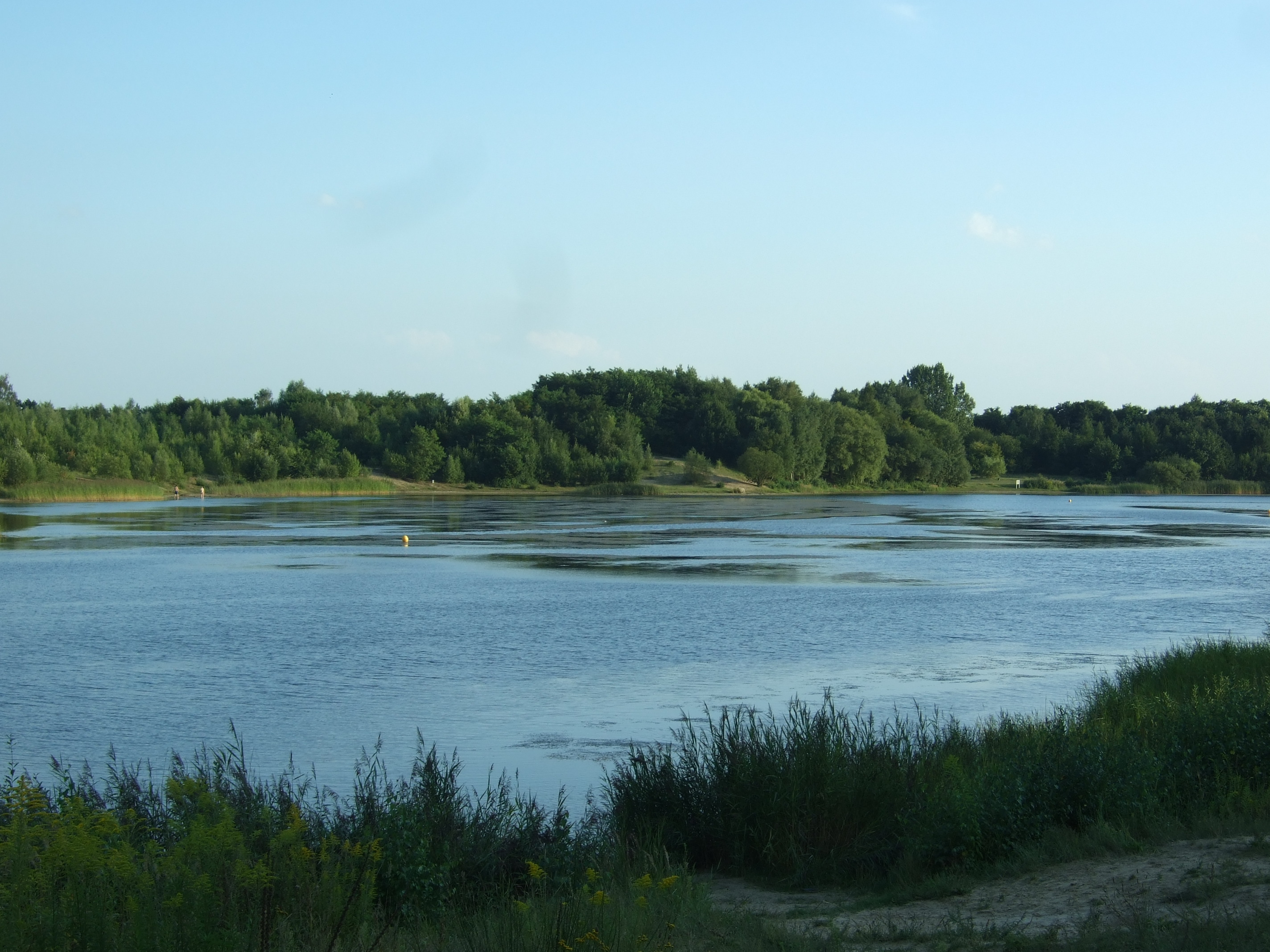
Oldenstädter See

An der Straße Bohldamm befand sich ein Lager Uelzen-Bohldamm für die Flüchtlinge aus den deutschen Ostgebieten. Nach Kriegsende bis zum 31. März 1963 wurde aus diesem Lager ein Notaufnahmelager für Flüchtlinge aus den deutschen Ostgebieten, nach der Grenzöffnung aus der DDR und Ost-Berlin. Viele Ost-Berliner, die im Zuge des Mauerbaus 1961 die nun geteilte Stadt Berlin verließen, wurden in das Uelzener Lager gebracht. Insgesamt wurden bis zur Schließung des Lagers im Jahre 1963 über 4 Millionen Vertriebene und Flüchtlinge registriert und karteilich erfasst.
1947 erhielt der Hamburger Architekt Konstanty Gutschow den Auftrag, Pläne zur Sanierung der Stadt zu erarbeiten. Ihm ist es zu verdanken, dass die Kernstadt, die seit Gründung 1250 im Grundriss erhalten geblieben ist, nicht wesentlich verändert wurde.
1985 beschloss der Stadtrat die Sanierung der Innenstadt im Rahmen des Städtebauförderungsprogramms mit dem Ziel, das historische Netz von Straßen und Plätzen zu erhalten, den Wohnwert zu verbessern und einen attraktiven Anziehungspunkt für Bewohner und Gäste zu bilden. Der Autoverkehr ist über einen innerstädtischen Ring geleitet worden und Uelzens „gute Stube“ ist nun Flaniermeile mit Boutiquen, Cafés, Restaurants und ein Ort für Kultur- und Traditionsveranstaltungen. Als Bürger- und Verwaltungszentrum wurde 1996/1997 das neue Rathaus am Herzogenplatz nach Plänen der Hamburger Architektengruppe Holthey, Körber und Schultz-Coulon errichtet.
Bedeutend für die Infrastruktur ist der Elbe-Seitenkanal, der seit 1976 die Verbindung zwischen Elbe und Mittellandkanal schafft. Uelzen ist mit einem Hafen an diese Bundeswasserstraße angebunden. Als technische Sehenswürdigkeiten gelten die Schleusen I und II.
Seit dem 18. April 2016 trägt Uelzen offiziell den Titel „Hansestadt“. Sie ist damit nach Lüneburg, Stade und Buxtehude die vierte Stadt in Niedersachsen, die diese Bezeichnung auch offiziell führen darf. Die Stadt hatte im April 2015 einen Antrag auf Verleihung des Titels an das niedersächsische Innenministerium gestellt. Zum Neujahrsempfang 2016 veröffentlichte die Stadt die Nachricht, dass der niedersächsische Innenminister Boris Pistorius dem Antrag stattgeben hat.

### Eingemeindungen
1929 wurden Borne und Klein Liedern eingemeindet. Am 1. Januar 1971 wurden die Gemeinden Halligdorf und Hambrock eingegliedert. Am 1. Juli 1972 kamen Groß Liedern, Hansen, Hanstedt II, Holdenstedt, Kirchweyhe, Klein Süstedt, Masendorf, Mehre, Molzen, Oldenstadt, Riestedt, Ripdorf, Tatern, Veerßen, Westerweyhe und Woltersburg hinzu.

Herrenhäuser im Stadtgebiet
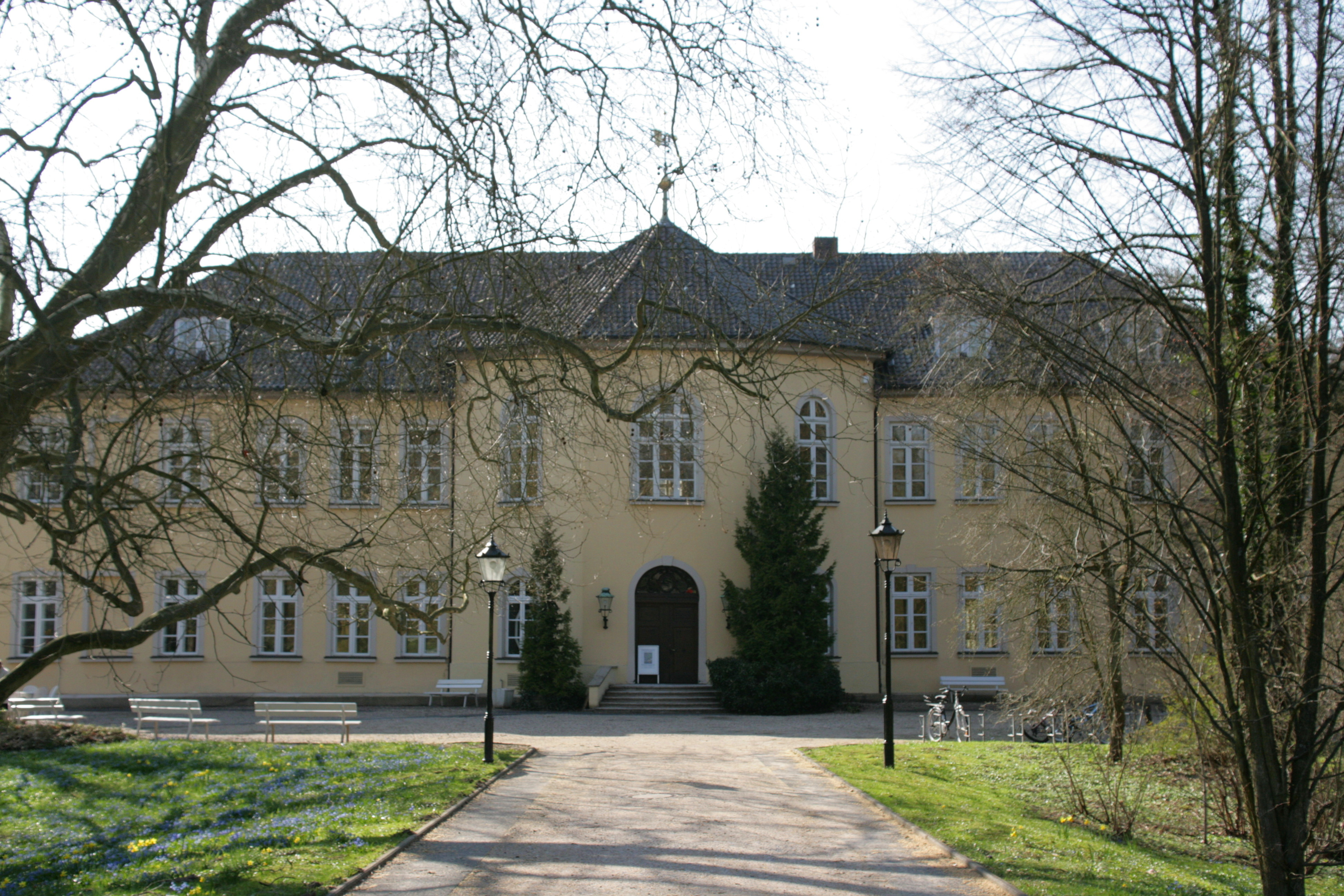
Schloss Holdenstedt (erbaut ab 1700)
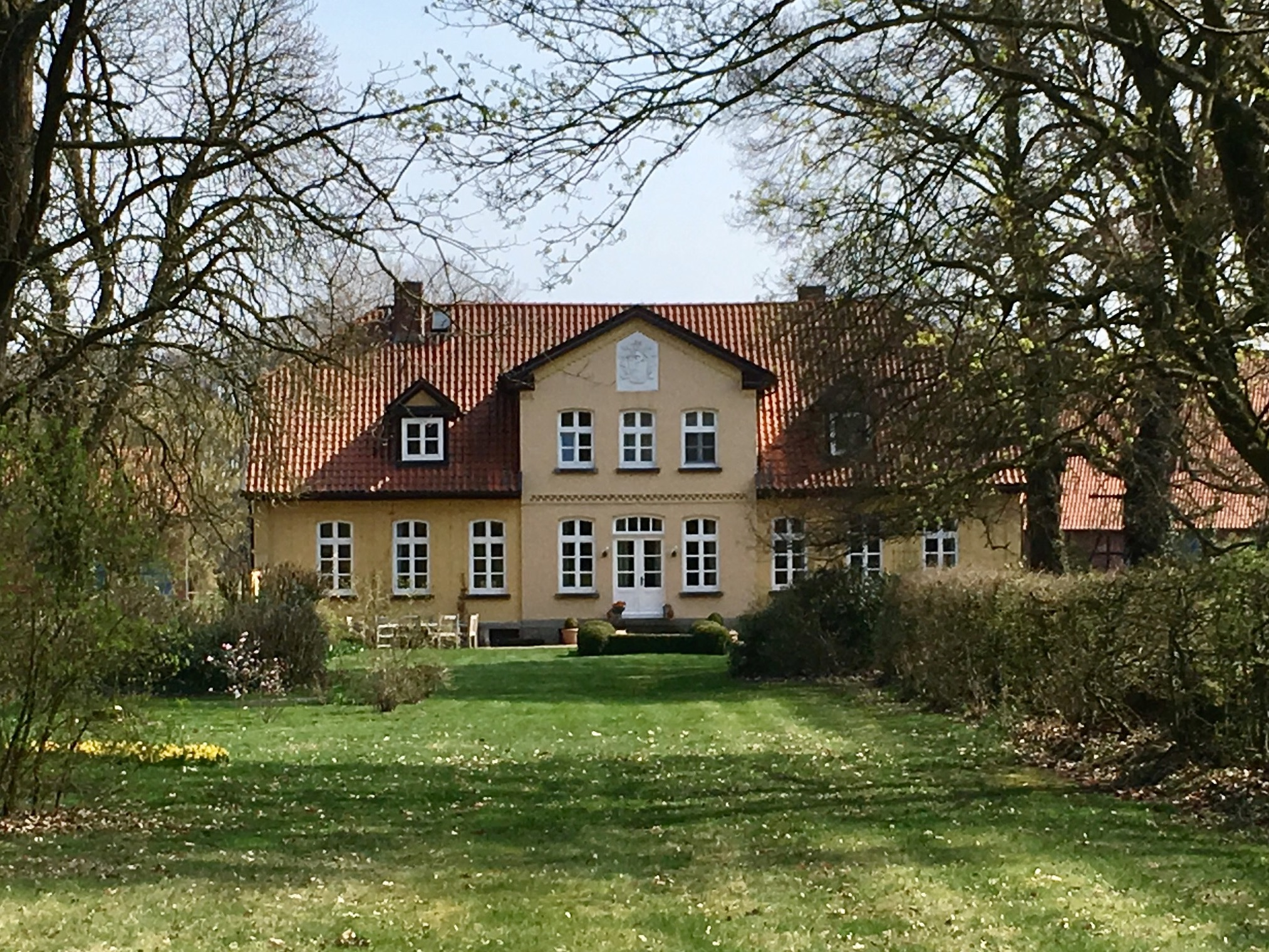
Ehemaliges Rittergut im Ortsteil Masendorf (Herrenhaus von 1844)
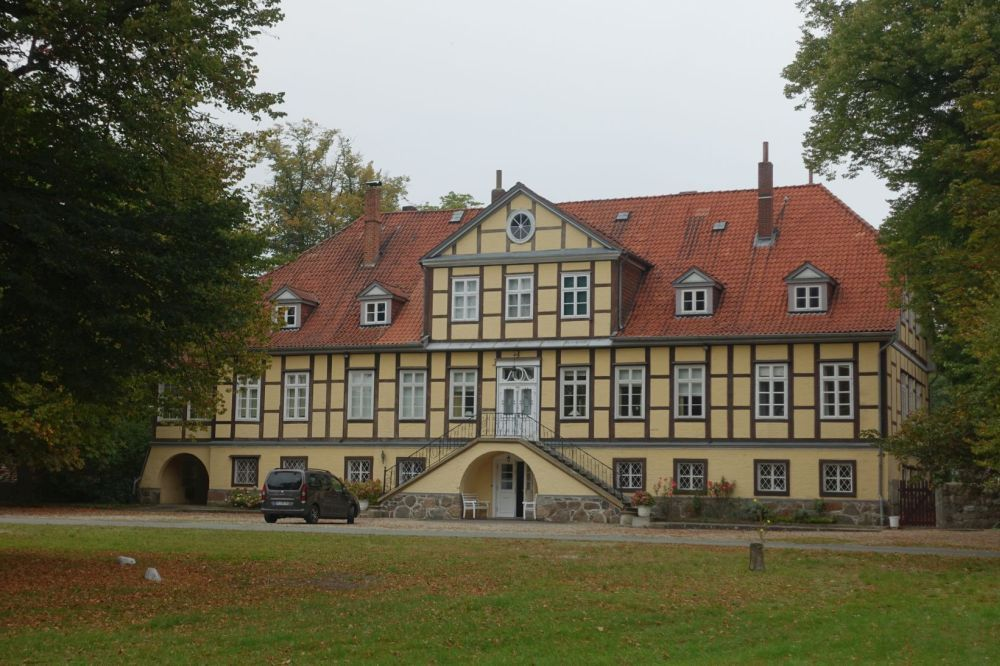
Ehemaliges Rittergut im Ortsteil Molzen (Herrenhaus von 1810)
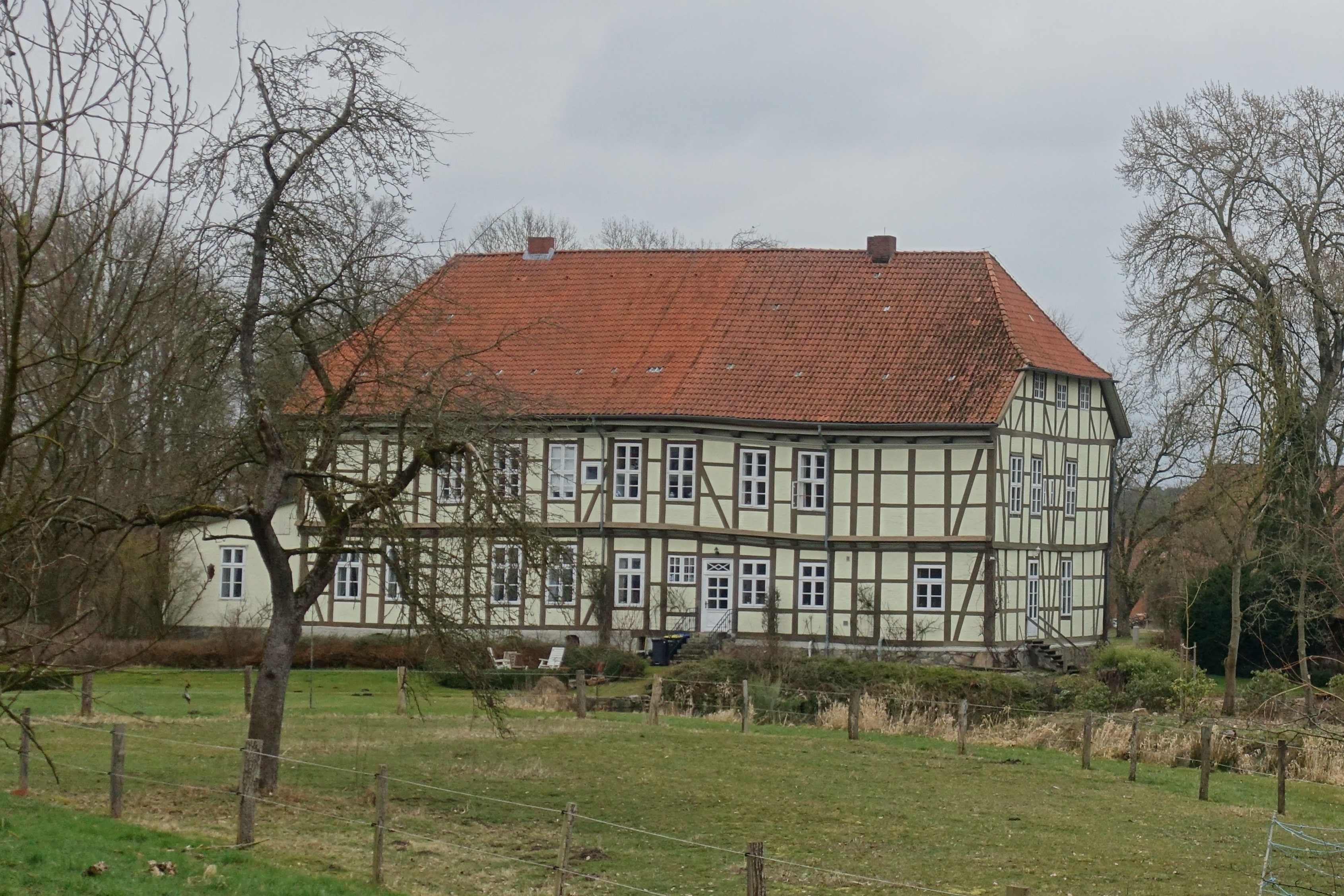
Ehemaliges Rittergut im Ortsteil Veerßen (Herrenhaus von ca. 1700)

### Einwohnerentwicklung

Einwohnerentwicklung zwischen 1840 und 2017. Die gestrichelte Linie stellt ein langes Zeitintervall dar, in dem keine Daten erfasst sind

Die Kreisstadt mit etwa 33.500 Einwohnern ist Zentrum eines Umlandes mit rund 93.000 Bewohnern. Die Tabelle listet die Bevölkerungsentwicklung ab 1840 bis heute.
| Jahr   | Einwohner |
| ------ | --------- |
| 1840   | 03.040    |
| ¹1961¹ | 36.143    |
| ¹1970¹ | 37.181    |
| 1998   | 35.341    |
| 2000   | 35.065    |
| 2004   | 35.203    |
| 2006   | 34.758    |
| 2008   | 34.395    |

| Jahr | Einwohner |
| ---- | --------- |
| 2010 | 34.250    |
| 2012 | 33.924    |
| 2014 | 33.400    |
| 2016 | 33.633    |
| 2017 | 33.673    |
| 2020 | 33.685    |
| 2021 | 33.629    |
| 2022 | 33.934    |

¹ (1961 am 6. Juni, 1970 am 27. Mai, jeweils mit den später eingegliederten Orten; ab 1998 jeweils am 31. Dezember)

## Religion

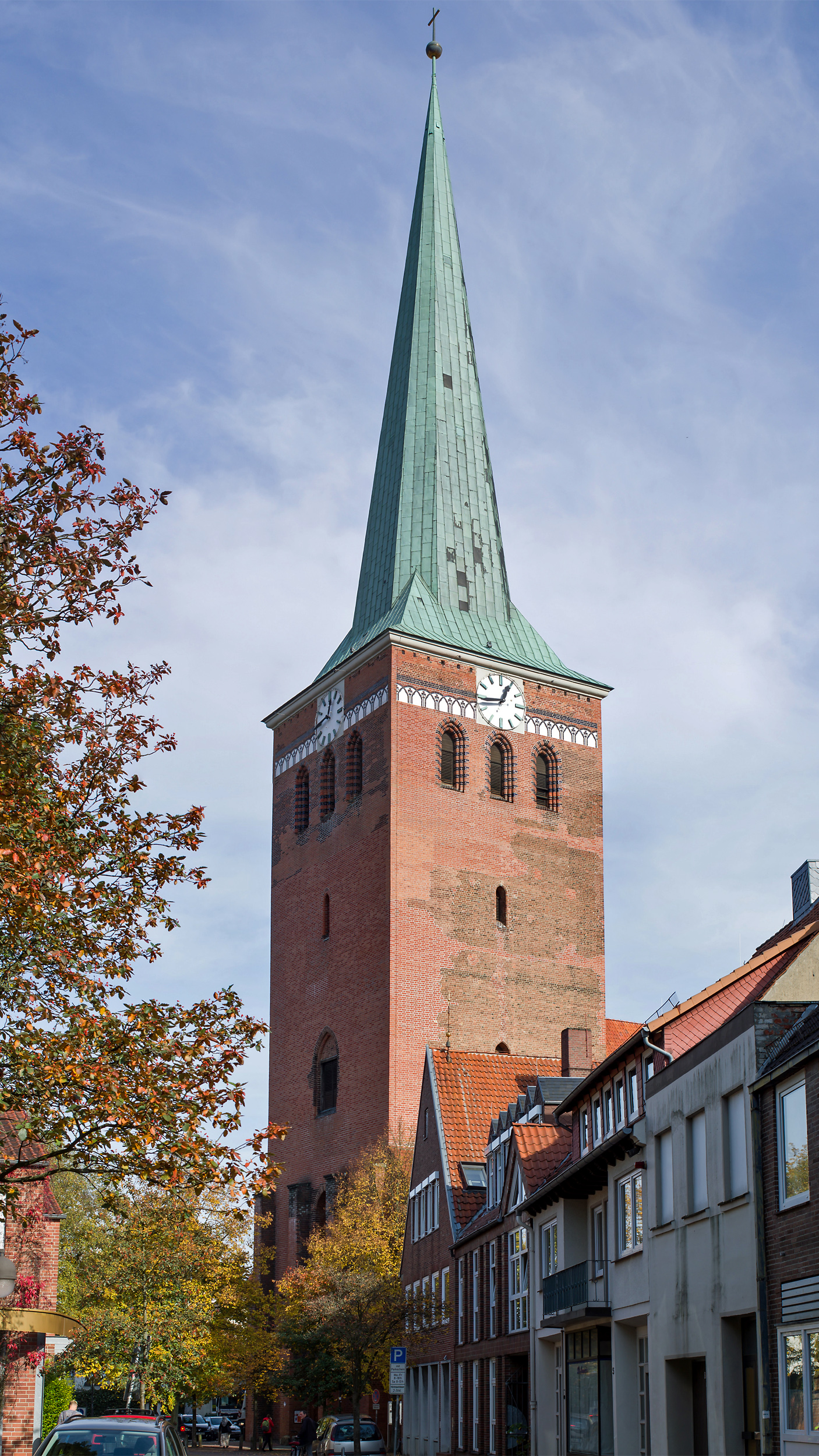
Turm der Stadtkirche St. Marien

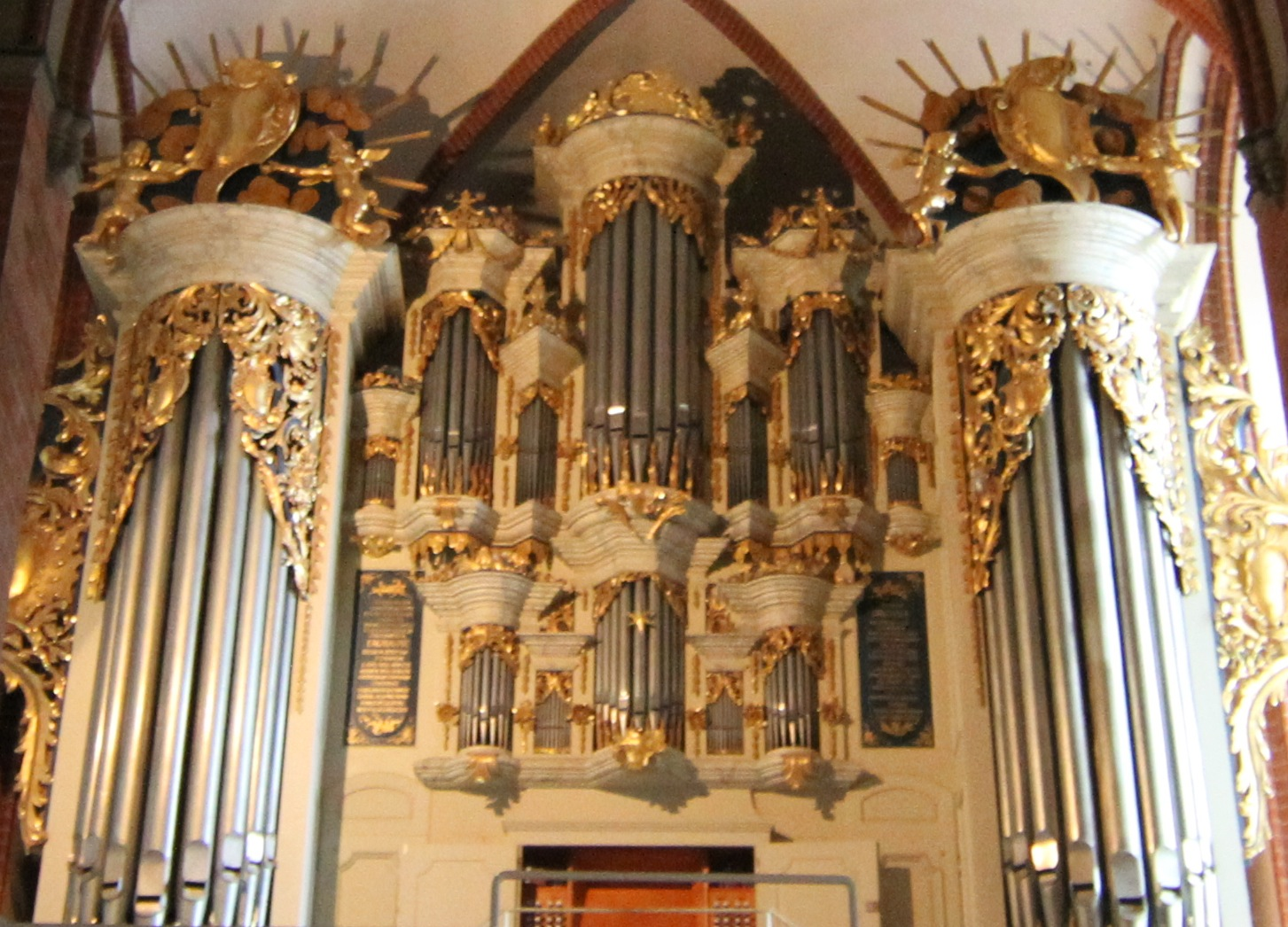
Große Orgel der St.-Marien-Kirche

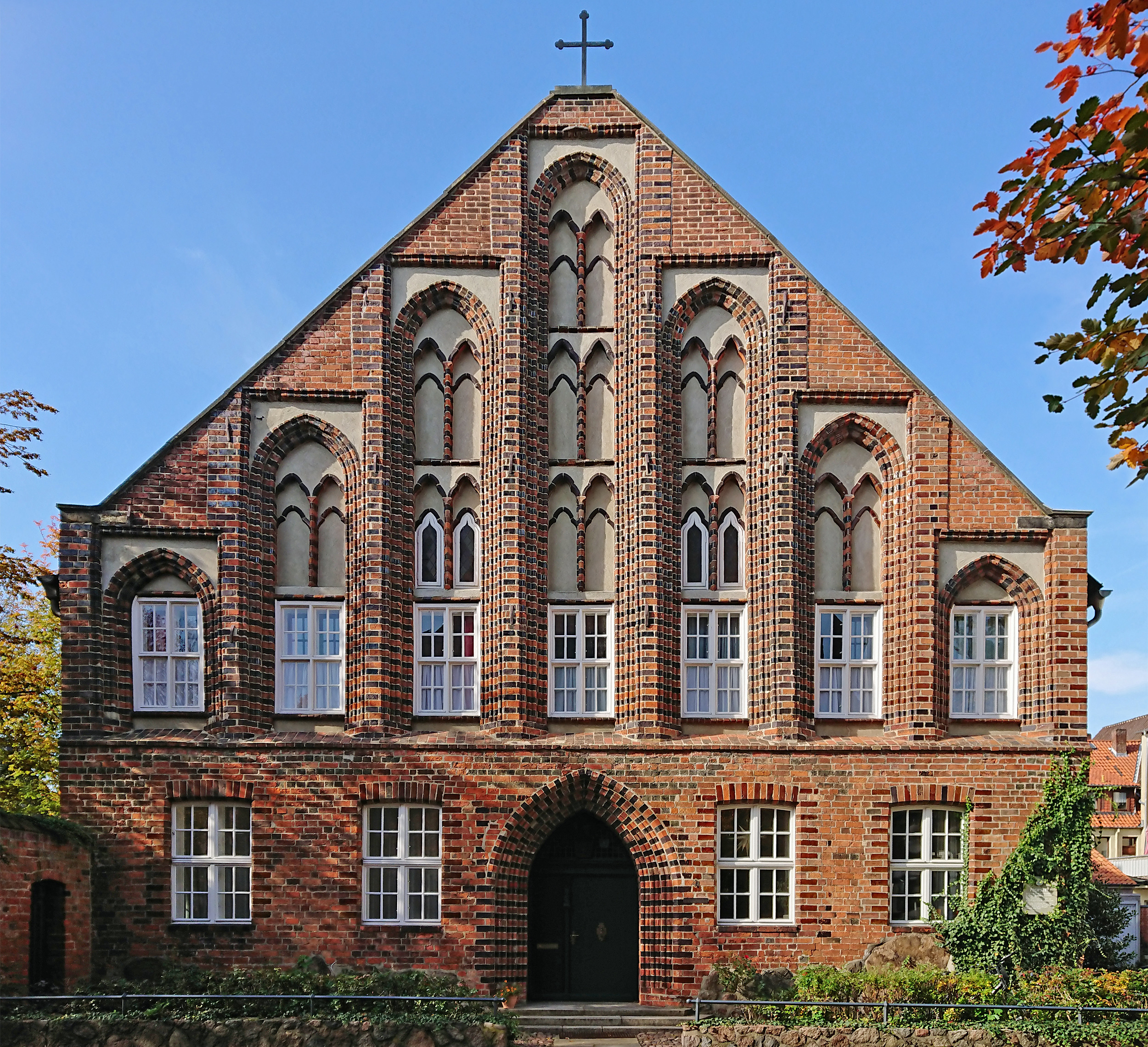
Propstei aus dem 15. Jahrhundert gegenüber der Stadtkirche

Zur evangelisch-lutherischen Kirche gehören die 1292 geweihte Stadtkirche St. Marien (mit der größten Orgel der Lüneburger Heide), die 1960 geweihte St.-Petri-Kirche an der Osterstraße und die 1960 erbaute St.-Johannis-Kirche am Hagenskamp. Zu den historischen Kirchen und weiteren Kapellen siehe Abschnitt Bauwerke. Das Alten- und Pflegeheim Wichern-Haus an der Niendorfer Straße verfügt über einen Andachtsraum.
Die katholische Kirche Zum göttlichen Erlöser wurde 1904/1905 an der Alewinstraße erbaut, nach dem bereits seit 1866 katholische Gottesdienste in der evangelischen Gertrudenkapelle stattfanden. Heute gehören zur Pfarrgemeinde Zum göttlichen Erlöser sämtliche katholischen Kirchen im Landkreis Uelzen.
Zu den weiteren in Uelzen vertretenen Kirchen und Glaubensgemeinschaften gehören die 1903 gegründete neuapostolische Gemeinde mit der 1962 eingeweihten Kirche an der Alewinstraße, die 1949 gegründete Evangelisch-Freikirchliche Gemeinde (Baptisten) mit der Friedenskirche an der Dieterichsstraße, die Selbständige evangelisch-lutherische Christus-Gemeinde Uelzen der SELK mit Sitz in der Oldenstädter Straße 26, die Evangelisch-reformierte Kirchengemeinde Lüneburg-Uelzen mit dem Gemeindehaus in der Oldenstädter Straße 15, die Freie evangelische Gemeinde (FeG) Uelzen mit ihrem Gemeindezentrum an der Lüneburger Straße, die zur Freikirche der Siebenten-Tags-Adventisten gehörende Adventgemeinde Uelzen Am Stadtwald mit der Kirche und dem benachbarten Altenheim an der Waldstraße, die im Jahr 2000 als zweite Adventgemeinde in Uelzen gegründete Gemeinde Uelzen-Stadt mit ihrem Gemeindezentrum am Kämpenweg, das zur Apostolischen Kirche Deutschland gehörende Christus Zentrum Uelzen an der Ringstraße, die Freie Christengemeinde Kraftstrom Uelzen mit Sitz an der Luisenstraße und die Zeugen Jehovas mit dem Königreichssaal an der Scharnhorststraße.
Weitere Kirchen befinden sich in den Ortsteilen von Uelzen.

## Politik

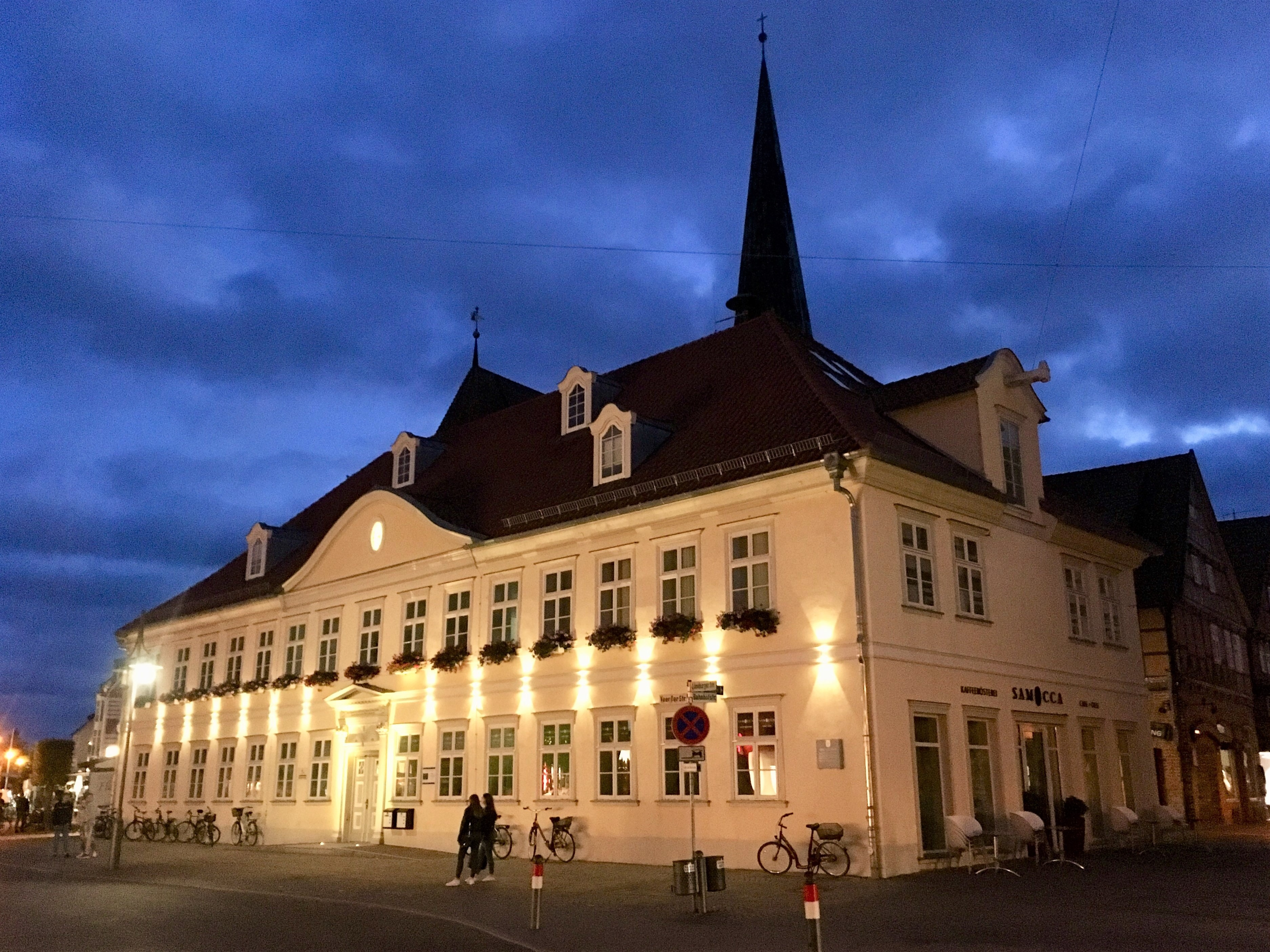
Altes Rathaus (erbaut 1347; 1789/90 umgestaltet)

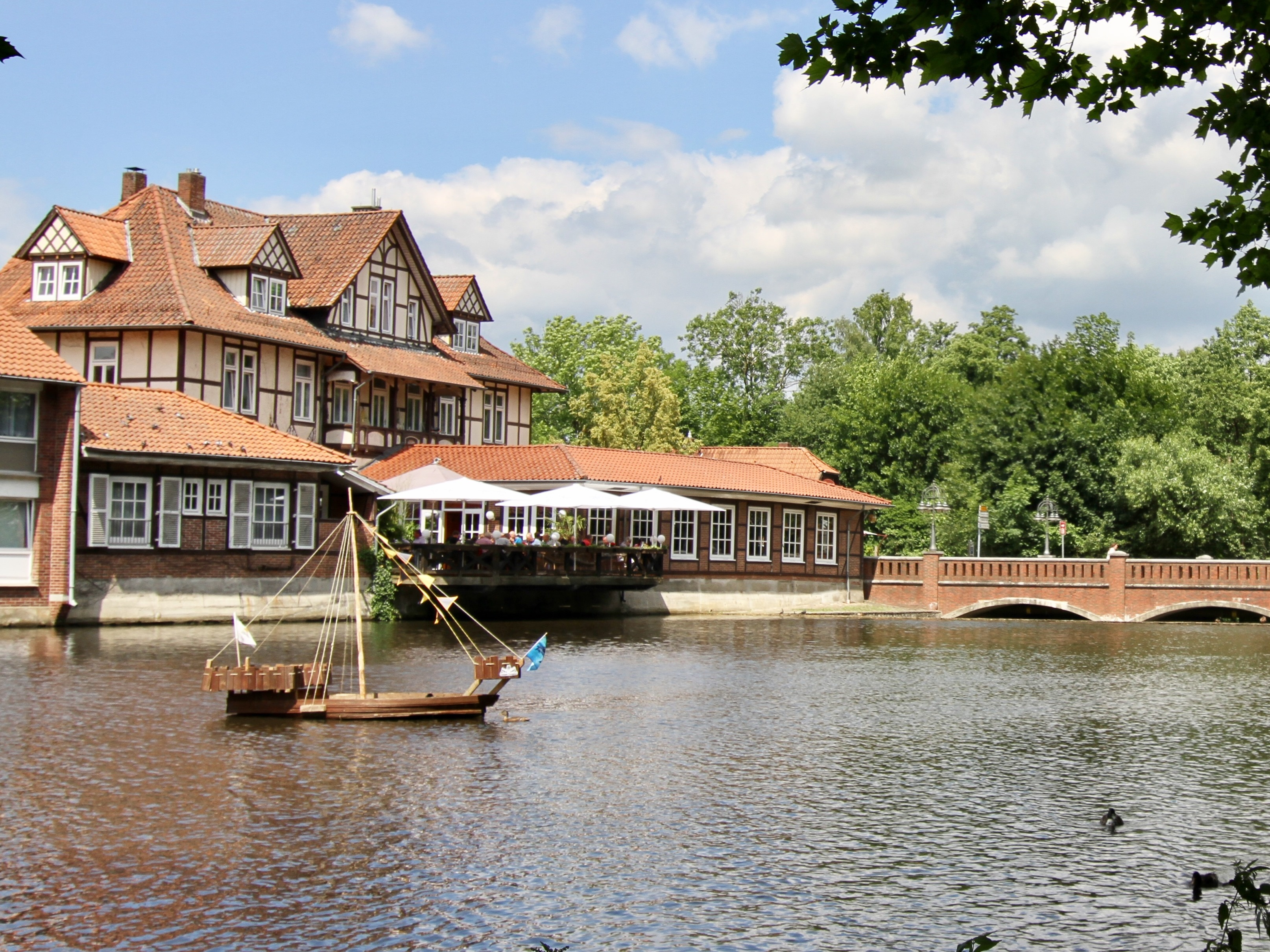
Ratsteich (Aufstau der Ilmenau zur Verstärkung der städtischen Befestigung am Gudestor; erbaut 1643)

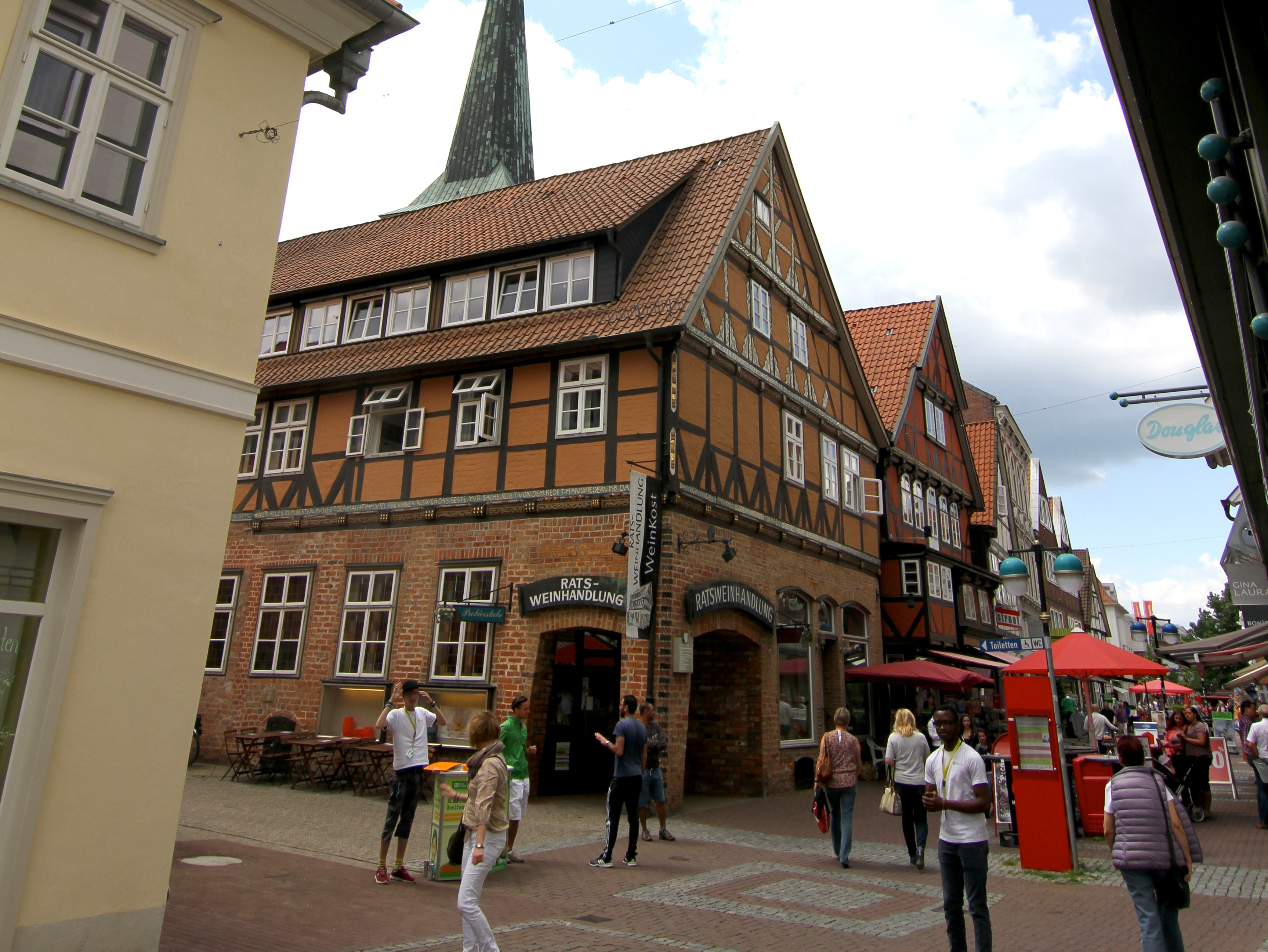
Ratsweinhandlung/Nige Hus in der Fußgängerzone

### Rat
Der Rat der Hansestadt Uelzen besteht aus 38 Ratsfrauen und Ratsherren. Dies ist die festgelegte Anzahl für eine Stadt mit einer Größe zwischen 30.001 und 40.000 Einwohnern. Die 38 Ratsmitglieder werden durch eine Kommunalwahl für jeweils fünf Jahre gewählt. Die aktuelle Amtszeit begann am 1. November 2021 und endet am 31. Oktober 2026.
Stimmberechtigt im Rat der Hansestadt Uelzen ist außerdem der hauptamtliche und parteilose Bürgermeister Jürgen Markwardt.

### Kommunalwahlen am 12. September 2021
Die Wahlbeteiligung lag bei 50,9 Prozent.
Die Parteien erreichten die folgenden Prozente der abgegebenen gültigen Stimmen:
1. CDU: 33,1 = 13 Sitze
2. SPD: 32,3 = 12 Sitze
3. Bündnis 90/Die Grünen: 12,2 = 5 Sitze
4. UWG: 5,3 = 2 Sitze
5. AfD: 5,3 = 2 Sitze
6. FDP: 4,3 = 2 Sitze
7. Wir für Uelzen: 3,9 = 1 Sitz
8. Die Linke: 2,0 = 1 Sitz

- Linke: 1
- Grüne: 5
- SPD: 12
- FDP: 2
- WFU: 1
- UWG: 2
- CDU: 13
- AfD: 2

### Bürgermeister
Hauptamtlicher Bürgermeister der Hansestadt Uelzen ist seit 2014 der parteilose Jürgen Markwardt. Bei der letzten Bürgermeisterwahl am 25. Mai 2014 wurde der bisherige Erste Stadtrat auf Wahlvorschlag der SPD mit 64,4 Prozent der Stimmen in sein neues Amt gewählt. Die Wahlbeteiligung lag bei 49,7 Prozent. Markwardt trat sein Amt am 1. November 2014 an. Stellvertretende Bürgermeister sind aktuell Kristina Nenke (SPD) und Karl-Heinz Günther (CDU).
- 1865–1869: Carl Hugenberg

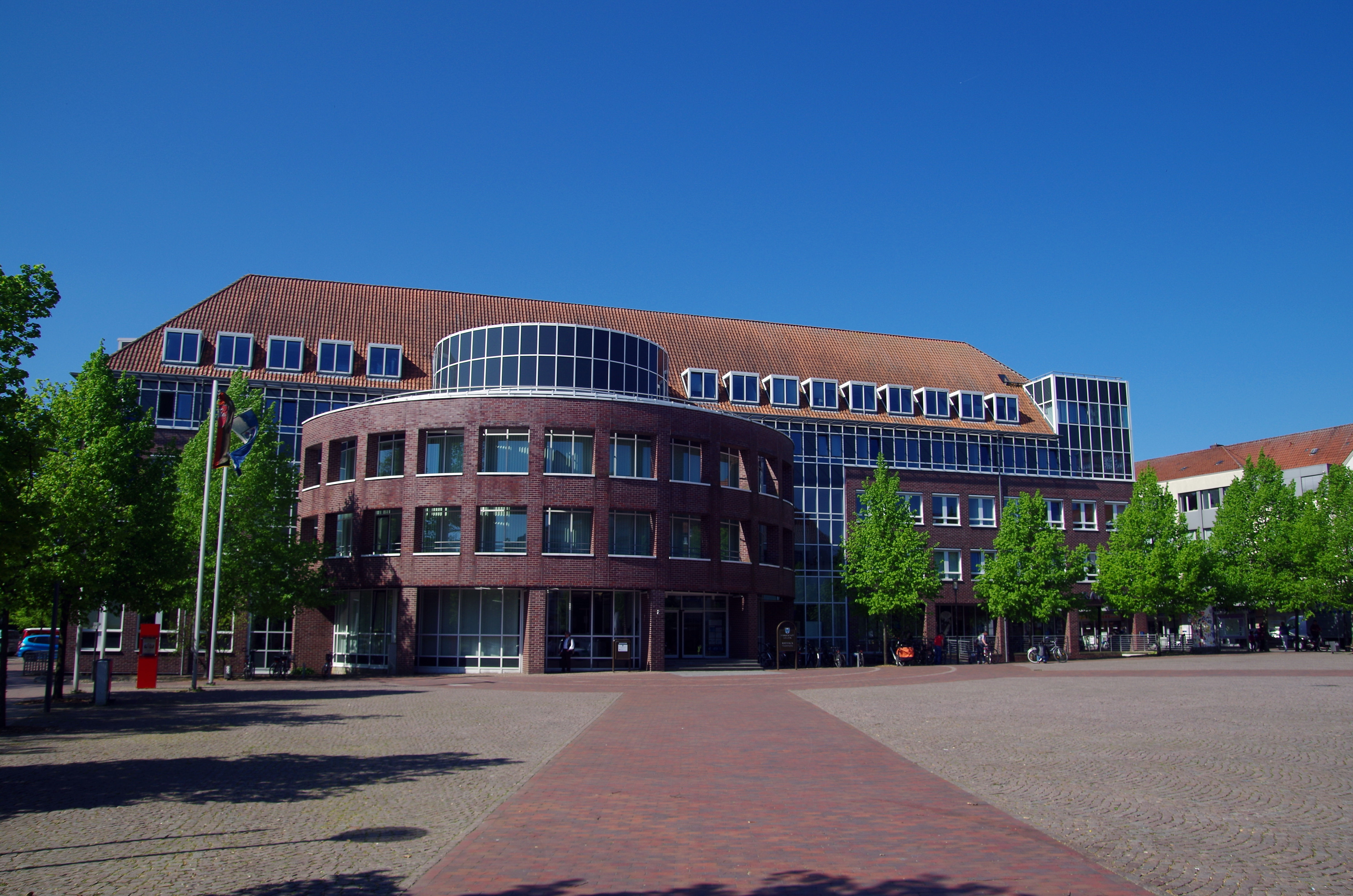
Blick über den Herzogenplatz auf das neue Uelzener Rathaus

- 1869–1910: Ernst Otto von Linsingen
- 1910–1913: Wilhelm Theodor Mützelburg
- 1913–1946: Johann Maria Farina
- 194600000: Heinz Lücke (CDU)
- 1946–1948: Adolf Hochgraefe (SPD)
- 1948–1950: Heinz Lücke
- 1950–1952: Adolf Hochgraefe
- 1952–1961: Heinz Lücke
- 1961–1963: Adolf Hochgraefe
- 1963–1964: Heinz Lücke
- 1964–1972: Alfred Krüger (CDU)
- 1972–1979: Rudi Schrödter (SPD)
- 1979–1981: Hans-Alexander Drechsler (SPD)
- 1981–1991: Rudolf Froin (CDU)
- 1991–1997: Günter Leifert (SPD)
- 1997–2001: Günter Leifert (hauptamtlich)
- 2001–2014: Otto Lukat (SPD)
- 2014–0000: Jürgen Markwardt (parteilos)

### Stadtdirektor
Von 1945 bis 1997 gab es in Uelzen folgende Stadtdirektoren als Leiter der Verwaltung:
- 1945–1946: Karl Sievers
- 1946–1959: Otto Helbing
- 1959–1973: Günther Goldmann
- 1973–1997: Udo Hachmann

### Vertreter im Bundestag
Uelzen gehört zum Bundestagswahlkreis Celle – Uelzen. Direkt gewählt wurde 2009, 2013, 2017 und 2021 Henning Otte (CDU), der 2005 über die Landesliste (Platz 19) in den Bundestag einzog. Seit 2021 sind Anja Schulz (FDP) und Thomas Ehrmann (AfD) – beide über die jeweilige Landesliste gewählt – ebenfalls Bundestagsabgeordnete aus dem Landkreis Uelzen.
Ehemalige Abgeordnete: Kirsten Lühmann (SPD) wurde 2009, 2013 und 2017 ebenfalls über die Landesliste gewählt. In den Jahren 1998, 2002 und 2005 erhielt Peter Struck (SPD), ehemals Verteidigungsminister und Vorsitzender der SPD-Fraktion im Deutschen Bundestag, das Direktmandat.

### Wappen
Das Wappen der Hansestadt zeigt im silbernen Feld ein blaues bezinntes, silbern gefugtes Stadttor, beiderseits zwei Türme mit je drei Zinnen, rotem Spitzdach und drei Scharten in der Ordnung 2,1; davor die Türöffnung gänzlich verdeckend im silbernen Schild auf grünem Berg ein rotbezungter und rotbewehrter blauer aufgerichteter welfischer Löwe mit gespaltenem Schweif zwischen drei grünen Bäumen, sich mit der rechten Pranke auf den rechten Baum stützend.

### Flagge
Die Flagge zeigt in der Längsrichtung eine blaue und eine weiße Hälfte sowie im Mittelfeld das Stadtwappen.

### Städtepartnerschaften
- Bois-Guillaume und 20 Kommunen im Norden und Osten von Rouen, mit dem Landkreis und den Gemeinden des Kreises, Frankreich[25]
- Barnstaple, Vereinigtes Königreich
- Tikaré, Guibaré, Burkina Faso
- Kobryn, Belarus

## Kultur und Sehenswürdigkeiten

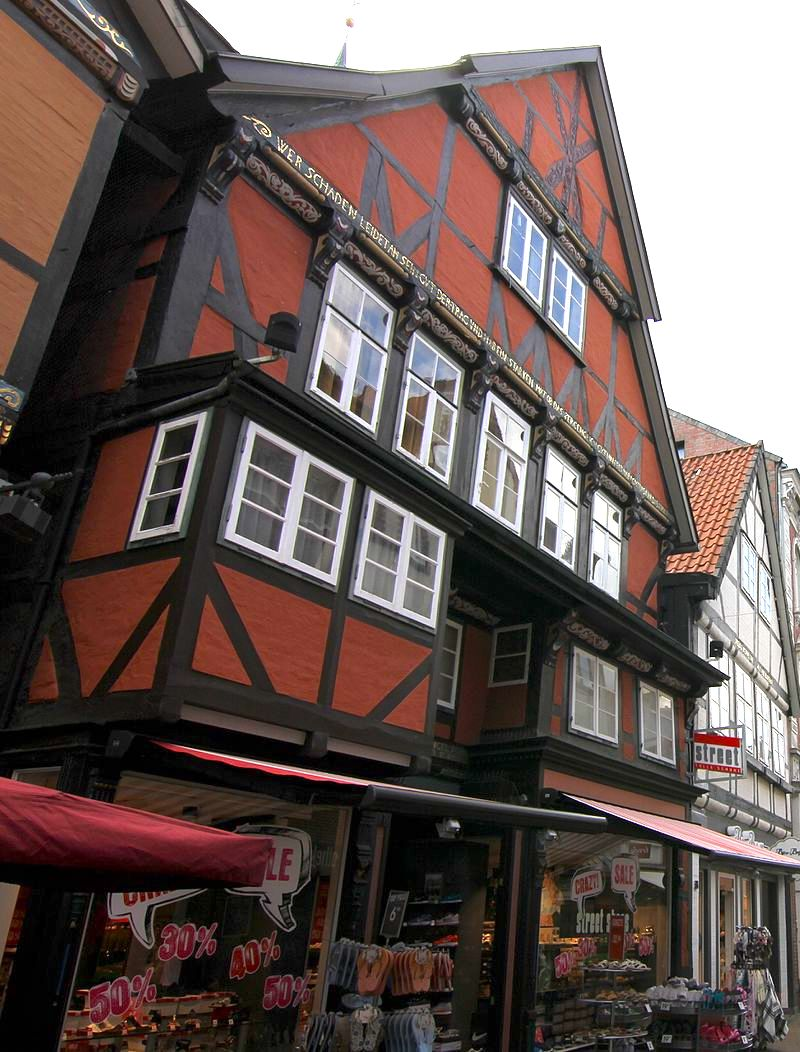
Tuchmacherhaus in der Fußgängerzone

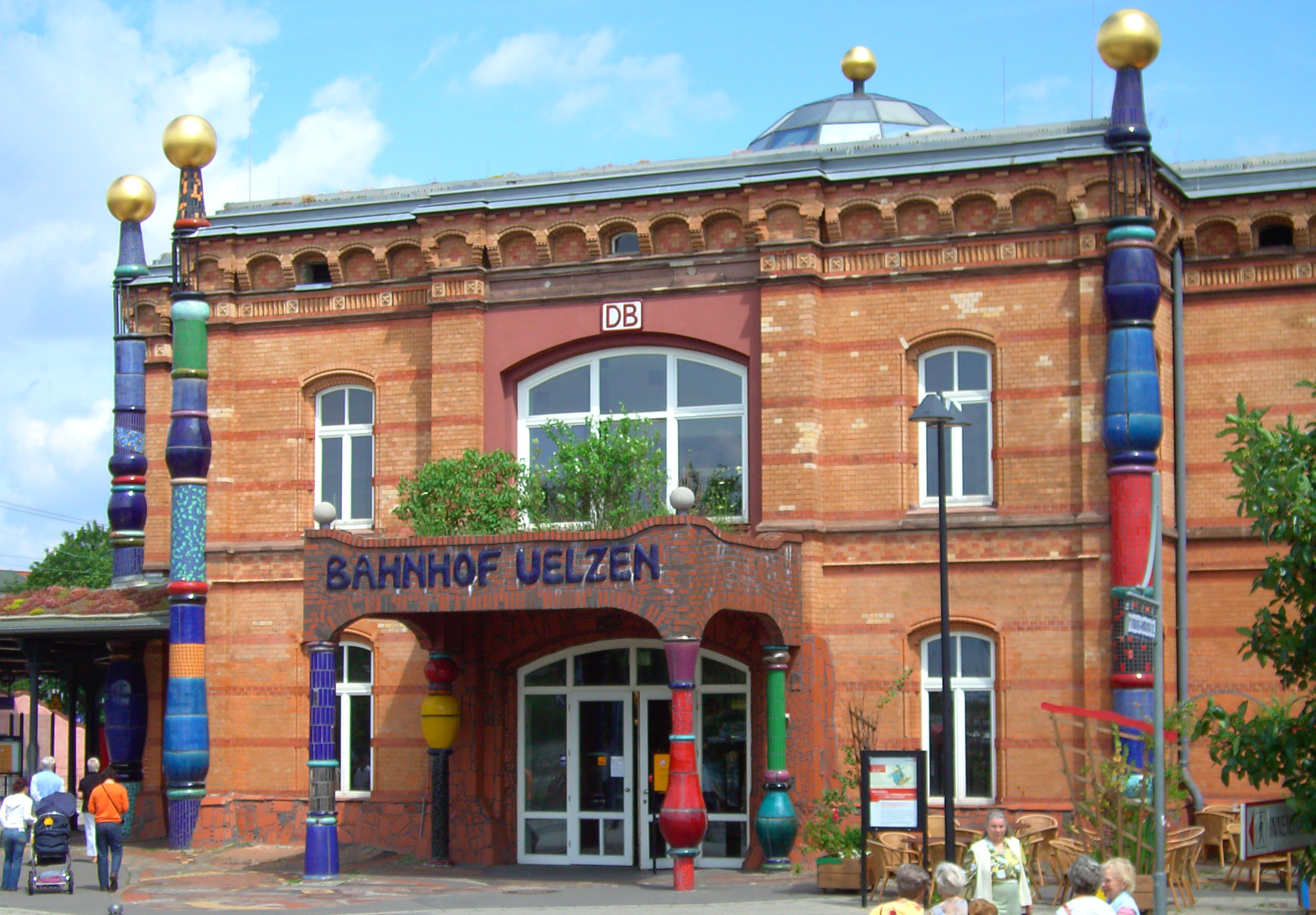
Hundertwasserbahnhof am Friedensreich-Hundertwasser-Platz

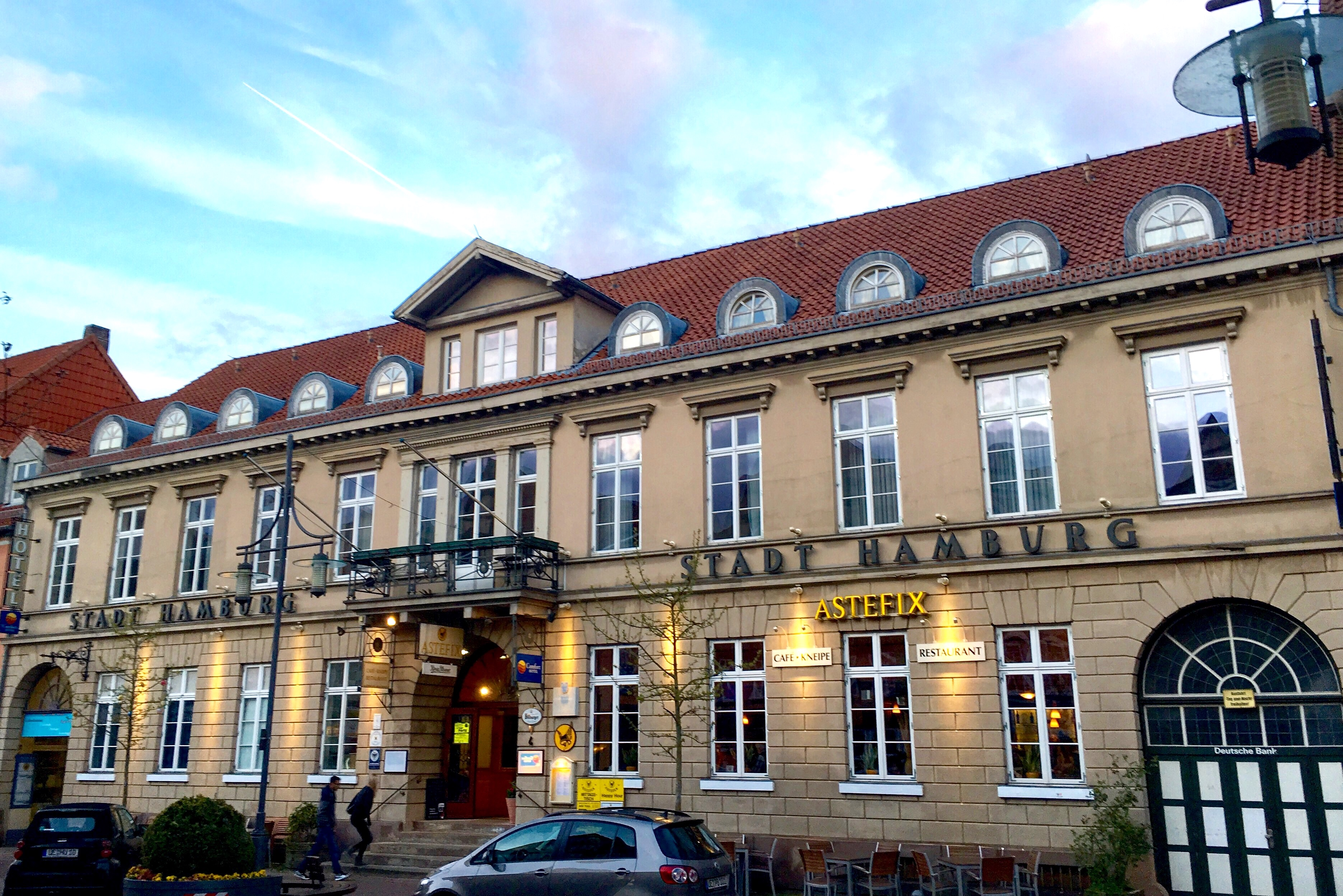
Hotel Stadt Hamburg

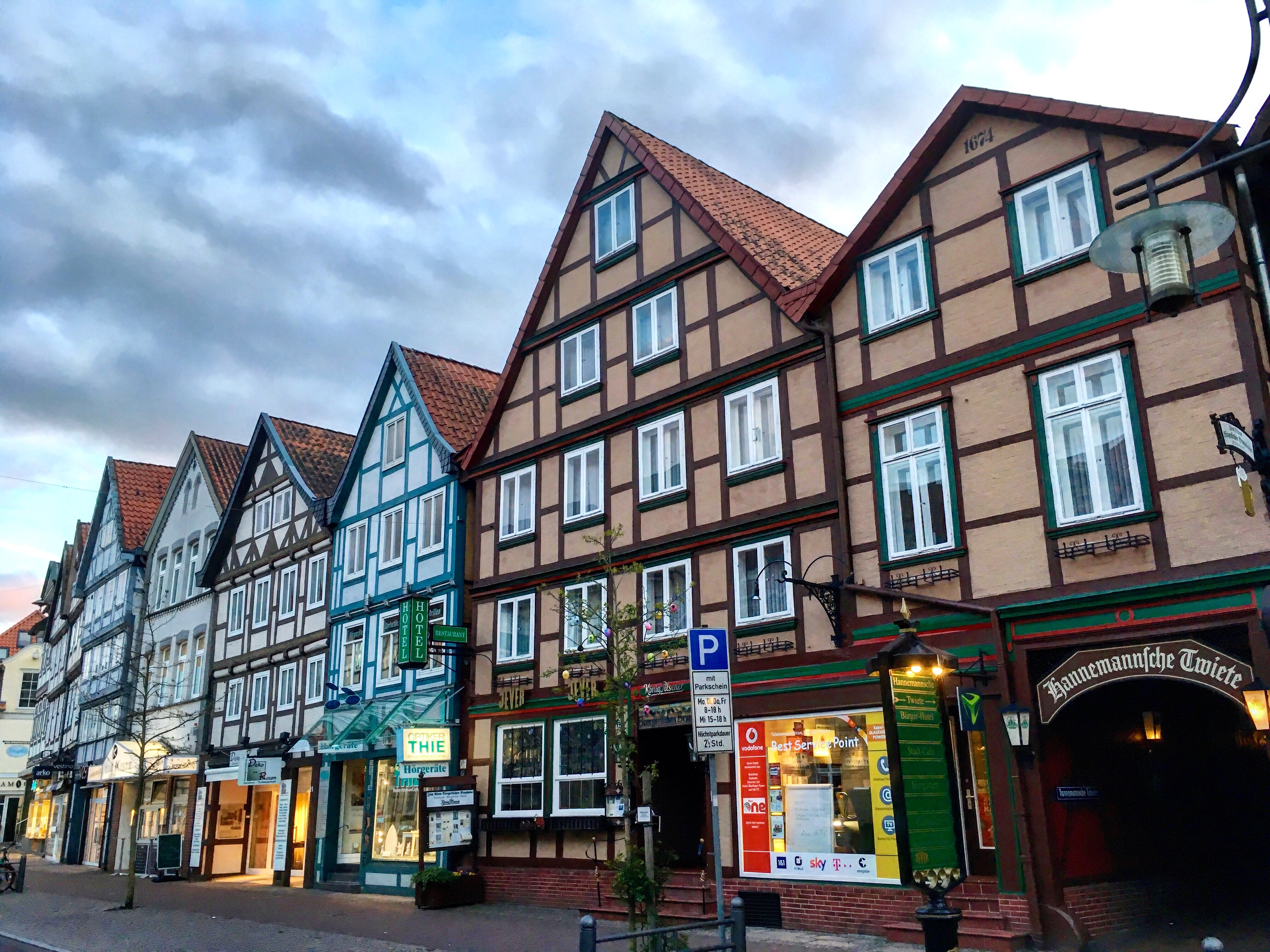
Altstadthäuser in der Lüneburger Straße

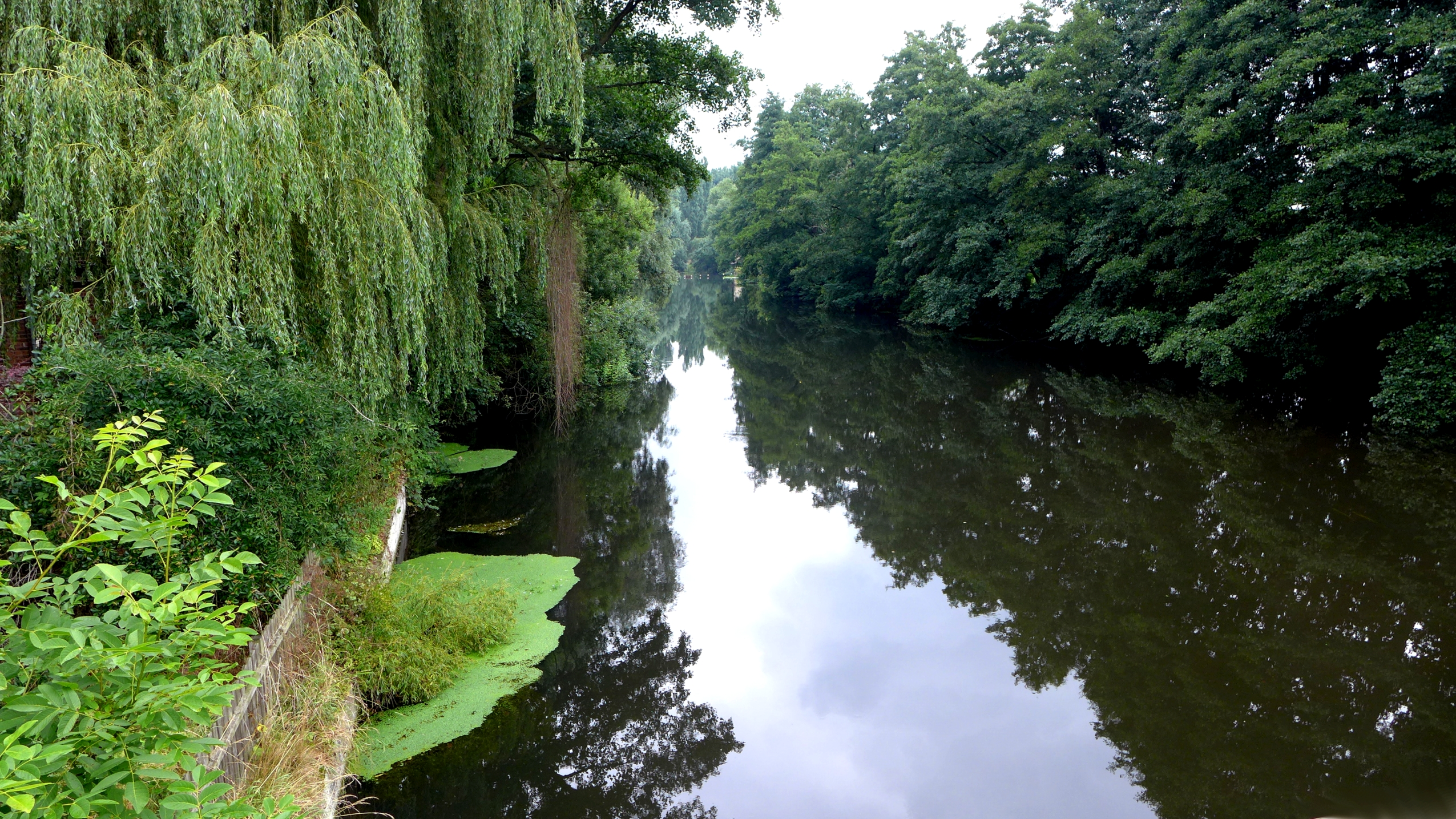
Die Ilmenau im Bereich der Birkenallee

### Hundertwasserbahnhof
Der ursprünglich wilhelminische Uelzener Bahnhof (errichtet 1888 durch den Architekten Hubert Stier) wurde im Rahmen der Weltausstellung Expo 2000 nach Vorstellungen und im Stil von Friedensreich Hundertwasser zum Hundertwasserbahnhof umgebaut. Im Jahr 2009 erhielt der Bahnhof die Auszeichnung Bahnhof des Jahres in der Kategorie Kleinstadtbahnhöfe.

### Theater
Das Theater an der Ilmenau besitzt derzeit bei voller Bestuhlung 800 Sitzplätze und gehört damit zu den größten Gastspieltheatern der Region. In der Regel finden hier Auftritte von Tourneetheatern oder Musikensembles des Herzog-Ernst-Gymnasiums statt, es waren aber auch schon zahlreiche aus Funk und Fernsehen bekannte Kabarettisten und Comedians zu Gast in der Stadt. 2004 wurde hier das Hundertwasser-Musical von Rolf Rettberg mit Musik von Konstantin Wecker aufgeführt. Insgesamt wurden die 71 Aufführungen von über 32.500 Zuschauern besucht. In der Galerie des Theaters stellt der Kunstverein Uelzen e. V. jeweils in den Monaten von November bis April zeitgenössische Kunst aus.
In der Innenstadt liegt außerdem das von Reinhard Schamuhn (1940–2013) im Jahr 1987 gegründete, seit 1988 von dem Verein zur Förderung der Kunst im Kreativen Speicher e. V. betriebene Neue Schauspielhaus Uelzen. Kleinkunst ist sein Programm, und das Neue Schauspielhaus bietet die unterschiedlichsten Formate an. Im Juni 2006 schenkte die Besitzerin des Gebäudes, die Ärztin Anneliese Robby (1920–2013), Schamuhn das Anwesen.

### Museen
2023 wurde das neue „Uelzen-Museums“ in der Uelzener Innenstadt in der Bahnhofstraße eröffnet. Zuvor befand sich das Heimatmuseum von 1985 bis 2019 im Museum Schloss Holdenstedt im Uelzener Ortsteil Holdenstedt. Zu den Dauerausstellungen zählten Meublements vom Mittelalter bis zum Jugendstil, die Gläsersammlung des Uelzer Ehrenbürgers Fritz Röver, Werke des Tiermalers Georg Wolf (Düsseldorfer Schule), die Radio-Sammlung Pommerien sowie archäologische Funde aus Stadt und Land Uelzen. Zusätzliche Ausstellungen, Konzerte und wiederkehrende Veranstaltungen wie der Kunst- und Handwerkermarkt und die weit über die Region hinaus bekannten Holdenstedter Schlosswochen gehörten zum festen Programm des Schlossmuseums.
Das Schloss Holdenstedt ist ein aus einer mittelalterlichen Burg hervorgegangener ehemaliger Herrensitz der Familie von der Wense, dessen Bau vom Beginn des 18. Jahrhunderts stammt und das durch Umbaumaßnahmen Mitte des 19. Jahrhunderts nunmehr eine stilisierte barocke Fassade schmückt. Zum Bauensemble gehören neben dem Haupthaus die sich am Südflügel anschließende Orangerie, in die ein Schlosscafé untergebracht war, in den Eingangsbereichen zum Schlossgelände die ehemaligen neuzeitlichen Stadttore Uelzens, ein Pavillon aus dem 19. Jahrhundert, der ursprünglich in einem bürgerlichen Garten in der Stadt Uelzen stand, sowie ein weitläufiger Englischer Park, durch den hinter dem Schloss das Flüsschen Hardau fließt. In der Wassermühle unweit des Museums Schloss Holdenstedt befanden sich die Ausstellungsräume für die archäologische Abteilung des Heimatmuseums Uelzen. Zudem wurden in der Wassermühle Sonderausstellungen gezeigt.

### Musik/Treffpunkte

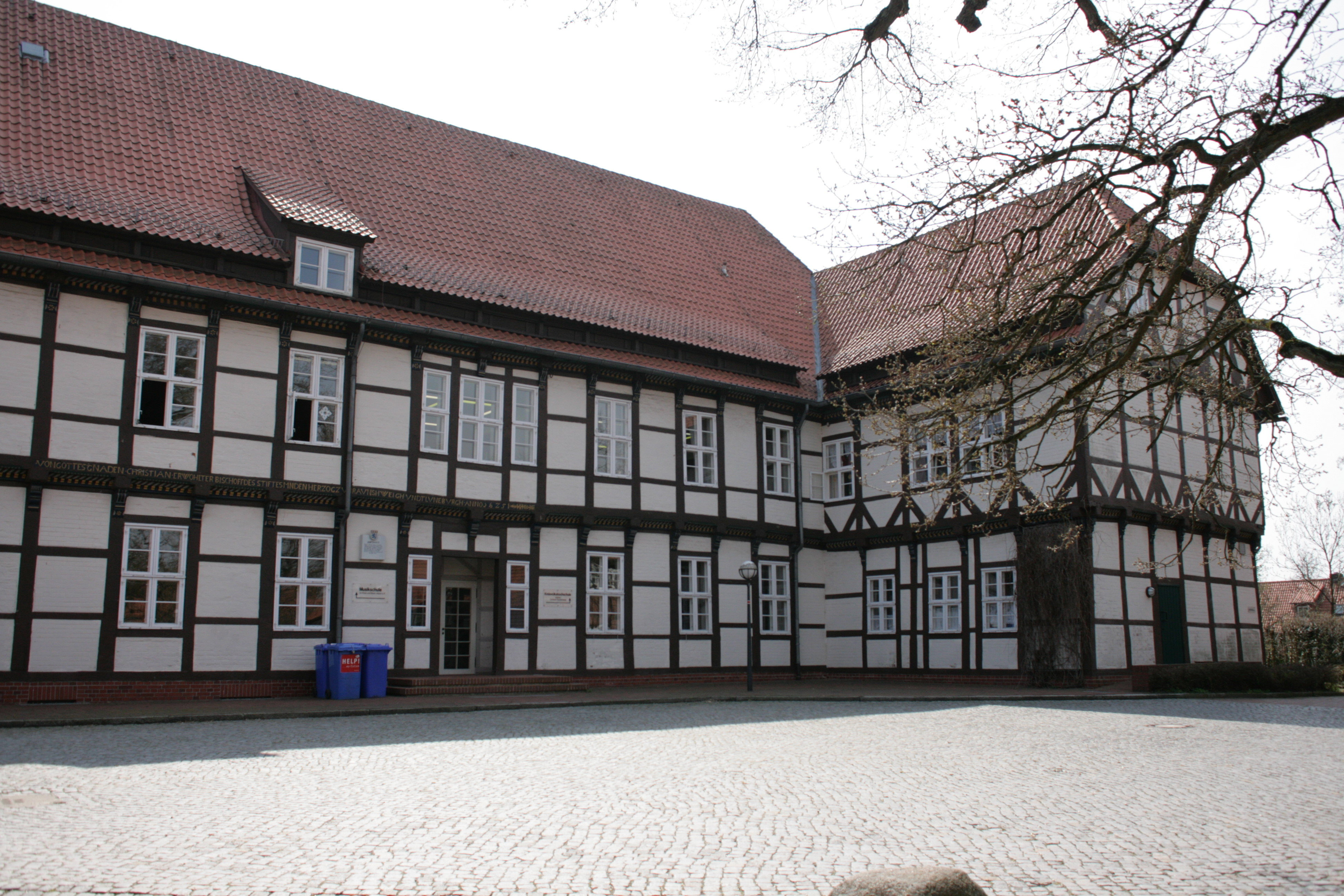
Die Musikschule für Kreis und Stadt Uelzen befindet sich heute im alten Kreishaus

Die Hansestadt Uelzen veranstaltet alle zwei Jahre (in den ungeraden Jahren) den nach Friedrich Kuhlau benannten Internationalen Kuhlau-Wettbewerb für Nachwuchsflötisten. Der Wettbewerb wendet sich an Flötenensembles in verschiedener Zusammensetzung (zwei bis vier Flöten, Flöte/Klavier und zwei Flöten/Klavier), es sind auch Soloflötisten zugelassen. Die Teilnehmer – das Durchschnittsalter eines Ensembles darf 32 Jahre nicht überschreiten – spielen Werke verschiedener Komponisten vor einer internationalen Jury, wobei die Kompositionen des 1786 geborenen Friedrich Kuhlau den Schwerpunkt bilden.
Alljährlich im Sommer findet an verschiedenen Standorten in der Stadt und ihren Stadtteilen die „Internationale Sommerakademie Lüneburger Heide“ unter der künstlerischen Leitung des aus Uelzen stammenden Pianisten Hinrich Alpers statt.
Die Stadt besitzt eine Vielzahl von Musikkneipen und -cafés, darunter das Komma am Schnellenmarkt, das Hofinger, den Hutladen und Kocki’s Kaminstube am Gudestor sowie das Mephisto in der Achterstraße.
Im 2007 renovierten Stadtgarten am westlichen Teil der Altstadt befinden sich in einem Carée ein Restaurant und ein Café. In der Innenstadt grenzt das um 1360 erbaute „Restaurant Gildehaus“ an die St.-Marien-Kirche.

### Uelzen Open R

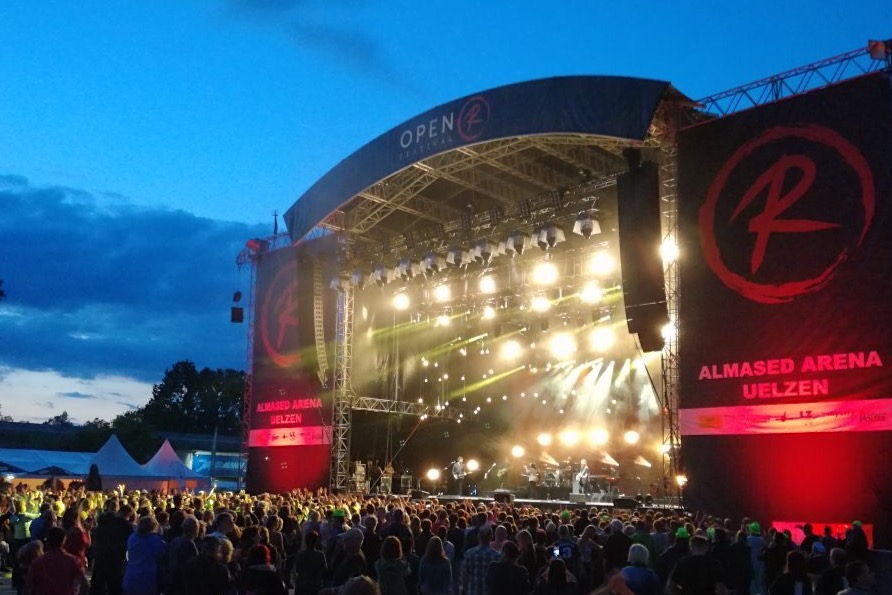
Uelzen Open R Festival (2017)

Seit 2008 findet in Uelzen das Uelzen Open R-Musikfestival statt. Im ersten Jahr spielten Bands wie Die Ärzte, Mando Diao oder Sportfreunde Stiller vor rund 30.000 Zuschauern. 2009 waren u. a. Silbermond, Jan Delay und Amy Macdonald zu Gast, 2010 standen u. a. Doll & The Kicks, Eisblume, Stanfour, Ich + Ich, Culcha Candela und Die Fantastischen Vier auf der Bühne. Nachdem das Festival 2011 nicht stattgefunden hatte, traten 2012 Herbert Grönemeyer und Die Orsons auf.
Im Rahmen des Uelzen Open R 2016 startete Elton John seine Europatournee vor 12.000 Zuschauern. Außerdem traten Mark Forster, Johannes Oerding, Glasperlenspiel und Roland Kaiser auf.
Im August 2017 traten unter anderem Bob Geldof, Robin Schulz, Jonas Blue, Feder, Rea Garvey, Silbermond und Max Giesinger auf. Wegen eines Auftritts von Sting wurde der Beginn des Festivals auf den 1. August vorverlegt. Zu Stings einzigem Open-Air-Konzert in Norddeutschland erschienen knapp 10.000 Zuschauer.
Top-Acts des Festivals waren 2018 die norwegischen Popgruppe a-ha und 2019 Kim Wilde, UB40, Paul Young und die Kelly Family.

### Uelzener Filmtage
Die Uelzener Filmtage sind ein Kurzfilmfestival, das alle zwei Jahre ausgetragen wird und an dem Jugendliche und junge Erwachsene bis zum Alter von 21 Jahren teilnehmen dürfen. Der Hauptpreis ist die Goldene Filmrolle.

### Skulpturen
Im Stadtgebiet gibt es eine Reihe von Bronzeskulpturen, so zum Beispiel in der Bahnhofstraße, auf dem Herzogenplatz (historisches Stadtmodell), an der Stadtkirche, vor dem Finanzamt, am Amtsgericht sowie am Ratsteich.

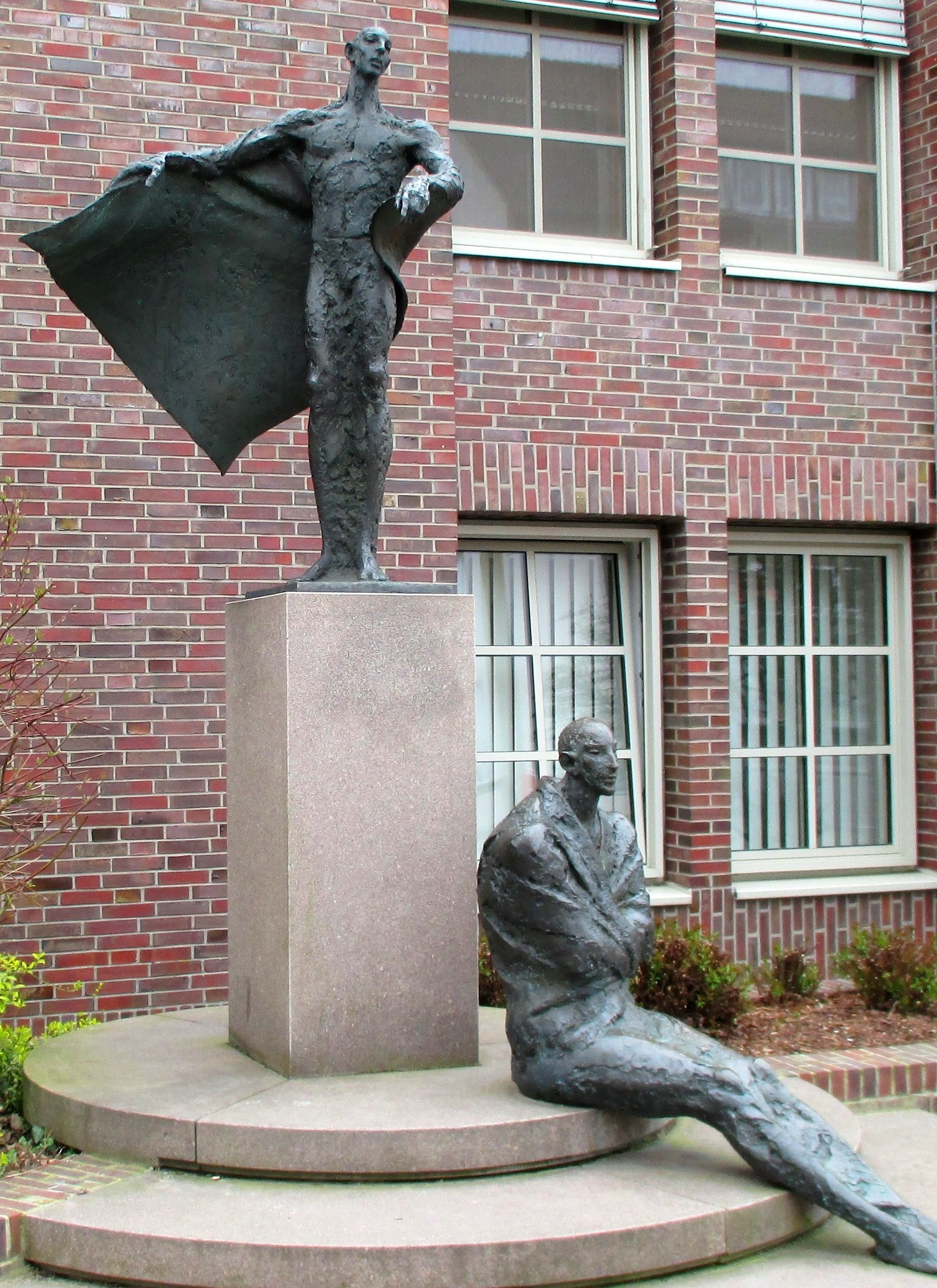
Bronzeskulpturen von Doris Waschk-Balz, 1991

Seit 2008 säumen vom Hundertwasserbahnhof bis ins Zentrum und im gesamten Innen- und Altstadtbereich außerdem zahlreiche Steinskulpturen der deutsch-schwedischen Künstlerin Dagmar Glemme den Weg. Im Abstand von etwa 50 bis 100 Metern sind auf dem Weg der Steine Granitblöcke aufgestellt, die die Künstlerin mit mythischen Motiven in auffallender Farbenfroheit bemalt hat. Die Steine sind dabei bestimmten Themen gewidmet. Die angesprochenen Themen reichen von Natur und Träumen über Glück und Freiheit bis hin zu Liebe, Weisheit und den Naturelementen.

### Die Uhlenköpersage

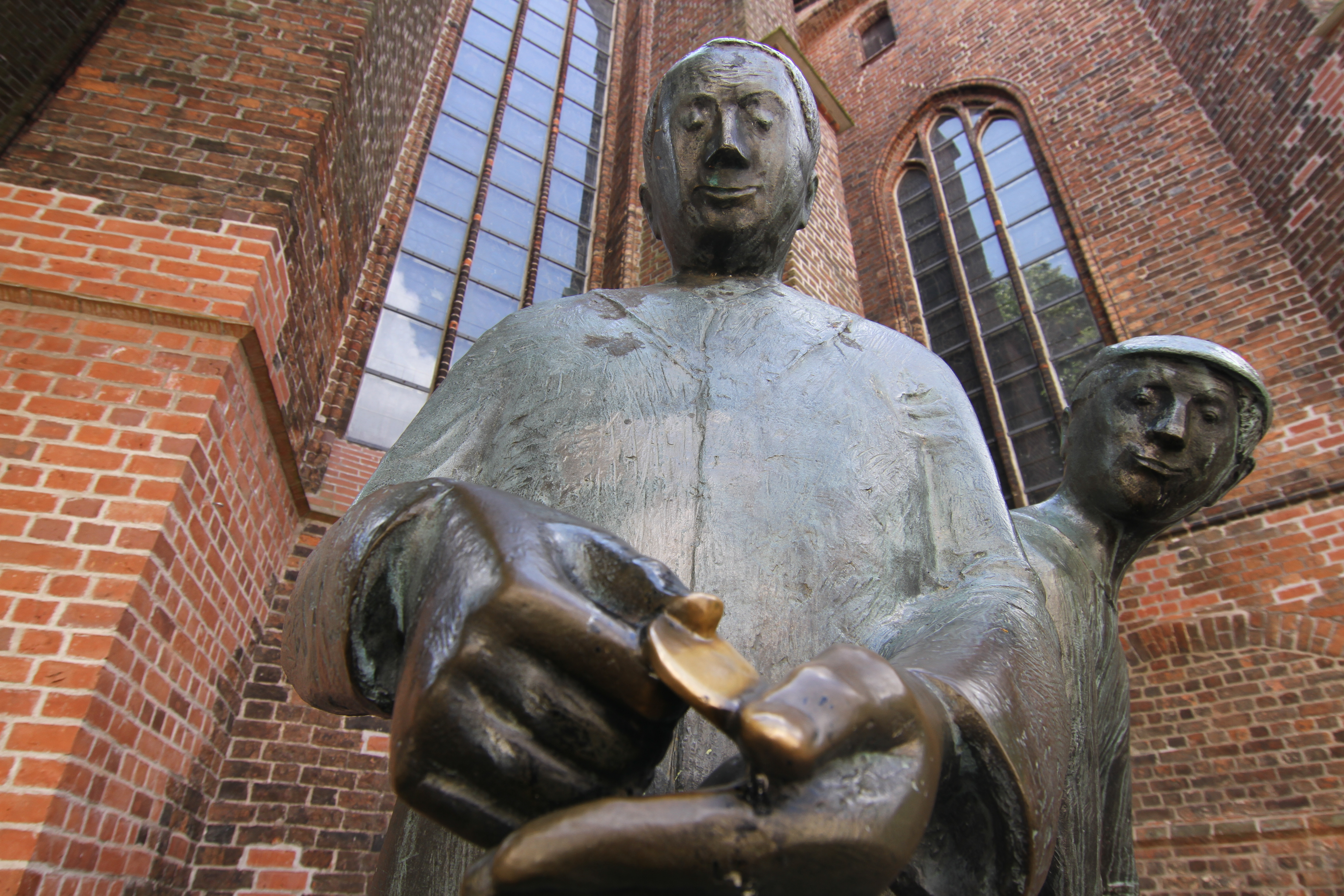
Der Uhlenköper von Karlheinz Goedtke, 1966

Uelzen wird im regionalen Sprachgebrauch auch die Uhlenköperstadt genannt. Dies rührt von der Sage her, dass ein Uelzer Bürger von einem Bauern Eulen (Ulen, Uhlen) anstelle von Birkhähnen kaufte:
Die Sage berichtet, dass ein gewitzter Bauer vom Land in die Stadt Uelzen kam, im Gepäck einen Sack mit lebendem Inhalt. Dort traf er auf einen neugierigen Kaufmann, der ihn fragte, was er in dem Sack habe. Der Bauer antwortete Baarftgaans (Barfußgeher), was der Händler jedoch falsch als Barkhahns (Birkhähne) verstand und dem Bauern einen stattlichen Preis zahlte, ohne in den Sack zu schauen.
Zu Hause angekommen, wollte er seiner Frau die soeben erworbenen Birkhähne zeigen, doch als er den Sack öffnete, flatterten drei Eulen hinaus und richteten allerlei Schaden in der Wohnung des Kaufmannes an.
Der Kaufmann verklagte daraufhin den Bauern. Dieser sagte jedoch zu seiner Verteidigung, er habe eindeutig „Baarftgaans“ verkauft und die Tatsache, dass Eulen barfuß gingen, könne man ihm nicht abstreiten.
Der Richter soll sich derart über die Schläue des Bauern amüsiert haben, dass er ihn freisprach.
Daher tragen die Uelzer bis zum heutigen Tag den Ortsnecknamen „Uhlenköper“, also Eulenkäufer. Eine Bronze-Statue an der Marienkirche erinnert an diese Sage. Ein Reiben an der Münze der Statue und gleichzeitiges Klimpern des Kleingeldes in der Hosentasche soll dafür sorgen, dass man immer genug Geld hat. Die Münze ist daher hellblank gerieben.

### Bauwerke

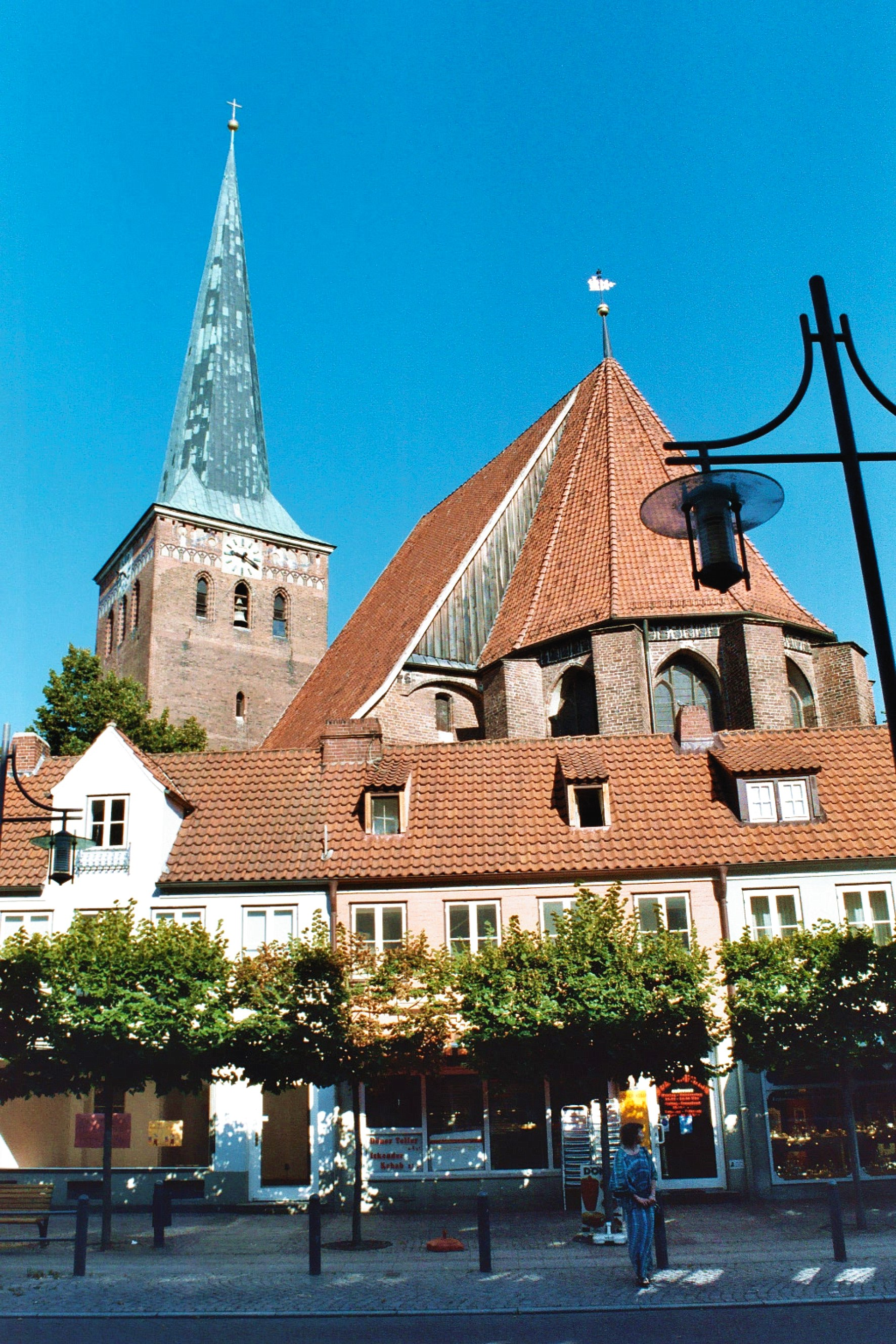
Stadtkirche St. Marien hinter den „Fünf Propheten“ (Häuserzeile)

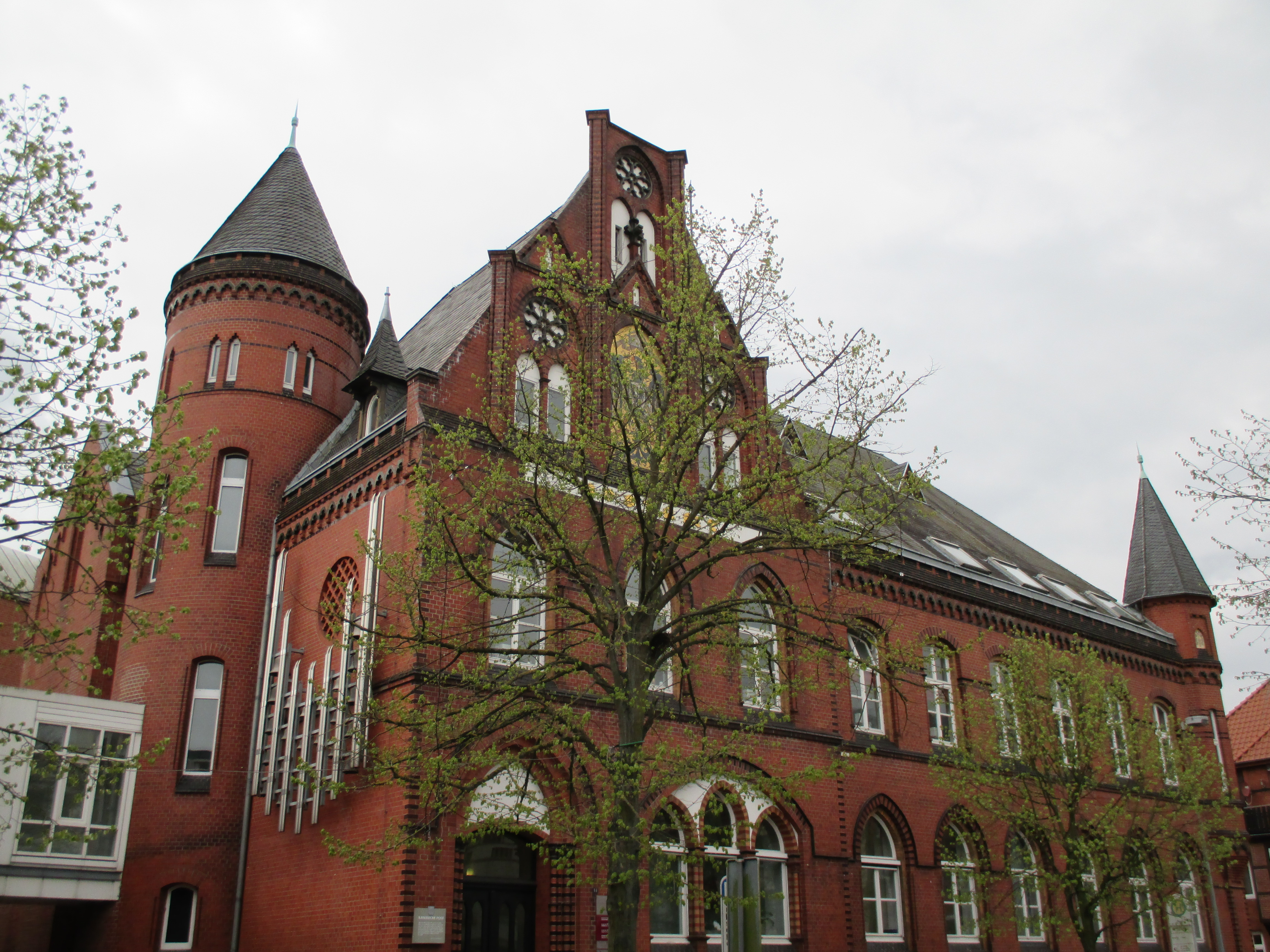
Kaiserliches Postamt in der Bahnhofstraße

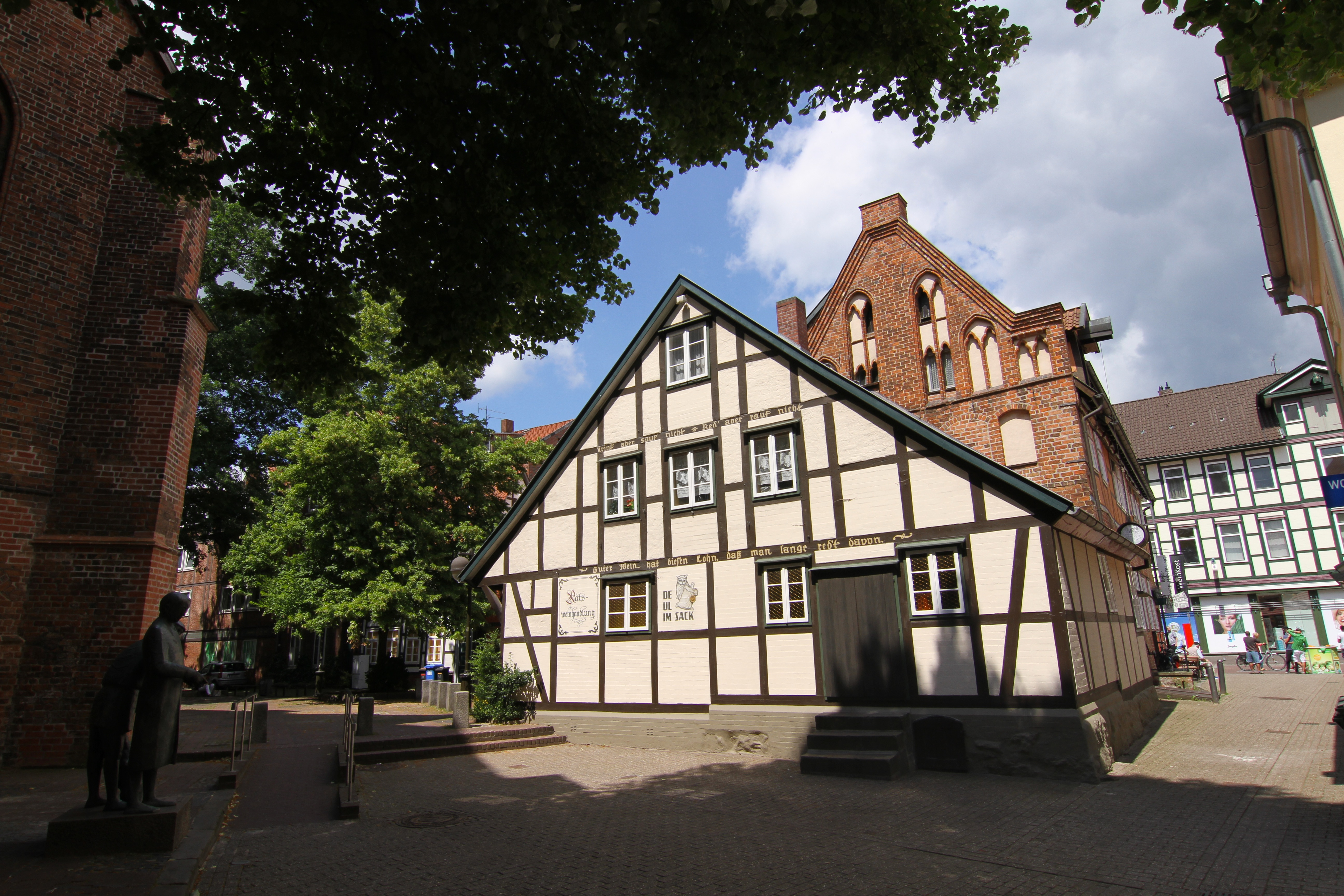
Backsteingiebel der Ratsweinhandlung

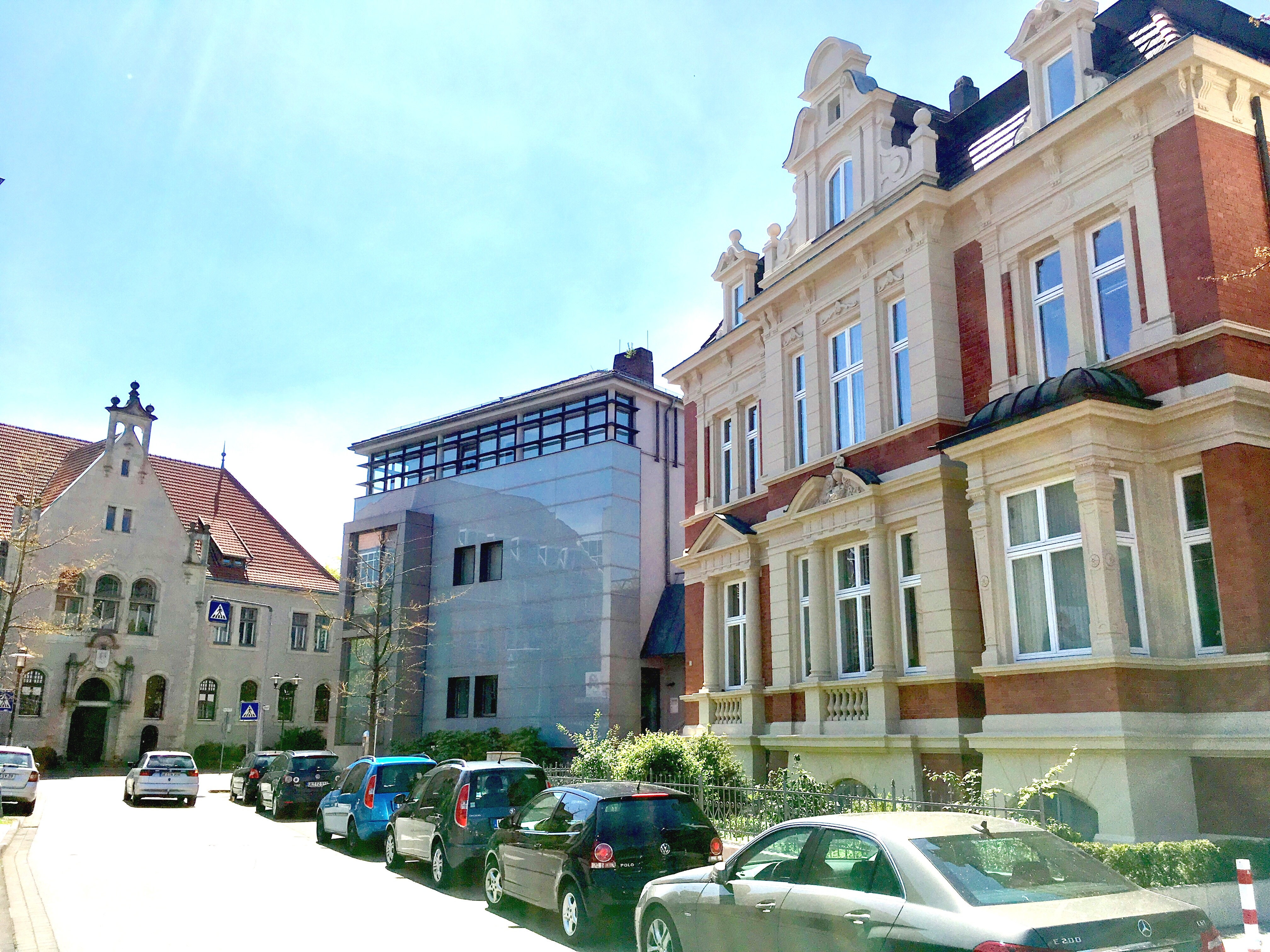
Haus der Wirtschaft (ehem. königliches Amtsgericht) am Ende der Ringstraße

#### Kirchen
Bemerkenswert sind die zahlreichen mittelalterlichen Kirchen und Kapellen im Stadtbereich. Neben dem ältesten Gebäude, der ehemaligen Klosterkirche Oldenstadt (romanische Feldsteinbasilika aus dem 12. Jahrhundert), sind hier vor allem die gotische Stadtkirche St. Marien (Weihe 1292; dritthöchster Kirchturm der Lüneburger Heide), die ihr gegenüberstehende Propstei mit ihrem gotischen Stufengiebel, die der St.-Marien-Kirche angebaute Apostelkapelle, auch Ellerndorf-Kapelle genannt (1357), und Dreikönigs-Kapelle (1439), die St.-Marien-Kirche in Veerßen sowie die Heiligen-Geist-Kapelle (Anfang 14. Jahrhundert), die Gertrudenkapelle (um 1511–1513), die St.-Viti-Kapelle (1406/1412) sowie die Georgskapelle Groß Liedern (nach 1350) zu nennen. Die St.-Viti-Kapelle war Teil eines mittelalterlichen Leprosoriums, das vor dem damaligen Lünebürger Tor seit 1406 nachweisbar ist. 1866 wurde in dem Gebäude das Städtische Krankenhaus eingerichtet.
Die katholische Kirche Zum Göttlichen Erlöser wurde 1905, die Christuskirche 1950 und die St.-Petri-Kirche 1960 erbaut.

#### Weiteres
Nennenswerte Profanbauten aus dem Mittelalter sind das alte Rathaus (erbaut 1347; 1789/90 völlig umgestaltet) sowie die heutige Ratsweinhandlung, die um 1500 als Tanzsaal hinter dem Rathaus errichtet wurde und welche die wohl älteste bis heute bestehende Weinhandlung Mitteleuropas ist; sie trägt auf ihrer Rückseite noch den mittelalterlichen, gotischen Stufengiebel. In der Veerßer Straße steht das aus dem Mittelalter erhaltene gotische Gebäude Gildehaus.
Insbesondere in der Lüneburger Straße stehen beachtliche Fachwerkhäuser; ebenfalls ist dort das Hotel Stadt Hamburg zu finden, errichtet durch den Architekten Georg Ludwig Friedrich Laves, in dem die hannöversch-englischen Könige auf ihrem Weg zur Jagd in die Göhrde übernachteten.
Qualitätsvolle Bauten aus dem 19. Jahrhundert, der Jahrhundertwende und des frühen 20. Jahrhunderts sind das wilhelminische Postamt (erbaut nach 1892) in der Bahnhofstraße, die heutigen Oberschulen in der Ebstorfer- und Schillerstraße, das ehemals königliche Amtsgericht in der Veerßer Straße oder die expressionistisch beeinflusste Schaumann’sche Villa in der Mühlenstraße (Architekt Adolf Wendhut). 1905 entstand die katholische Kirche Zum Göttlichen Erlöser nach Plänen von Richard Herzig. In seiner Geschlossenheit eindrucksvoll ist das Wohn-Ensemble in der Friedrich-Ebert-Straße, das sich um den Friedrich-Ebert-Brunnen gruppiert (errichtet 1928). In der Gudesstraße befindet sich das ehemalige Kaufhaus Klappenbach, dessen am Neuen Bauen orientierte Fassade in den 1990er Jahren wiederhergestellt wurde.

### Bau- und Bodendenkmale

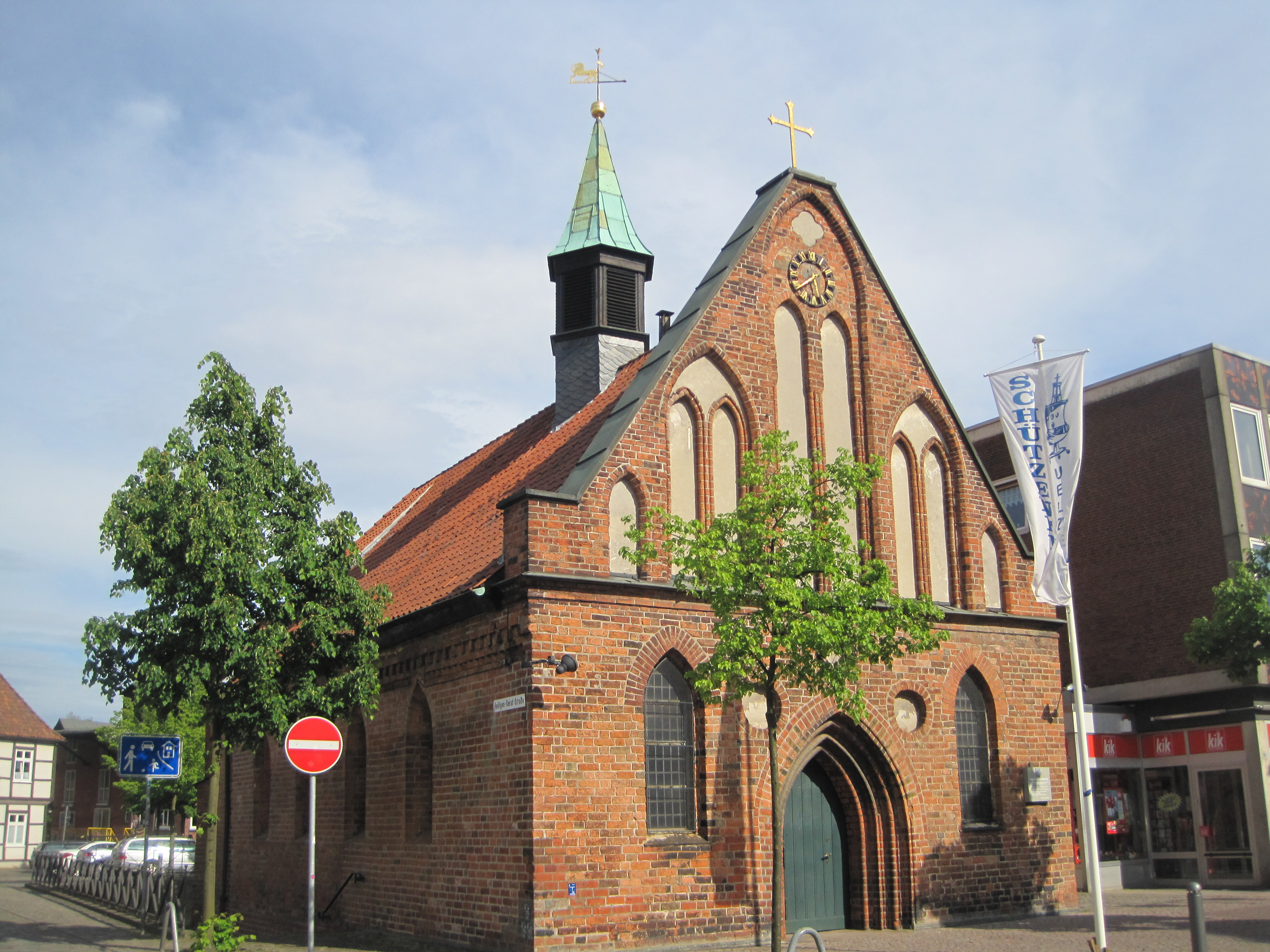
Heiligen-Geist-Kapelle aus dem 14. Jahrhundert
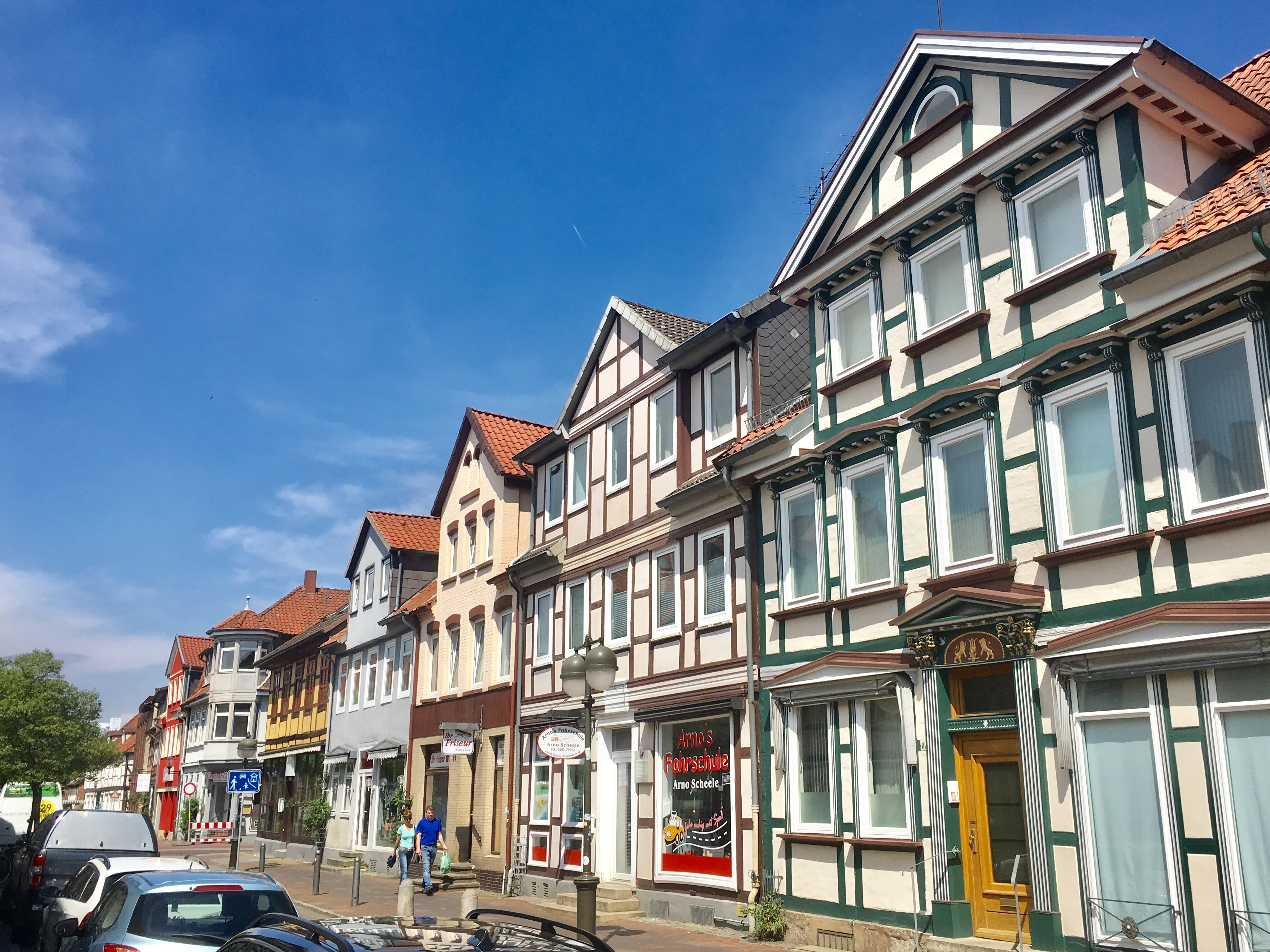
Fachwerkhäuser in der Schmiedestraße
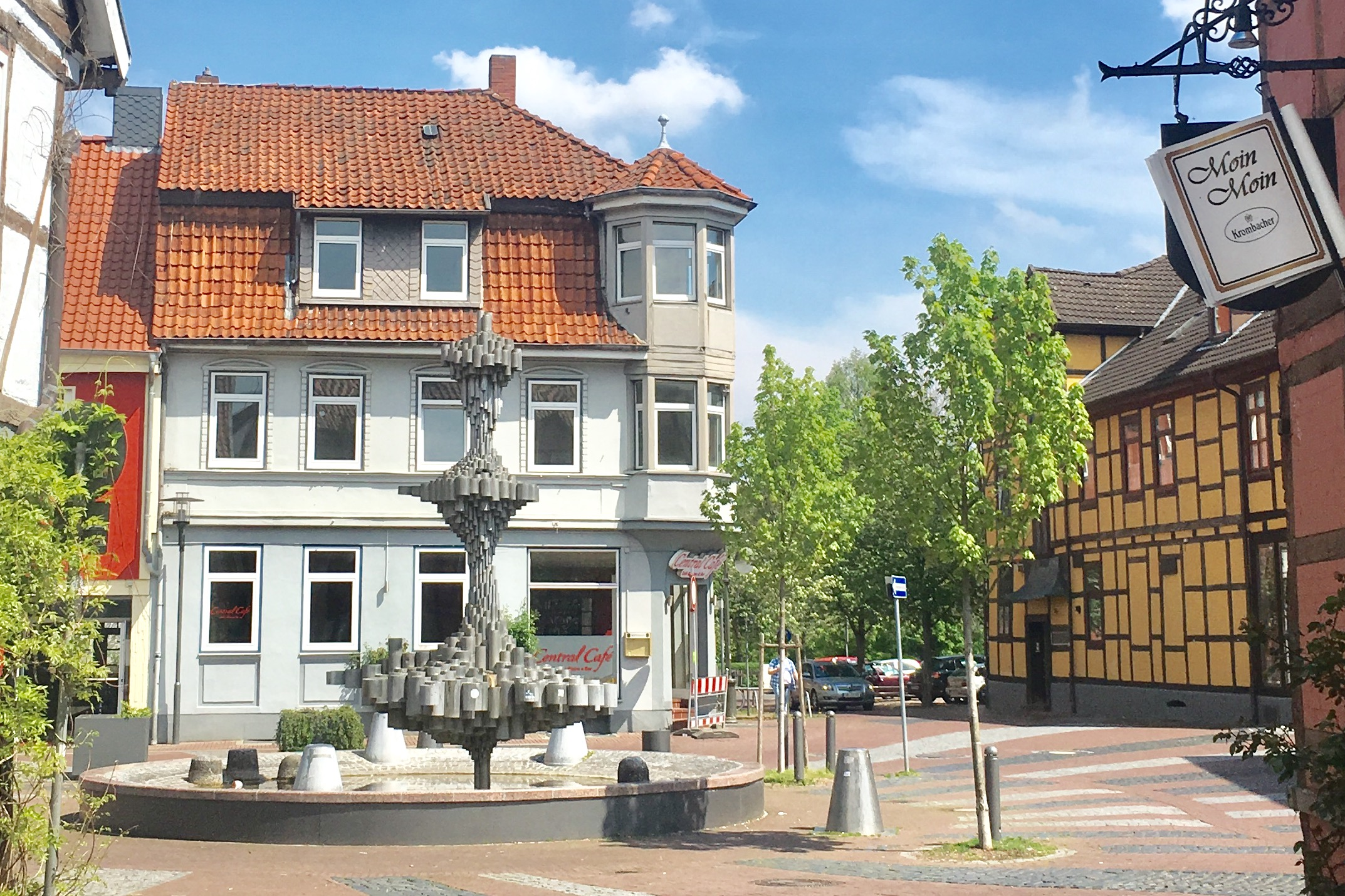
Springbrunnen am Schnellenmarkt mit einer 1980 aufgestellten Brunnenplastik von Georg Münchbach (1933–2018)
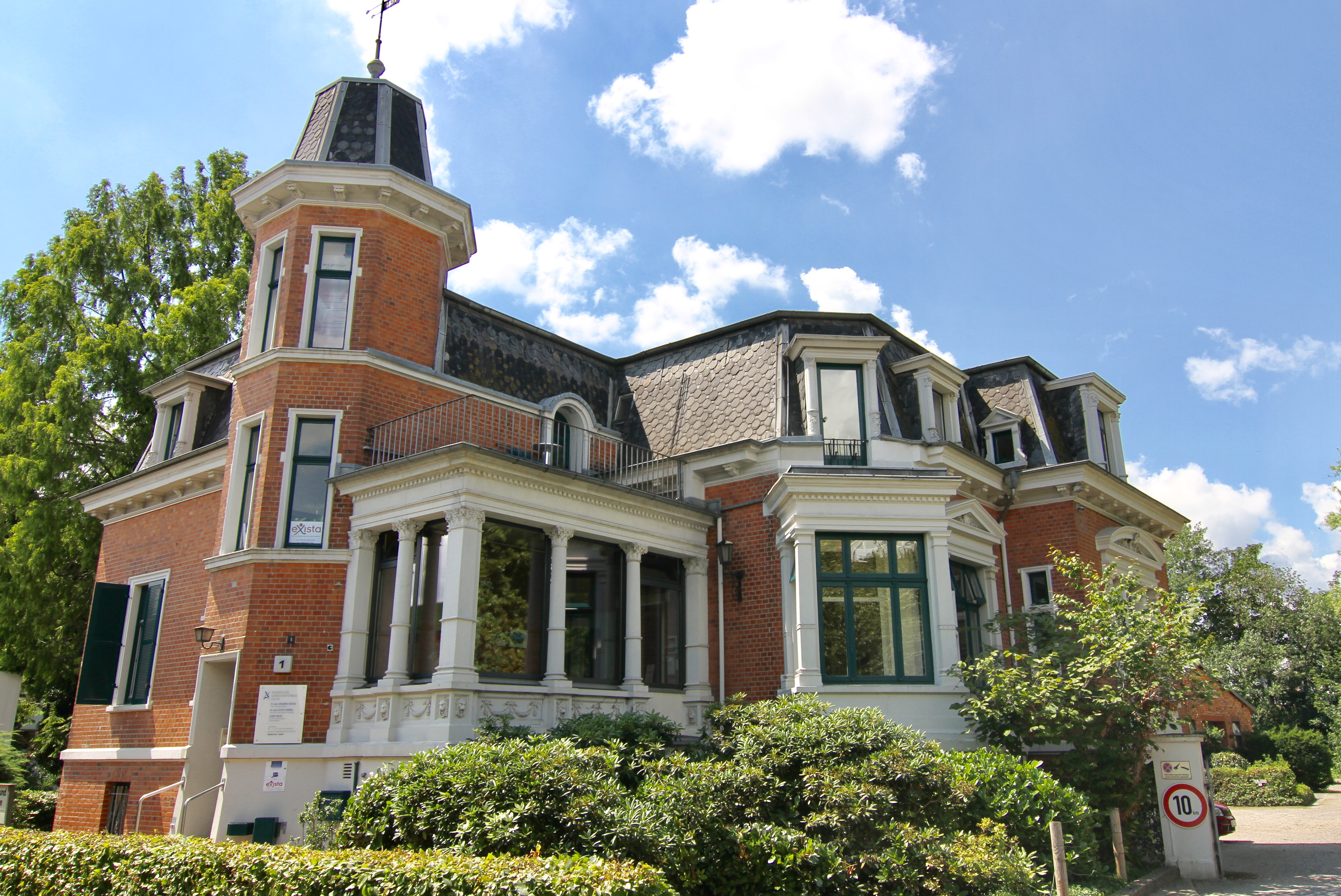
Villa in der Bahnhofstraße
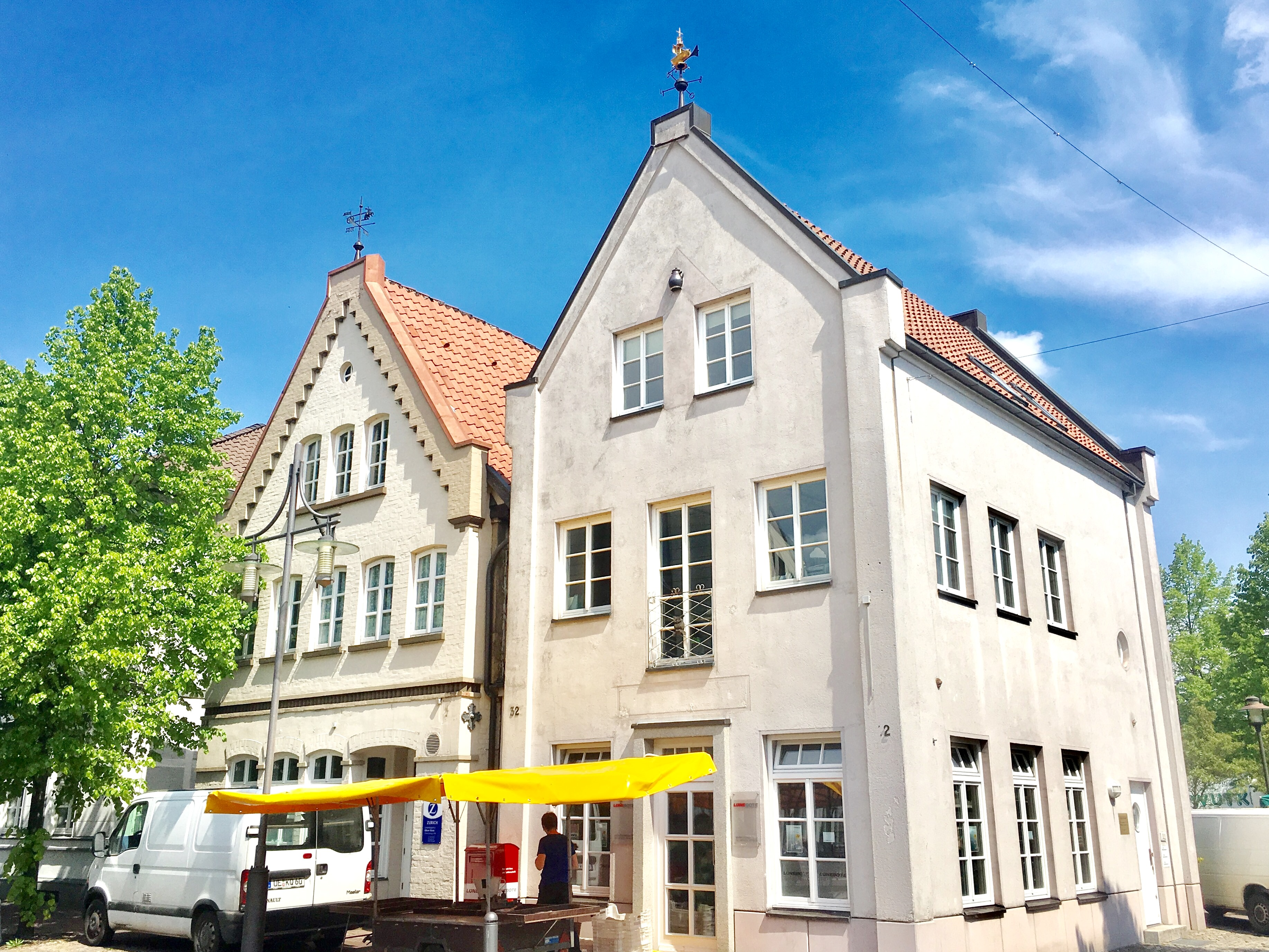
Häuser in der Lüneburger Straße
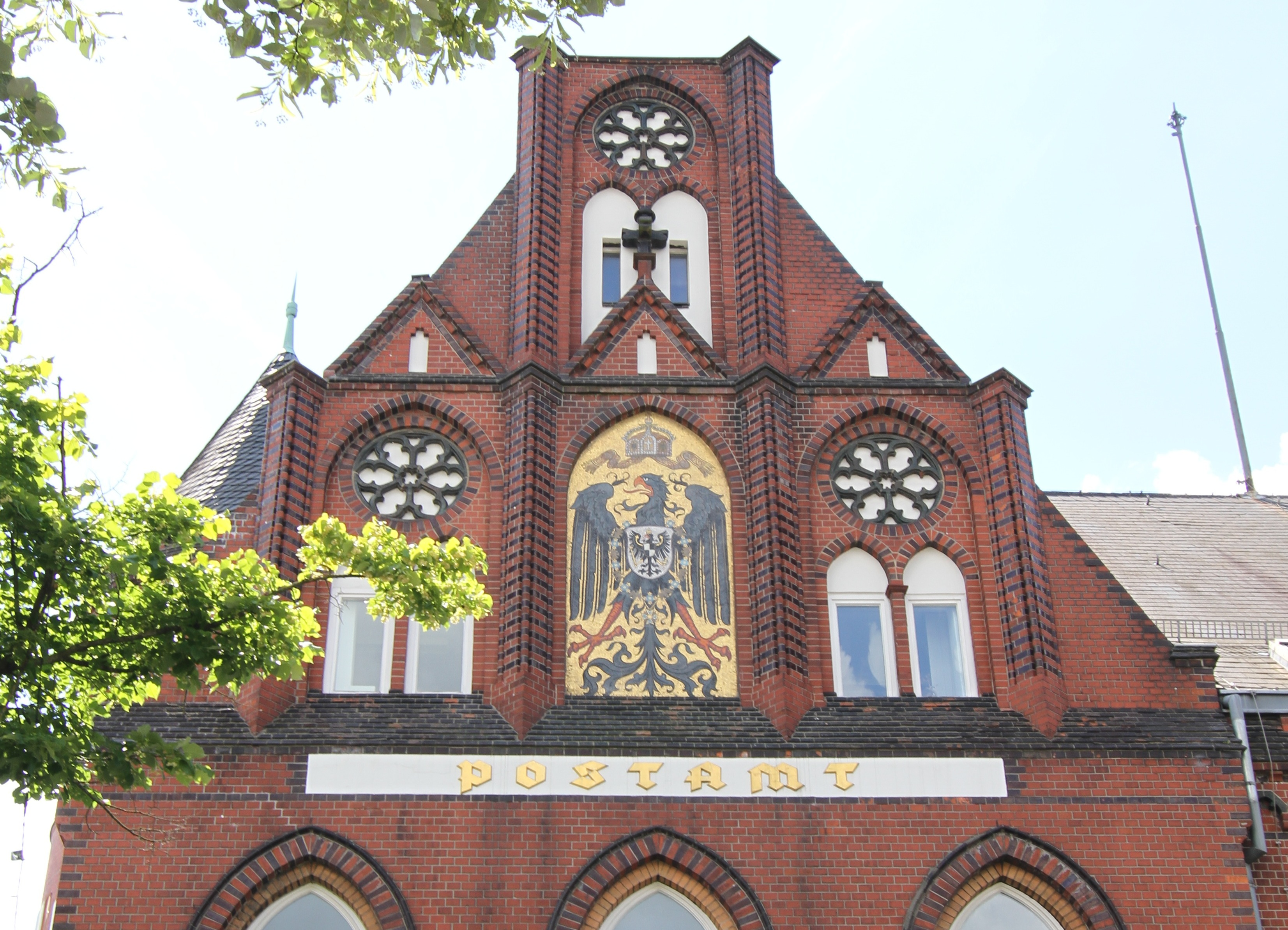
Giebel des ehem. kaiserlichen Postamts in der Bahnhofstraße
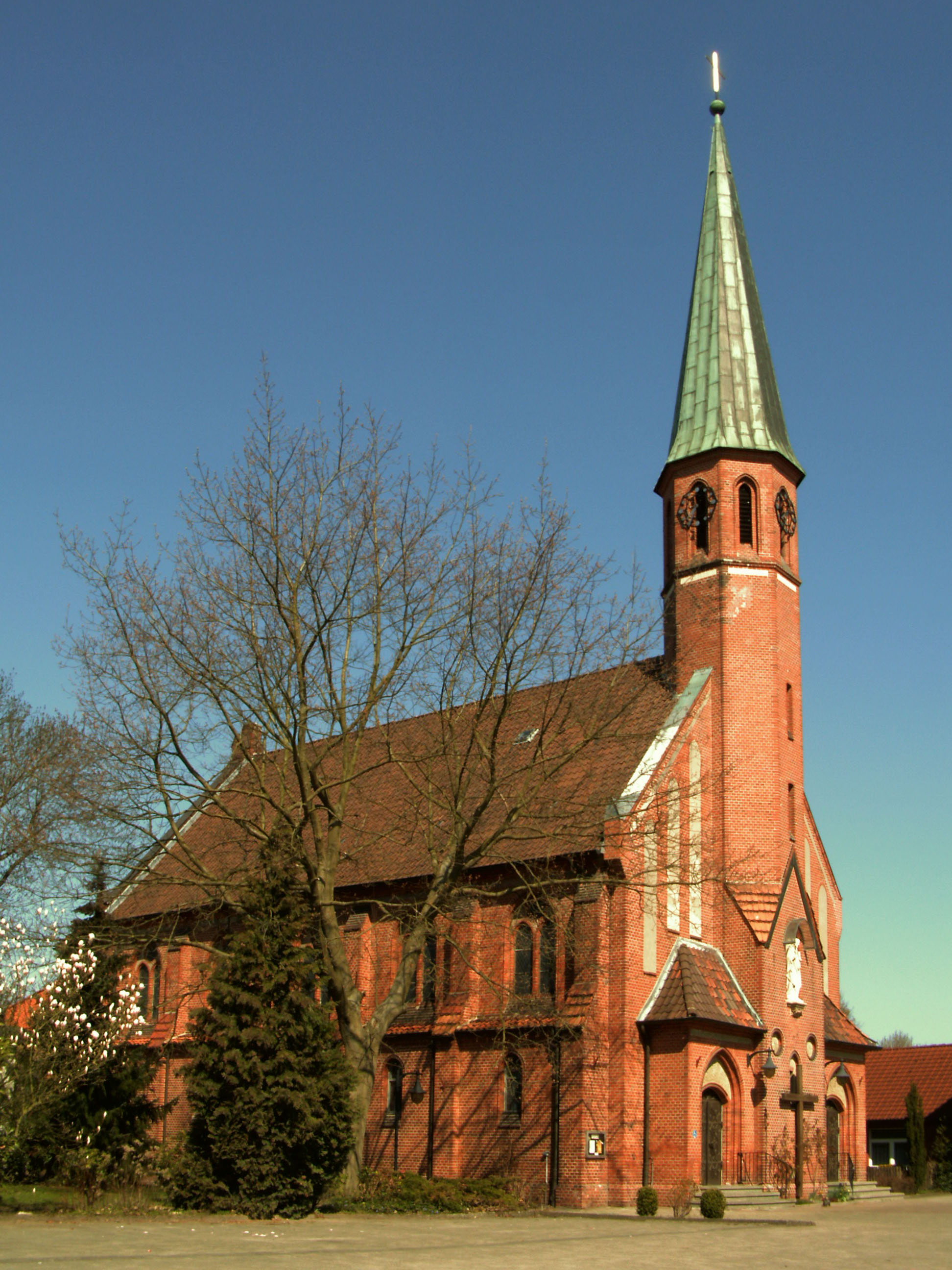
Katholische Kirche in der Alewinstraße
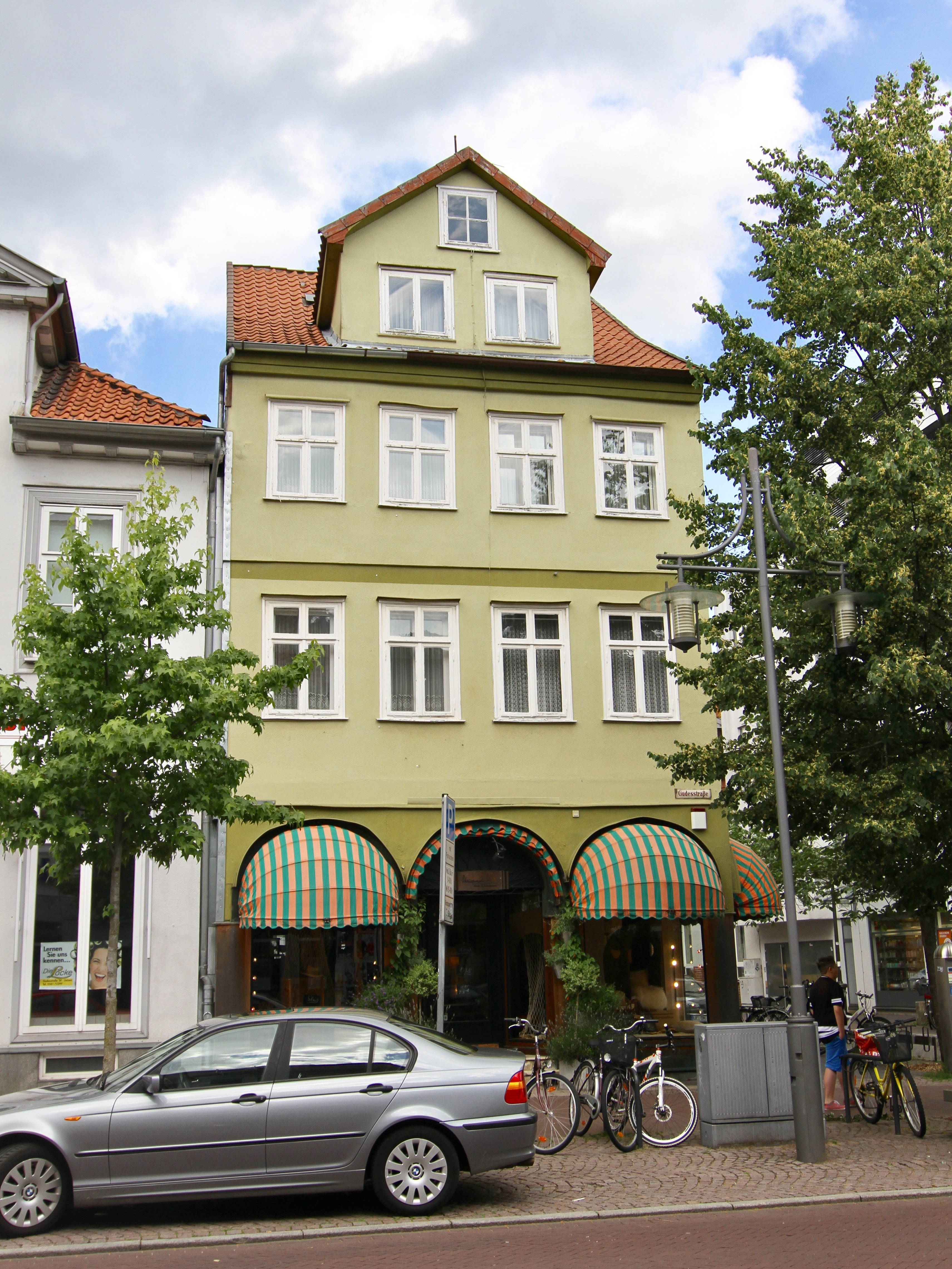
Geschäftshaus in der Gudesstraße
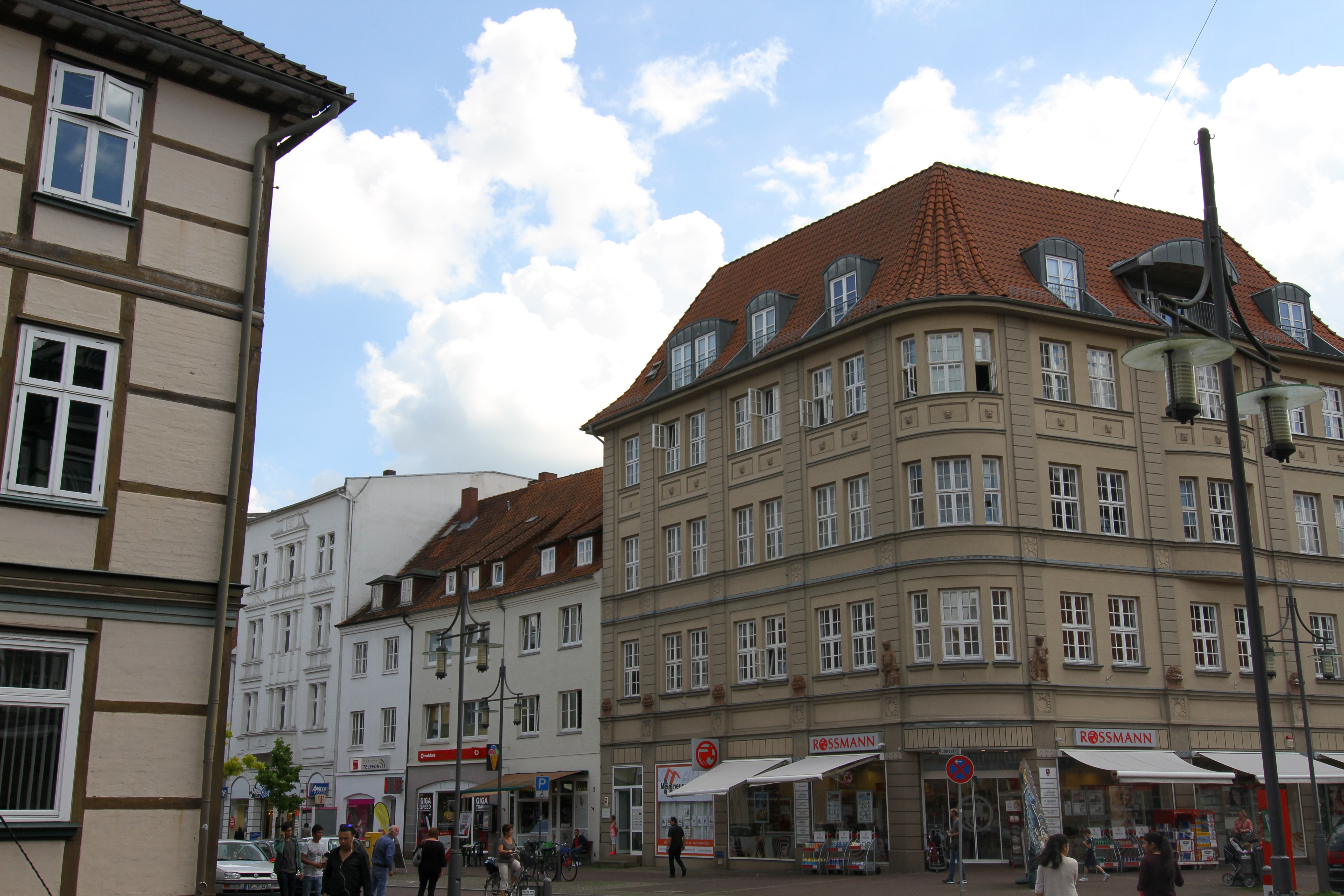
Töbinghaus in der Stadtmitte
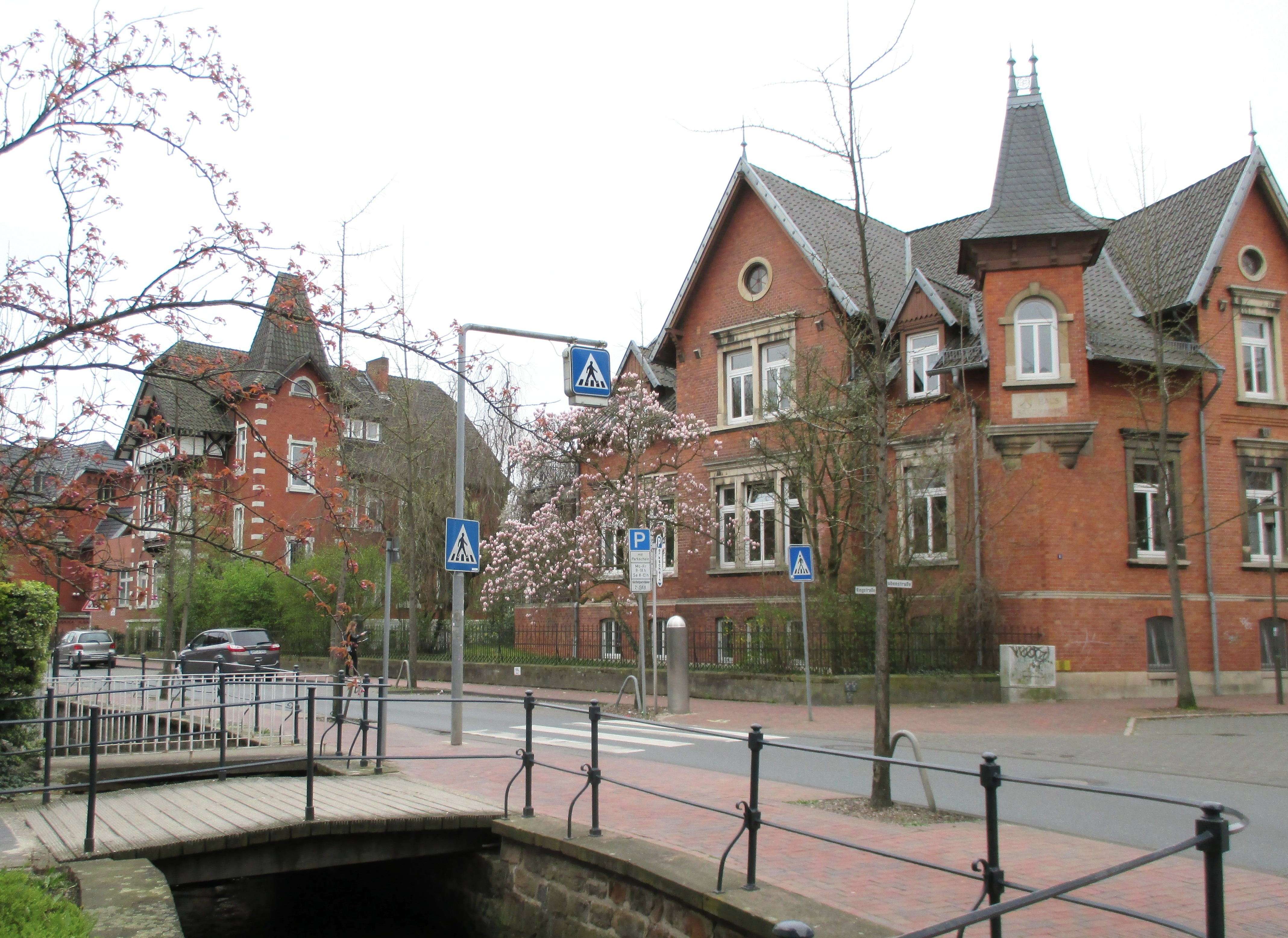
Kirchenkreisamt in der Ringstraße
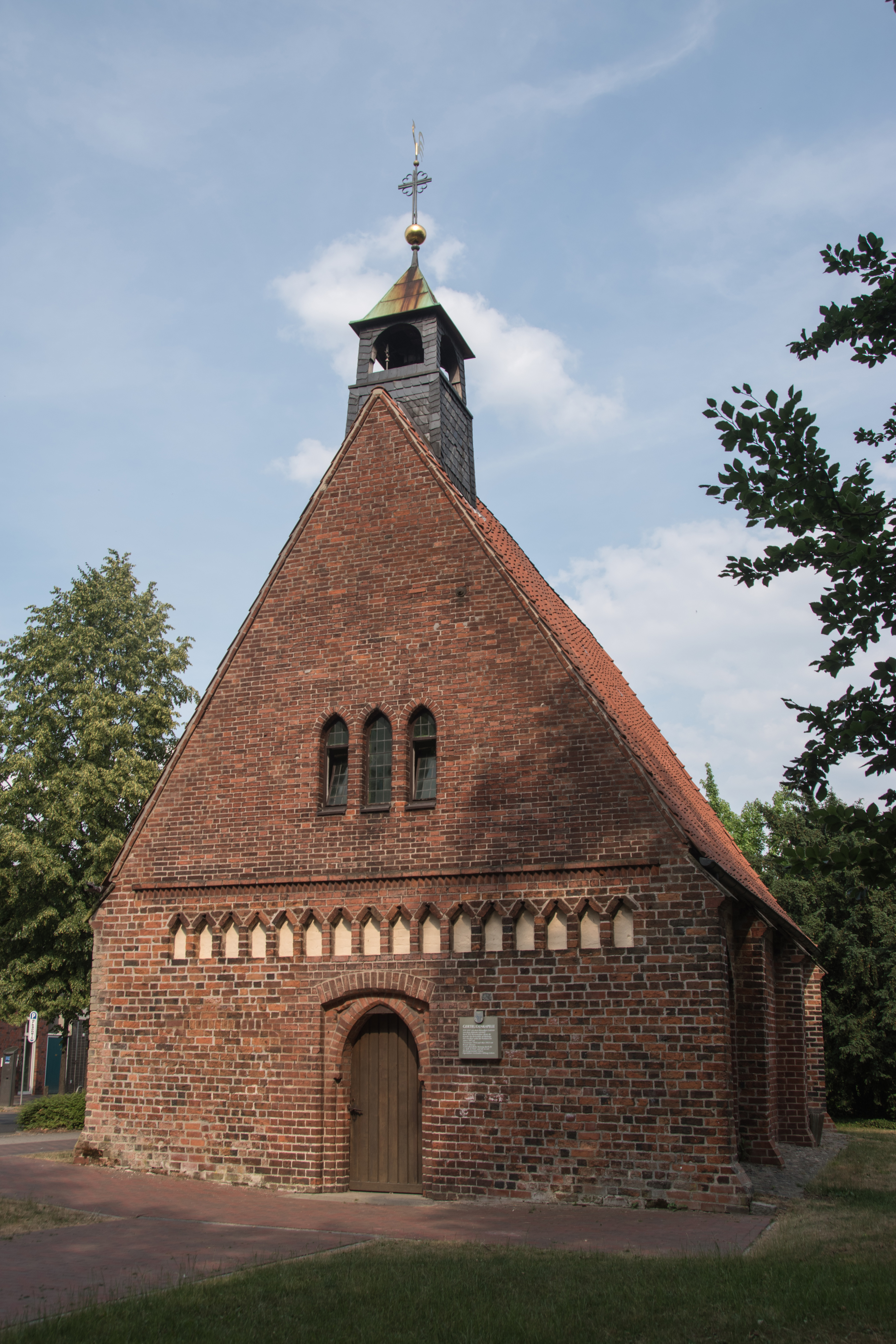
Gertrudenkapelle aus dem 16. Jahrhundert

### Jüdischer Friedhof
Auf dem Jüdischen Friedhof, der an der Niendorfer Straße liegt, befinden sich 37 Grabsteine für Juden aus Uelzen und Umgebung, die in den Jahren 1850 bis 1940 verstorben sind. Der Friedhof ist ein geschütztes Kulturdenkmal.

## Wirtschaft und Infrastruktur

### Wirtschaft

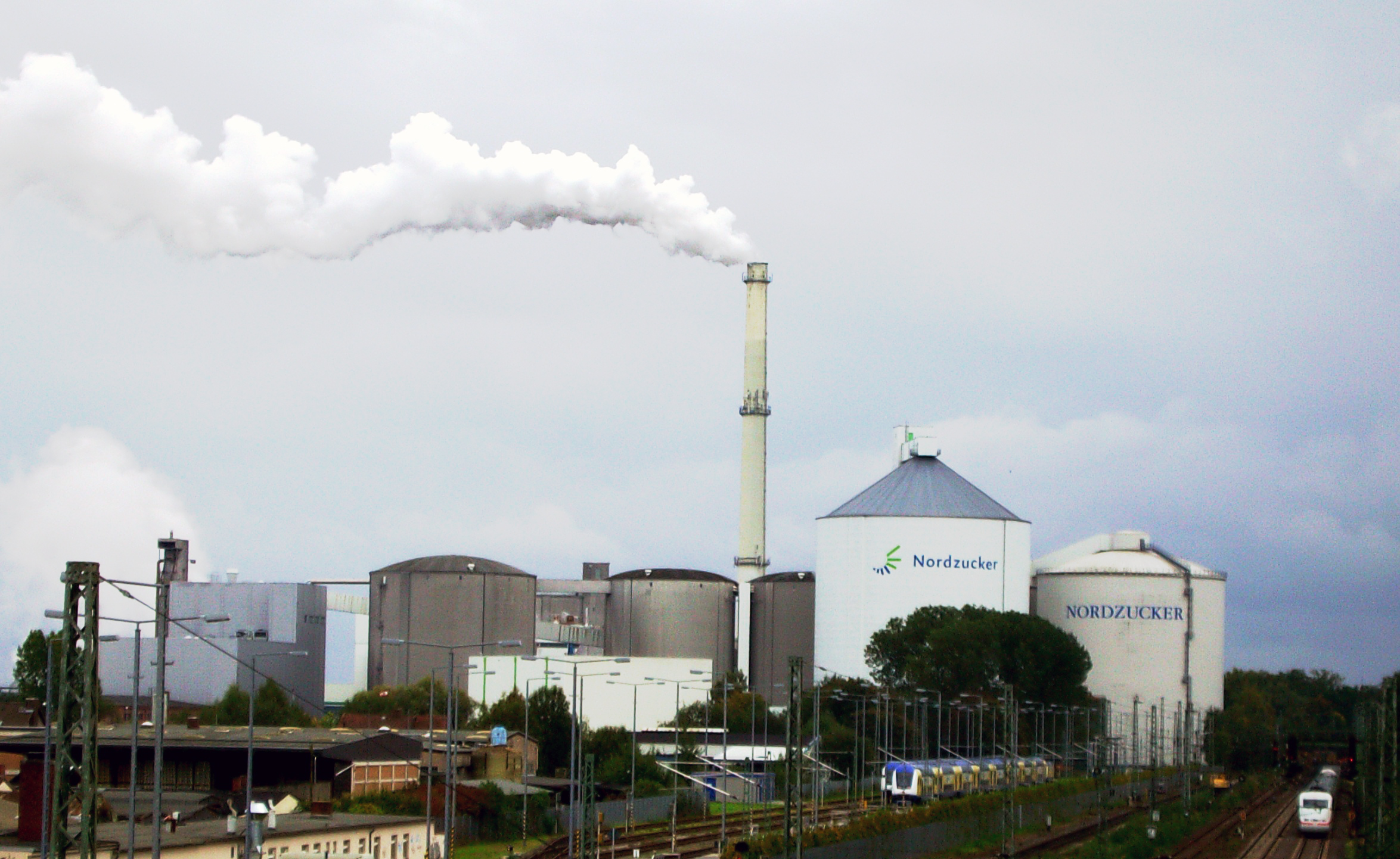
Blick auf die zweitgrößte Zuckerfabrik Europas

Als Zentrum eines Anbaugebietes agrarischer Produkte hat Uelzen eine herausragende Stellung im Bereich der Lebensmittelindustrie und des Dienstleistungsbereichs. Um diesen Kern haben sich weitere Branchen angesiedelt. Die Wirtschaftsstruktur wird von mittelständischen und kleinen Unternehmen dominiert und von Groß- und Zweigbetrieben von Konzernen ergänzt.
Von den 16.669 Beschäftigten (Stand Juni 2017) sind 8.889 im Dienstleistungsbereich, 3.436 im produzierenden Gewerbe und Handwerk, 4.168 im Handel, Gastgewerbe und Verkehr sowie 176 in der Land- und Forstwirtschaft tätig. Der Landkreis Uelzen ist von der Europäischen Union zur Ziel-1-Region erklärt worden, um die Ansiedlung und die Entwicklung von Wirtschaftsunternehmen zu erleichtern. Kreis und Stadt Uelzen sind Teil der Metropolregion Hamburg. Im Rahmen der Wirtschaftsförderung arbeiten Ballungsgebiet und ländliche Region eng zusammen, um Infrastruktur und Informationsfluss zu verbessern, Unternehmensansiedlungen zu fördern und gemeinsam Märkte zu erschließen.
Ansässige Unternehmen

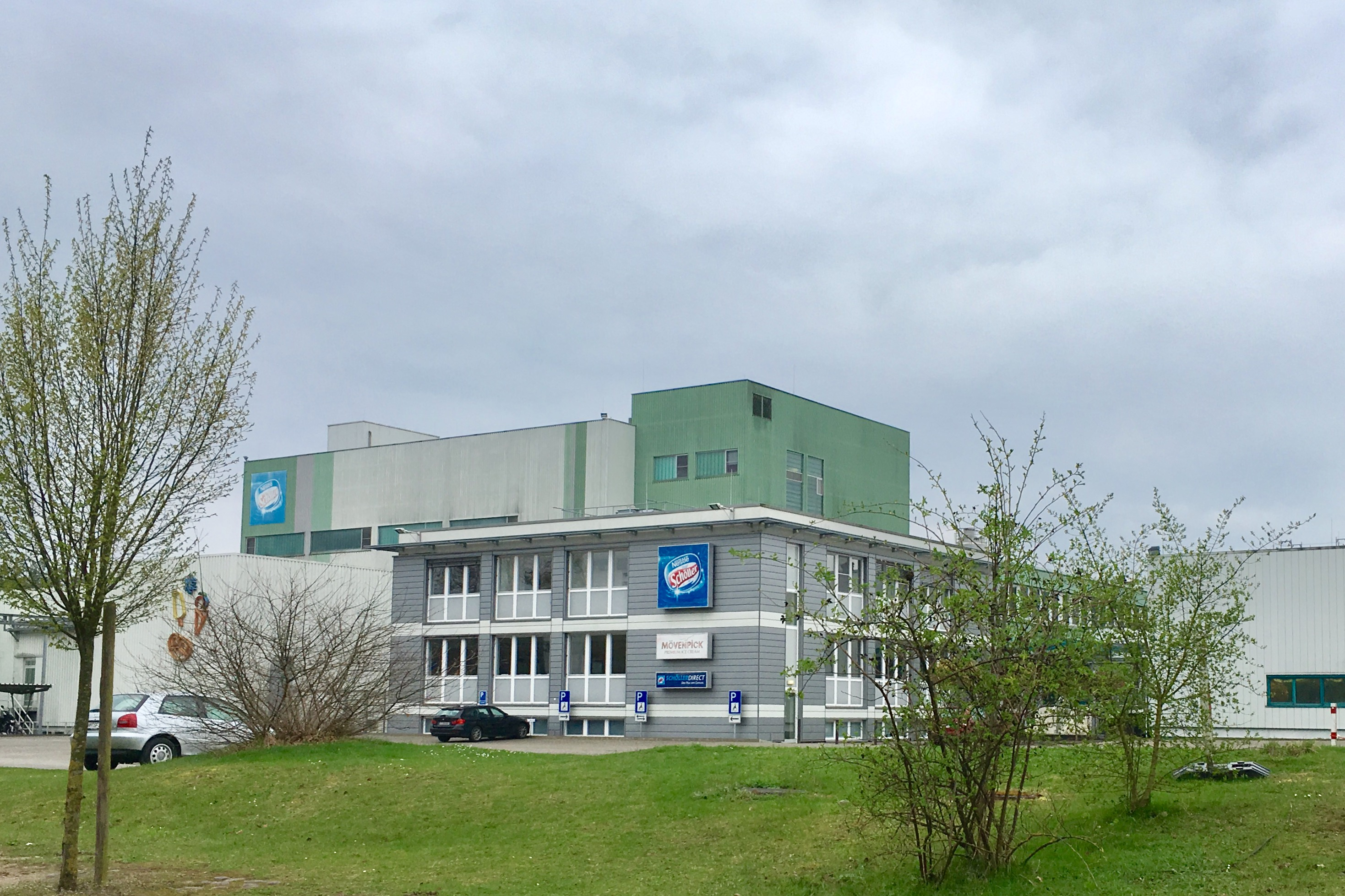
Werk von Froneri Schöller am Hafen

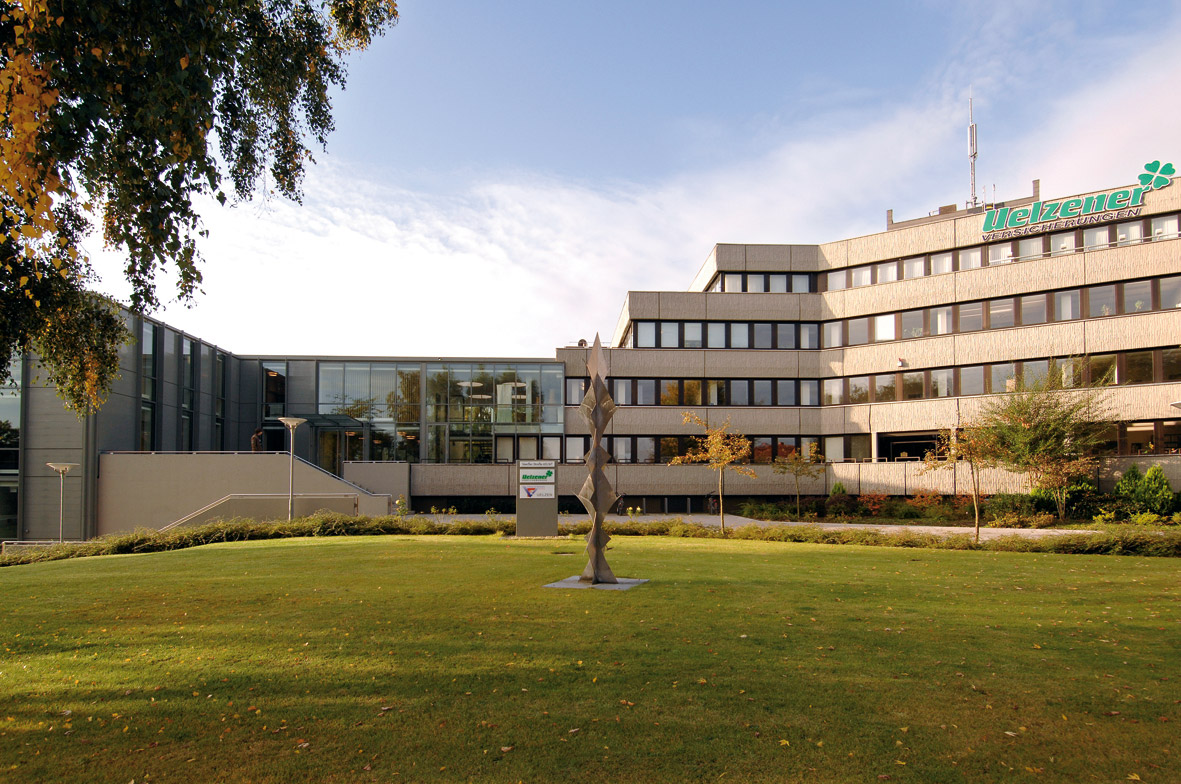
Direktionsgebäude der Uelzener Versicherungen

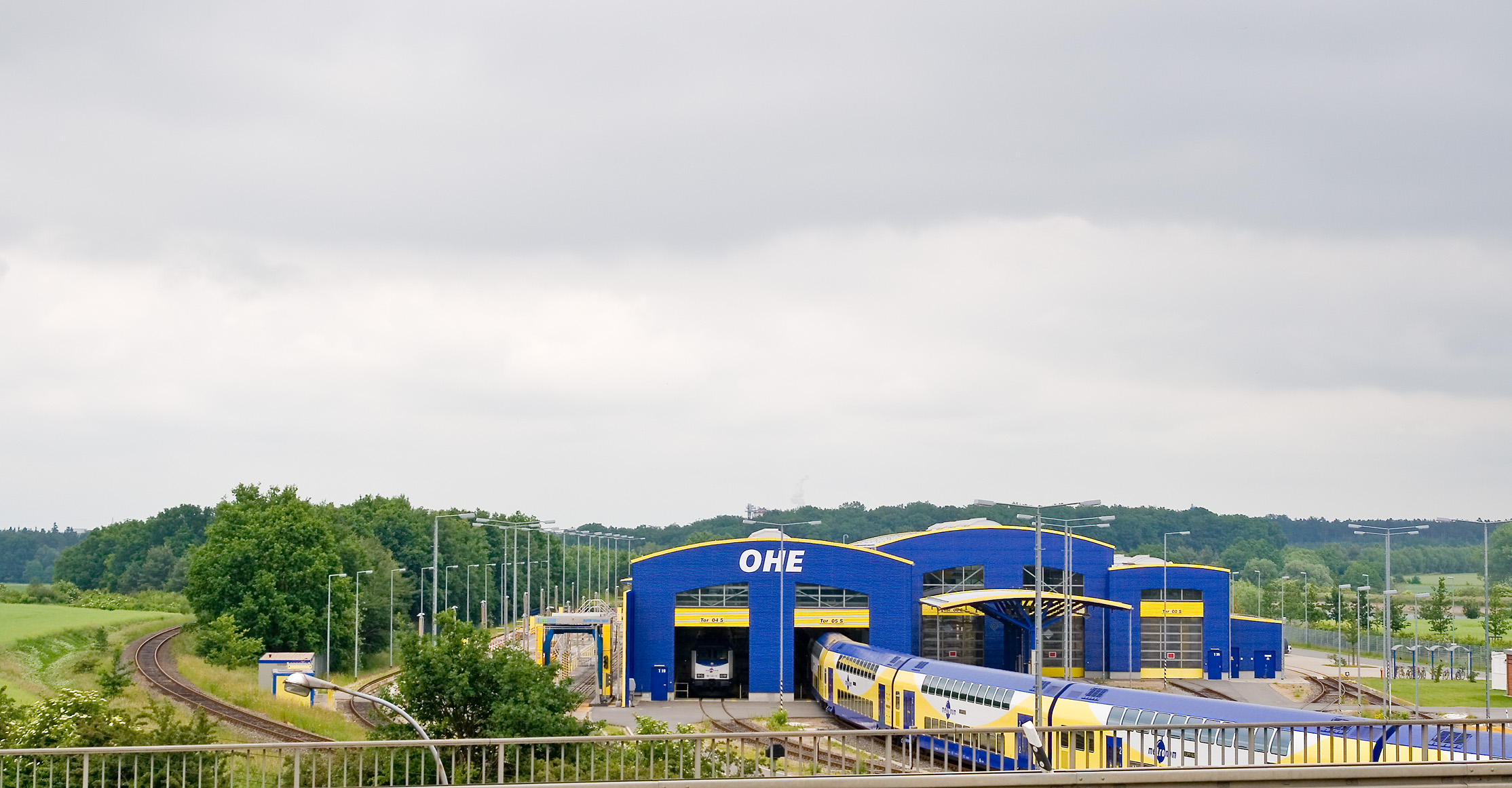
OHE-Bahnbetriebswerk Uelzen am „Dannenberger Bogen“

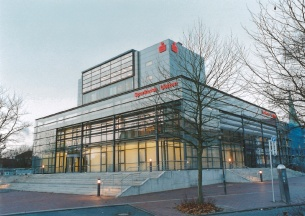
Hauptstelle der Sparkasse Uelzen Lüchow-Dannenberg

- Uelzen ist Standort der zweitgrößten Zuckerfabrik Europas. Sie ist ein Werk der Nordzucker AG, dem zweitgrößten deutschen Unternehmen der Branche, das 1997 aus der Fusion der Braunschweiger Zuckerverbund Nord AG (ZVN) und der Zucker-Aktiengesellschaft Uelzen-Braunschweig (ZAG) entstand. Bereits 1883 wurde die Zuckerfabrik Uelzen gegründet, die 1884 ihren Betrieb aufnahm.[38]
- Als einer der größten deutschen Milchverarbeiter ist die Molkerei- und Nahrungsmittelgruppe Uelzena eG mit knapp 800 Beschäftigten ein überregional bedeutender Hersteller von Milchprodukten wie Butter, Butterschmalz und Käse sowie führender Hersteller von Getränkepulvern in Europa.
- Froneri Schöller betreibt in Uelzen ein Werk mit etwa 350 Beschäftigten. Produziert wird Becher- und Stieleis in 250 Sorten.
- Als Verarbeiter von Honig ist das Unternehmen Dreyer deutschlandweit bekannt.
- Das Sägewerk Bien-Holz verarbeitet am Uelzener Hafen rund 300.000 Festmeter pro Jahr.
- Die Pfeifer-Gruppe betreibt ein Sägewerk mit rund 150 Mitarbeitern am Hafen. Hier werden Schnittholz, Palettenklötze und Öko-Strom produziert.
- C. Hasse und Sohn ist führender Hersteller von Abdichtungssystemen für flache Dächer und Bauwerksabdichtung. Bis 2013 wurden auch Gussasphaltestricharbeiten ausgeführt.
- Ebenso haben Hersteller von Büroartikeln, Baustoffen oder Thermosystemen ihre Werke und Filialen im Raum Uelzen angesiedelt.
- Neben dem produzierenden Gewerbe haben sich Anbieter von Dienstleistungen – zum Beispiel Transportunternehmen (Werther Logistik, Süßmilch etc.), Finanzdienstleister und Handelsunternehmen – angesiedelt.
- Die Metronom Eisenbahngesellschaft mit der Marke enno hat seit 2003 ihren Firmensitz und ihr Betriebswerk in Uelzen und ist mit etwa 500 Beschäftigten eine der größten Privatbahnen in Deutschland.
- Die Expert Hanse-Verbund GmbH aus Langenhagen ist ein Elektrofachmarkt und hat in Uelzen ein Geschäft mit über 2000 m² Verkaufsfläche.
- Die Uelzener Versicherungen ist deutschlandweit als Tierversicherung und erster Anbieter der Tierkrankenversicherung für Hunde, Katzen und Pferde bekannt.
- Zu den alteingesessenen Unternehmen der Stadt zählen die Ratsweinhandlung, die bereits um 1500 errichtet wurde und damit zu den ältesten Weinhandlungen Mitteleuropas gehören dürfte, das Schuhhaus Höber (seit 1670) und die Spedition L. König (seit 1886), die zu den ältesten Speditionen Deutschlands gehört.
- Im Ortsteil Klein Süstedt befindet sich eine UPS-Niederlassung mit Kundencenter und Packstation.
- Die Stadtwerke Uelzen liefern in einigen Haushaltstarifen Naturstrom. Sie betreiben ebenfalls das Badeland (BADUE) und die ÖPNV.
- Die Heiligen-Geist-Stiftung ist die älteste Stiftung der Stadt und betreibt ein Pflegeheim in Uelzen.
- Die Sparkasse Uelzen Lüchow-Dannenberg entstand am 1. Januar 2006 aus der Fusion der Sparkasse Uelzen und der Kreissparkasse Lüchow-Dannenberg und hat ihren Hauptsitz in Uelzen.

### Medien
- Die Allgemeine Zeitung der Lüneburger Heide – kurz AZ – ist die einzige Tageszeitung in Uelzen mit einer verbreiteten Auflage von mehr als 20.000 Exemplaren (erstes Quartal 2005). Sie wird von etwa 54.000 Personen gelesen. Die AZ erscheint in der C. Beckers Buchdruckerei GmbH & Co. KG. Im Verlag erscheinen ebenfalls die „Altmark Zeitung“, das „Isenhagener Kreisblatt“ und es wird dort die „Elbe-Jeetzel-Zeitung“ gedruckt.
- Anzeigenblätter in der Region: Uelzener Anzeiger (Erscheinungstermine: mittwochs und sonntags) und der General Anzeiger (sonntags)
- Anstoß – Arbeitslosenzeitung für Uelzen (erscheint alle drei Monate)
- Der nichtkommerzielle Sender Radio ZuSa wird über die Sender Uelzen (88,0 MHz), Lüneburg (95,5 MHz) und Zernien (89,7 MHz) ausgestrahlt. Er hat seinen Firmensitz in Uelzen. Die Redaktion bringt Informationen über Uelzen, Lüneburg und Umgebung sowie Pop- und Rockmusik. Die Nachrichten wurden früher von NDR 2 übernommen, seit 2002 vom Deutschlandradio Kultur aus Berlin.
- Das Kreismedienzentrum im umfangreichen Archiv bietet Lehrgänge für Jugendliche und Erwachsene.

### Bildung

#### Allgemeinbildende Schulen

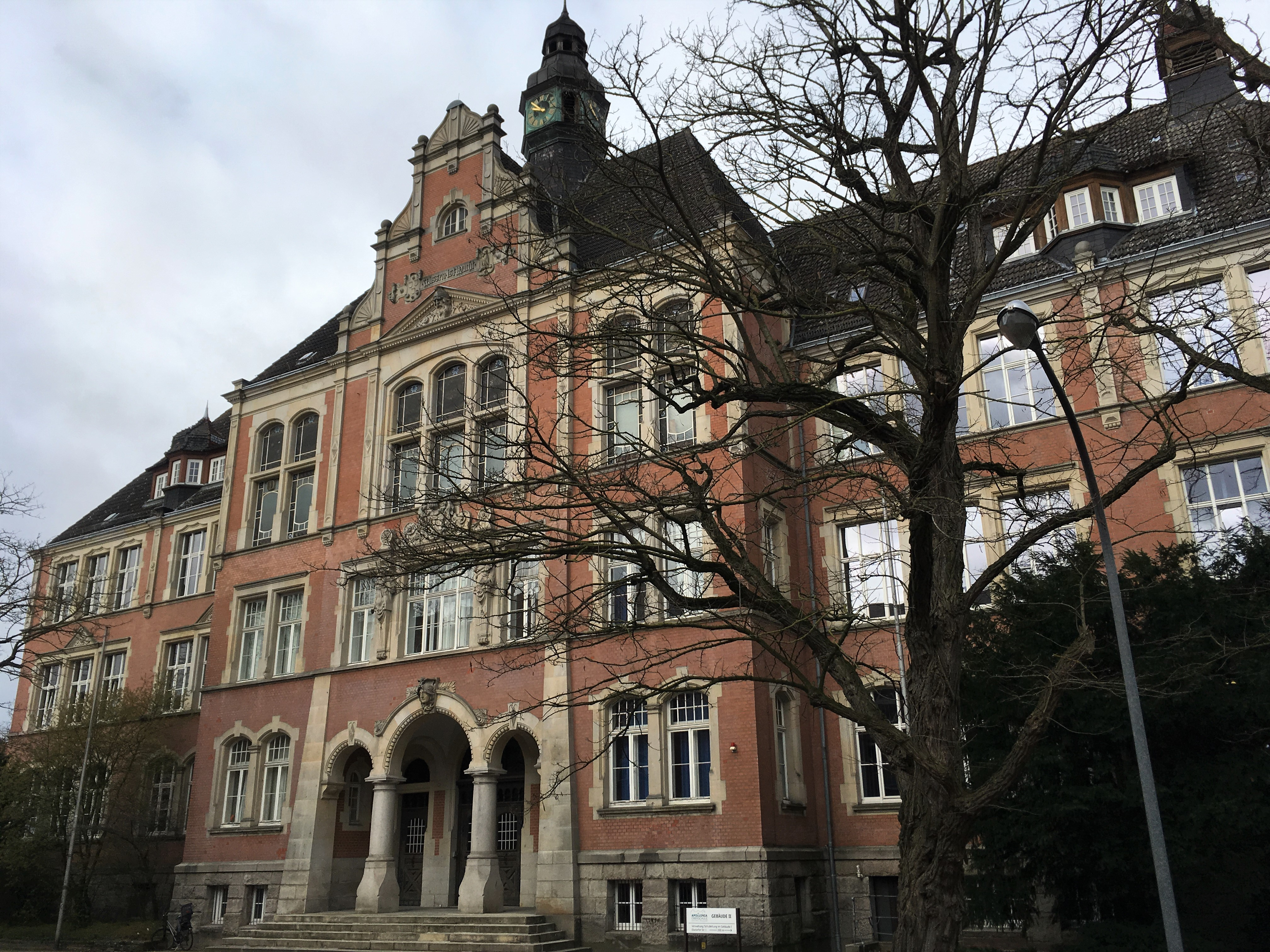
Oberschule in der Schillerstraße

In Uelzen gibt es mit dem Lessing-Gymnasium und dem Herzog-Ernst-Gymnasium zwei Gymnasien. Weitere allgemeinbildende Schulen sind die Oberschule Uelzen, die Grundschulen an der Lucas-Backmeister-, Hermann-Löns- und Sternschule sowie die Grundschulen Holdenstedt, Oldenstadt, Molzen, Veerßen, Westerweyhe.

#### Berufsbildende Schulen
In Uelzen werden an den Berufsbildenden Schulen I die Berufsfelder Wirtschaft und Verwaltung, Metall-, Elektro-, Bau-, Holz-, Farbtechnik und Raumgestaltung, Körperpflege, Ernährung und Hauswirtschaft sowie Fahrzeugtechnik unterrichtet. Neben den allgemeinbildenden Gymnasien gibt es an der BBS I die Fachgymnasien für Wirtschaft und Technik und die Fachoberschulen für Wirtschaft und Technik. Außerdem gibt es an der Georgsanstalt (BBS II) Ausbildungsgänge in den Bereichen Agrarwirtschaft, Gartenbau/Floristik, Hauswirtschaft und Pflege, Sozialpflege, Altenpflege, Heilerziehungspflege und Sozialpädagogik.

#### Weitere Bildungsangebote
Zur Kreisvolkshochschule Uelzen/Lüchow-Dannenberg mit Hauptsitz in Uelzen gehören mehrere Außenstellen in umliegenden Gemeinden sowie dem Landkreis Lüchow-Dannenberg.

### Öffentliche Einrichtungen
Uelzen ist Standort
- des Finanzamts Uelzen

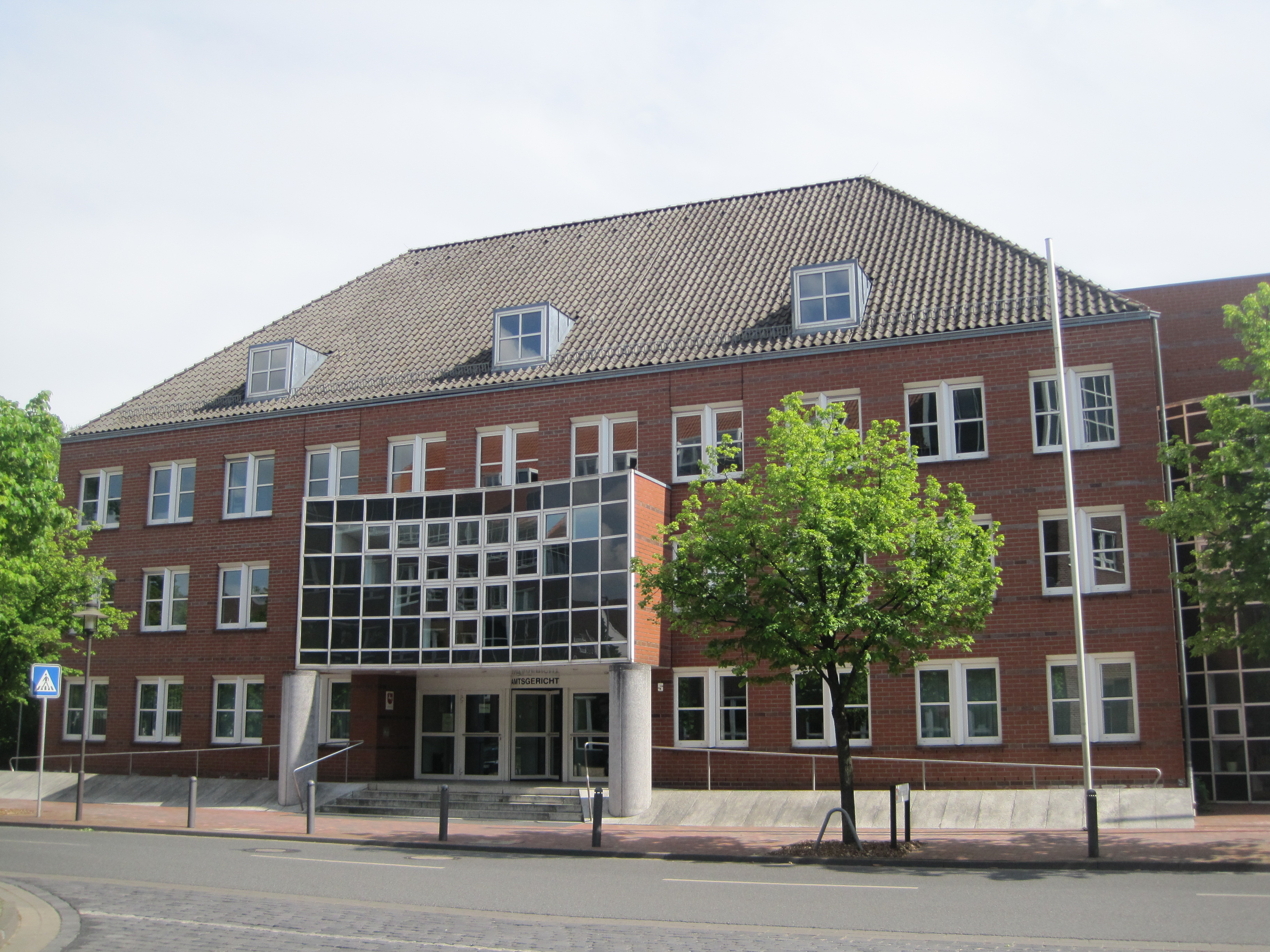
Amtsgericht Uelzen

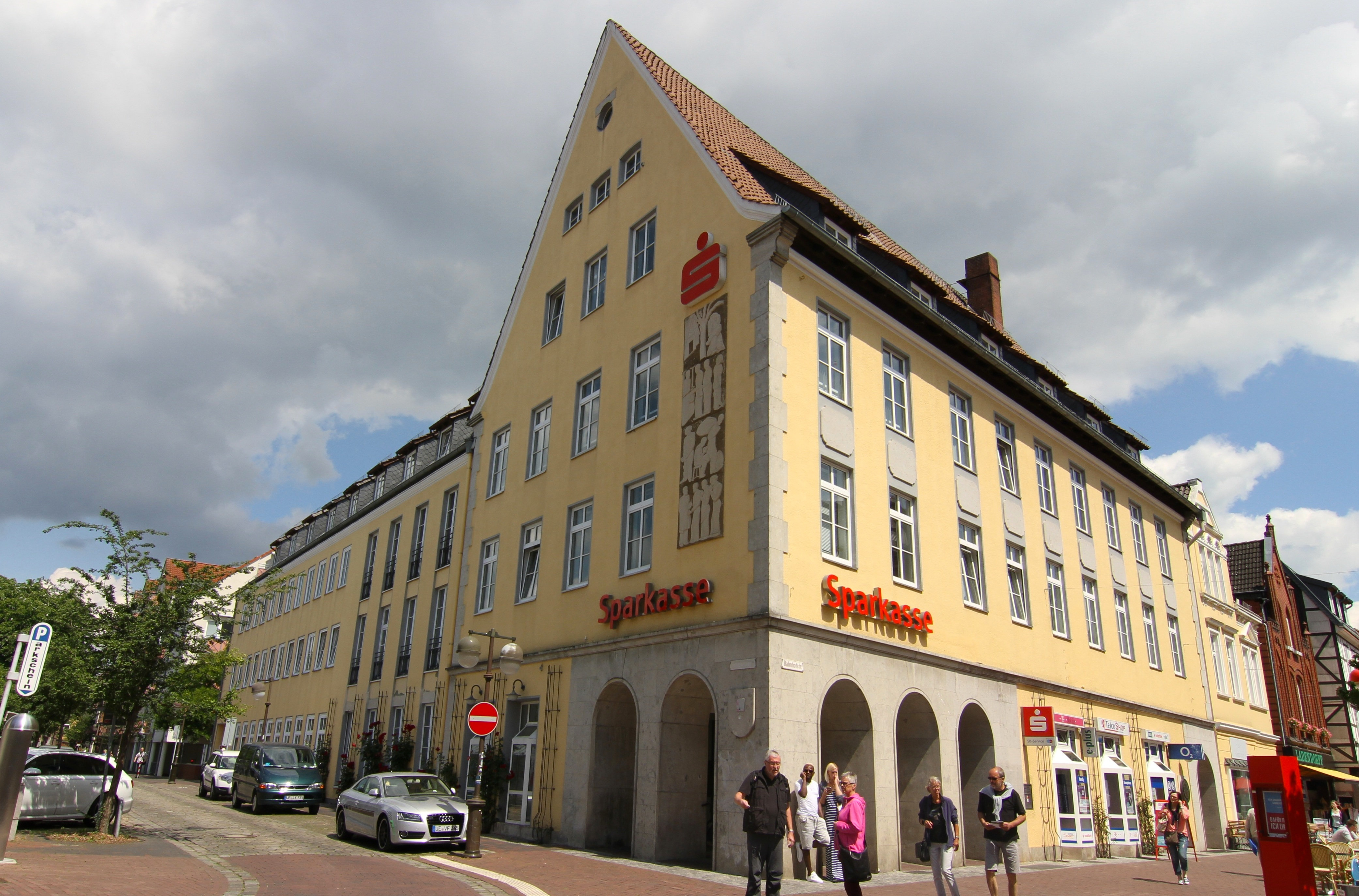
Zentrales Mahngericht des Landes Niedersachsen

- des Amtsgerichts Uelzen mit dem Zentralen Mahngericht des Landes Niedersachsen
- der Bundesagentur für Arbeit
- aller großen Krankenkassen
- einer Bezirksstelle der Landwirtschaftskammer Niedersachsen
- einer Bundespolizeiabteilung mit etwa 450 Mitarbeitern
- des Wasserstraßen- und Schifffahrtsamts Uelzen, das für die Bundeswasserstraßen Elbe-Seitenkanal und den östlichen Teil des Mittellandkanals von der Schleuse Sülfeld in der Nähe von Wolfsburg bis zum Wasserstraßenkreuz Magdeburg-Rothensee zuständig ist
- der Justizvollzugsanstalt Uelzen

### Soziale Einrichtungen
Die Helios Kliniken GmbH betreiben in Uelzen das Schwerpunktversorgungskrankenhaus Helios Klinikum Uelzen, an dem der Rettungshubschrauber Christoph 19 stationiert ist. Das HELIOS Klinikum ist akademisches Lehrkrankenhaus der Medizinischen Hochschule Hannover. Daneben gibt es die Fachklinik Psychiatrische Klinik Uelzen, die psychiatrische und psychosomatische Erkrankungen behandelt.

### Verkehr

#### Schienenverkehr

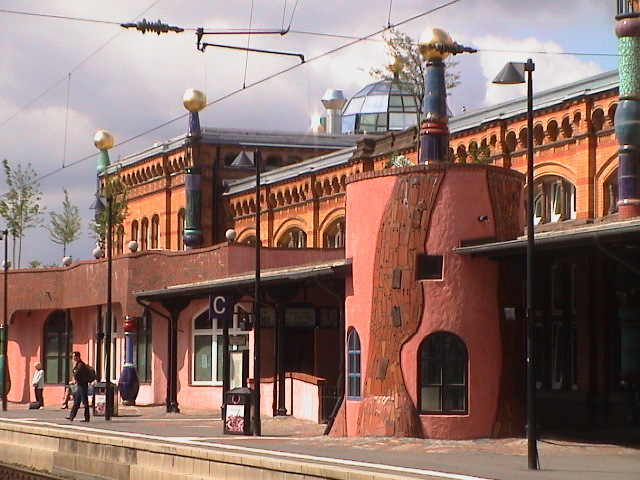
Hauptbahnsteig des Bahnhofs

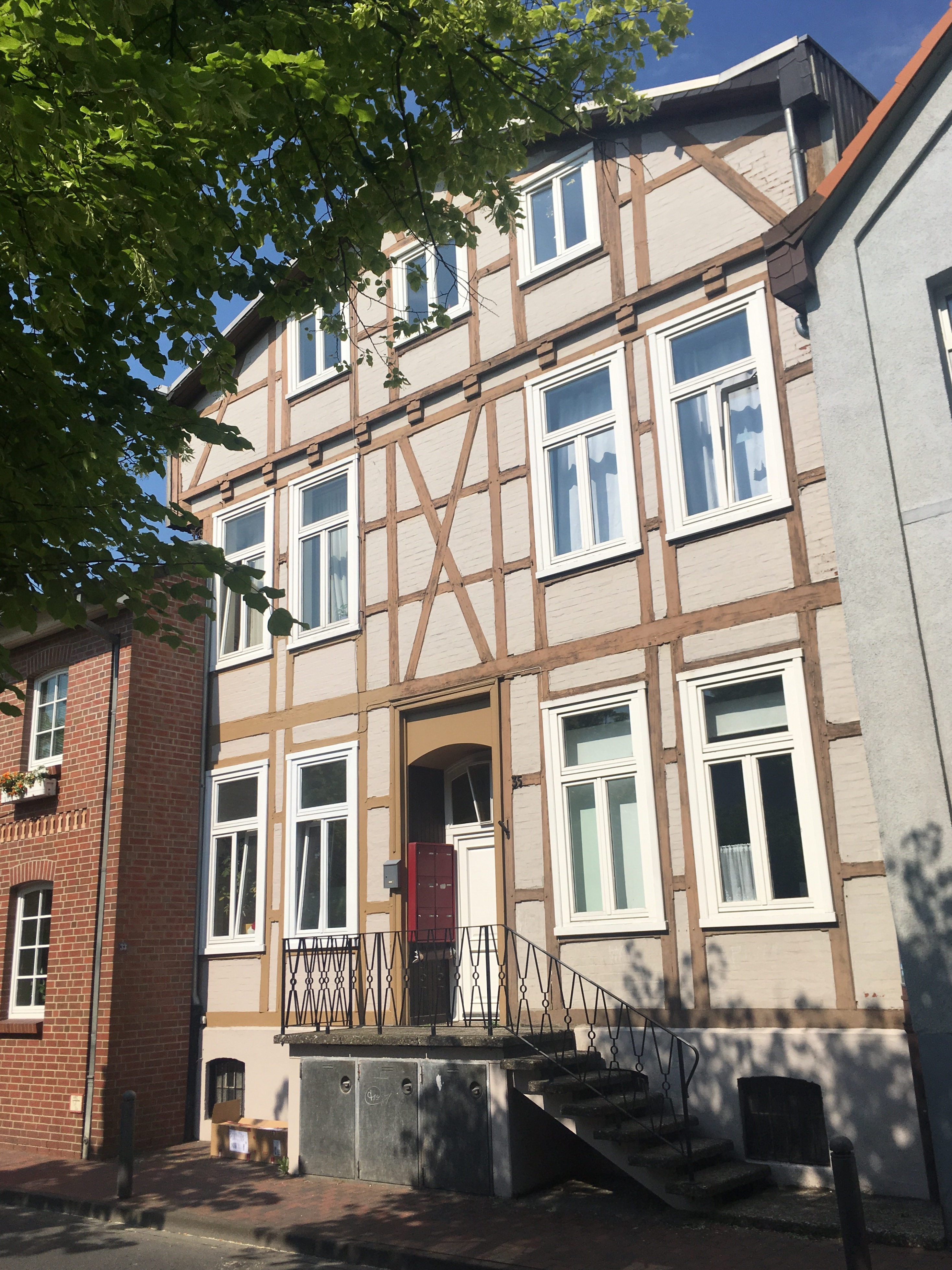
Alter „Halberstädter Bahnhof“ (in die Ringstraße transloziert)

Der Bahnhof Uelzen ist ein Inselbahnhof und historischer Verkehrsknotenpunkt für den Eisenbahnverkehr und gehört zur Preisklasse 2. Seit 2003 ist Uelzen Firmensitz einer der größten privaten Eisenbahnunternehmen Deutschlands, der Metronom Eisenbahngesellschaft, die Zugverkehr auch unter der Marke enno betreibt. Der Bahnhof wird von Zügen der Deutschen Bahn AG, der erixx GmbH und der Metronom Eisenbahngesellschaft angefahren und ist Halt der Intercity-Linien 26 von Karlsruhe nach Hamburg(–Rostock-Binz) und 24 von Hamburg über Würzburg nach Augsburg (–München (–Berchtesgaden)) sowie in Tagesrandlage der ICE von/nach Frankfurt am Main, München und Hamburg.
Ferner gibt es Verbindungen im Regionalverkehr über Soltau nach Bremen (Bahnstrecke Uelzen–Langwedel), über Gifhorn nach Braunschweig (Bahnstrecke Wieren–Braunschweig) und nach Magdeburg über Stendal (Bahnstrecke Stendal–Uelzen). Der Betrieb auf der letztgenannten Strecke wurde wieder möglich, nachdem im Zusammenhang mit den Verkehrsprojekten das unterbrochene Teilstück Salzwedel–Nienbergen wieder aufgebaut wurde. Diese Strecke wird auch von Zügen zwischen Hamburg und Berlin genutzt, wenn die Schnellfahrstrecke Berlin–Hamburg nicht zur Verfügung steht. Von Uelzen werden mit dem metronom über die an der Bahnstrecke Lehrte–Hamburg-Harburg die Verbindungen Uelzen–Lüneburg–Hamburg und Uelzen–Hannover–Göttingen jeweils im Stundentakt betrieben. Die Gestaltung des Bahnhofs als Hundertwasserbahnhof aus Anlass der Expo 2000 machte den Eisenbahnknotenpunkt auch international bekannt.
Neben dem Inselbahnhof existierte seit 1853 der im englischen Tudor-Stil errichtete „Hannöversche Bahnhof“, der 1933 abgerissen wurde. Zwei Vorgängerbauten wiederum – ein Fachwerkbahnhof und der sogenannte „Halberstädter Bahnhof“ – wurden ihrerseits abgebrochen und in der Luisen- bzw. Ringstraße wiedererrichtet.

#### Straßenverkehr
Uelzen liegt in der Mitte eines der größten nicht von Autobahnen erschlossenen Gebiete in Deutschland. Die A 39 ist seit vielen Jahren geplant.
Von Uelzen führt die Bundesstraße 4 über Gifhorn und Braunschweig nach Bad Harzburg und weiter nach Süden über den Harz nach Nordhausen. In der Gegenrichtung führt die Bundesstraße 4 über Bad Bevensen und Lüneburg nach Norden nach Hamburg. Ende 2003 wurde eine weiträumige Umgehungsstraße fertiggestellt, die von der alten Streckenführung südlich von Holdenstedt abzweigt, zwischen dem Stadtgebiet und dem Stadtteil Oldenstadt am Elbe-Seitenkanal entlangführt und im Norden der Stadt wieder auf die alte Trasse trifft. Aufgrund der hohen LKW-Belastung (Abkürzung zwischen den Wirtschaftsräumen Hamburg und Braunschweig-Wolfsburg-Magdeburg) war kurzzeitig die Einführung einer Mautpflicht im Gespräch. Seit dem Sommer 2006 ist die B4 für den Transitverkehr über 12 Tonnen gesperrt.
Nach Südwesten führt die Bundesstraße 191 über Eschede nach Celle. Nach Nordosten führt sie quer durch den Norden des Hannoverschen Wendlands nach Dannenberg, überquert auf der Dömitzer Elbbrücke die Elbe und verläuft weiter über Ludwigslust und Parchim bis nach Plau am See. Nach Osten führt die Bundesstraße 493 über Lüchow (Wendland) nach Schnackenburg (Elbe). Nach Westen führt die Bundesstraße 71 über Munster nach Soltau. Bei der BAB-Anschlussstelle Soltau-Ost kreuzt die B71 die Bundesautobahn A7. In der Gegenrichtung führt die B71 nach Salzwedel und weiter über Gardelegen und Haldensleben nach Magdeburg.

#### Schiffsverkehr

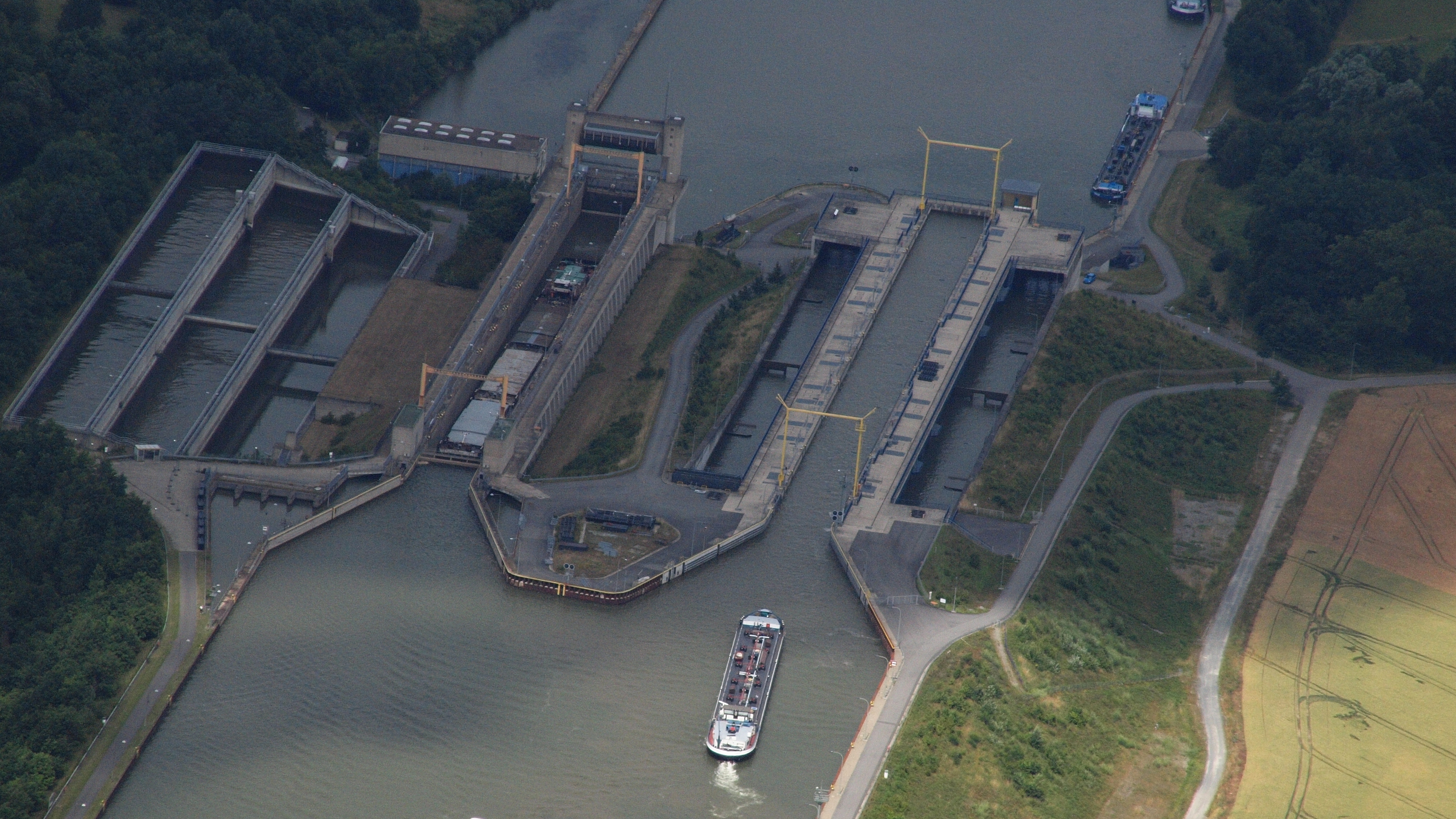
Schleusengruppe Uelzen

Durch den Hafen am Elbe-Seitenkanal ist Uelzen an das europäische Binnenwasserstraßennetz angeschlossen und mit den Seehäfen der Hansestädte Hamburg und Lübeck sowie den Häfen der Industrie- und Handelszentren Hannover, Braunschweig, Salzgitter (über den dortigen Stichkanal) und Magdeburg verbunden. Der Hafen Uelzen kann von Schiffen der Binnenschiffsklasse Vb (Europaschiff) und durch Schubverbände bis 200 m Länge angelaufen werden. Er verfügt, wie das angrenzende Industriegebiet, über einen Gleisanschluss. Aufgrund der stetig steigenden Umschlagzahlen (zuletzt 430.000 Tonnen pro Jahr) existieren Überlegungen, ein neues bis zu 100 Hektar großes Industrie- und Gewerbegebiet am Ostufer des Elbe-Seitenkanals auszuweisen und einen weiteren Kai zu errichten. Die südöstlich der Stadt bei Esterholz gelegene Schleuse Uelzen II wurde bis 2006 für 122 Millionen Euro erbaut und ist mit einer Hubhöhe von 23 Metern und einer Kammerlänge von 190 Metern – nach den neuen Schleusen des Panama-Kanals – die größte Sparschleuse der Welt. Sie kann im 24-Stunden-Betrieb von der Berufsschifffahrt genutzt werden. Auch die parallel bestehende Schleuse Uelzen I mit 185 Metern Kammerlänge ist aufgrund des zeitweise hohen Verkehrsaufkommens weiterhin in Betrieb. In Uelzen-Groß Liedern gibt es einen Sportboothafen mit über 40 Liegeplätzen.

#### Luftverkehr

Westlich der Stadt gelegener Flugplatz Uelzen

Uelzen besitzt in dem westlich gelegenen Dorf Barnsen einen Flugplatz mit einer 800 Meter langen und 20 Meter breiten Asphaltbahn. Der Flugplatz darf von Flugzeugen und Hubschraubern mit einem zulässigen Gesamtgewicht von 5,7 Tonnen angeflogen werden. Neben der privaten Sportfliegerei wird der Platz auch von Geschäftsfliegern genutzt. Die nächstgelegenen Verkehrsflughäfen sind der Flughafen Hannover (rund 80 km) und der Flughafen Hamburg (rund 90 km).

#### ÖPNV
Die Stadtwerke Uelzen betreiben im Stadtgebiet ein aus vier Linien bestehendes Stadtbusnetz. Seit dem 15. Dezember 2019  sind alle Schienenstrecken im Landkreis Uelzen in den Hamburger Verkehrsverbund eingegliedert (Stand: 2023). Planungen, Uelzen an das Netz der Regio-Stadtbahn Braunschweig anzuschließen, wurden 2010 eingestellt.

## Persönlichkeiten

### Söhne und Töchter der Stadt
- Mola Adebisi (* 1973), ehemaliger Fernsehmoderator (VIVA)
- Hinrich Alpers (* 1981), Pianist
- Karl Friedrich Benkowitz (1764–1807), Dramatiker und Lyriker
- Hartwig Berger (* 1943), Philosoph, Soziologe und Politiker
- Sören Bertram (* 1991), Fußballspieler (FC Augsburg, Hamburger SV)
- Conrad Gottfried Blanckenberg (1657–1712), lutherischer Theologe, Propst in Berlin
- Jakob Blankenburg (* 1997), Politiker (SPD), seit 2021 jüngster direkt gewählter Abgeordneter im Deutschen Bundestag
- Ludwig Heinrich Bernhard Bornemann (1817–1896), Jurist und Ehrenbürger von Harburg
- Herzog Ernst von Braunschweig-Lüneburg (1497–1546), Fürst von Lüneburg
- Herzog Franz von Braunschweig-Lüneburg-Gifhorn (1508–1549)
- Petra Broistedt (* 1964), Oberbürgermeisterin von Göttingen
- Lars Charbonnier (* 1977), evangelischer Theologe
- Nanna Conti (1881–1951), Hebamme, NSDAP-Mitglied, 1933–1945 Leiterin der „Reichsfachschaft Deutscher Hebammen“, Mutter des „Reichsärzteführers“ Leonardo Conti (1900–1945)
- Ernst Cregel (1628–1674), Jurist, Professor in Altdorf
- Carl Otto Dammers (1811–1860), Jurist und Politiker
- Georg von Dannenberg (1858–1931), Jurist, Redakteur und Mitglied des Deutschen Reichstags
- Friedrich Wilhelm Dieterichs (1702–1782), Architekt, Ingenieur und Baubeamter in Preußen, unter anderem schuf er das Prinzessinnenpalais und das Ephraim-Palais in Berlin sowie die Orangerie und die Terrassen im Garten von Sanssouci in Potsdam
- Armin Dittmann (* 1945), Jurist und Professor an den Universitäten Hamburg und Hohenheim
- André Doehring (* 1973), Musikwissenschaftler und Professor an der Kunstuniversität Graz
- Franz Eler (≈1550/60–1590), Pädagoge und Musikschriftsteller
- Theodor Ernst (1904–1983), Mineraloge und Professor an der Universität Erlangen
- Friedrich Gerke (1900–1966), Kunsthistoriker und Professor in Berlin und Budapest
- Charlotte Greve (* 1988), Jazzmusikerin
- Jens Häusler (* 1967), Handballspieler und -trainer
- Tile Hagemann (um 1530–1592), Kaufmann und Leinenhändler, Uelzener Ratsherr, Richter und Kämmerer
- Rebecca Harms (* 1956 in Hambrock), Politikerin (Grüne)
- Louis Heitsch (1866–1921), Bildhauer und Kunstpädagoge
- Hermann Hölty (1828–1897), Dichter
- Gerhard Kadow (1909–1981), Kunstprofessor an den ehemaligen Kölner Werkschulen
- Theodore Kaufmann (1814–1896) (Theodor Kaufmann), deutschstämmiger US-amerikanischer Maler
- Christian Keltermann (1977–2024), Kabarettist, Comedian und Buchautor
- Friedrich Klinge (1883–1949), Politiker (DP), Oberbürgermeister von Goslar und MdB (DP-Fraktionschef)
- Ludwig König (1944–2016), Unternehmer in Uelzen, Initiator der Neuauflage des Uelzischen Armenessens, ehemaliger Monitor der Gertrudenstiftung.
- Friedrich Krollpfeiffer (1892–1957), Chemiker
- Ulf Krüger (* 1947), Musiker, Texter, Komponist, Produzent, Autor und Manager
- Friedrich Kuhlau (1786–1832), Hofkomponist am dänischen Königshof
- Friedrich Daniel Lamprecht (1687–1772), lutherischer Theologe und Generalsuperintendent
- Pascal Leddin (* 1999), Politiker (Bündnis 90/Die Grünen)
- Caspar Lehman von Lewenwaldt (etwa 1563–1622), „Hof-Cammersteinschleifer“ unter Kaiser Rudolf II., Erfinder des modernen Glasschnitts
- Steffen Lehmker (* 1989), Behindertensportler
- Gerhard Lindemann (1963–2020), evangelischer Theologe und Kirchenhistoriker
- Walter Mariaux (1894–1963), Jesuit, theologischer Schriftsteller und Studentenseelsorger
- Henrik Matschke (* 1992), Fußballspieler
- Torsten Meyer (Sänger) (* 1973), deutscher Sänger (Bariton) und Professor für Gesang und Ensemblegesang an der Hochschule für Musik Freiburg
- Erich Münter (1871–1915), deutsch-amerikanischer Hochschullehrer und Attentäter auf J.P. Morgan jr.
- Gerhard Mützelburg (1911–nach 1989), Präsident des Oberlandesgerichts Celle
- Christin Neddens (* 1986), Jazzmusikerin
- Laura M. Neunast (* 1993), Autorin und Lyrikerin
- Johann Niebur († 1399), Lübecker Bürgermeister
- Werner von der Ohe (* 1955), Biologe, Bienenkundler und Honorarprofessor
- Stefan Porwol (* 1955), Jurist und Politiker (CDU)
- Lionel Pracht (1875–1945), Verwaltungsbeamter und Politiker (DDP)
- Jan Henner Putzier (* 1984), Politiker (SPD)
- Hans-Joachim Reck (* 1952), Politiker (CDU)
- Fritz Röver (1912–2004), Ehrenbürger der Stadt Uelzen. Dipl.-Ingenieur, Ratsherr und Kultursenator der Stadt Uelzen, Vorsitzender des Museums- und Heimatvereins, Stifter der Gläsersammlung Röver.[40]
- Johann David Wilhelm Sachse (1772–1860), Medizin
- Johann Christoph Salfeld (1750–1829), evangelischer Theologe, Konsistorialdirektor und Abt im Kloster Loccum
- Heinrich Schaefer (1851–nach 1908), Pädagoge, Schuldirektor und Schulrat der Provinz Hannover
- Thomas Scharff (* 1963), Historiker
- Florian Scheffler (* 1972), Musiker
- Margarete („Grete“) Schlemm (1893–1963), Heidedichterin
- Erika Schmied (* 1935), Fotografin und Grafikerin
- Melanie Schnell (* 1978), Physikochemikerin und Hochschullehrerin
- Hermann Schuster (1874–1965), Theologe, Pädagoge und Politiker, Abgeordneter im Preußischen Landtag
- Karlgeorg Schuster (1886–1973), Marineoffizier, zuletzt Admiral im Zweiten Weltkrieg
- Heinrich Schwieger-Uelzen (1902–1976), Graphiker und Maler
- Karl Söhle (1861–1947), zunächst Lehrer in Niedersachsen, später Musikkritiker und Schriftsteller in Dresden. Seit 1917 Musikprofessor h. c.
- Ludwig Teichmann (1909–1947), SS-Sturmbannführer, als Kriegsverbrecher in Belgrad hingerichtet
- Christoph Martin Vogtherr (* 1965), Kunsthistoriker, Direktor der Hamburger Kunsthalle
- Angelika Volquartz (* 1946), Politikerin (CDU), 2003–2009 Oberbürgermeisterin von Kiel
- Leonhard Wächter (1762–1837), Pseudonym Veit Weber, Schriftsteller
- Ernst Wackenroder (1876–1959), Kunsthistoriker und Denkmalpfleger
- Walter Wallmann (1932–2013), Politiker (CDU), unter anderem Bundesminister für Umwelt, Naturschutz und Reaktorsicherheit und Ministerpräsident des Landes Hessen
- Melanie Walter (* 1973), Politikerin (SPD)
- Johannes Wedde (1843–1890), Dichter, Sozialdemokrat und Journalist
- Horst Weiß (* 1937), Maschinenbauingenieur und Hochschullehrer
- Marco Weiss (* 1990), Bestsellerautor und Schüler, dem eine Straftat vorgeworfen wurde
- André Wieckenberg (* 1979), Radio und Fernsehmoderator (MDR)
- Georg Wilding Fürst von Butera Radali (1790–1841), königlich-neapolitanischer Gesandter in St. Petersburg
- Daniel Wilhelmi (1623–1689), evangelischer Theologe
- Harald Zahrte (* 1957), Politiker (parteilos) und Verwaltungsbeamter
- Eberhard August Wilhelm von Zimmermann (1743–1815), Geograph und Biologe
- Theodor Zincke (1843–1928), Chemiker

### Weitere Persönlichkeiten, die mit der Stadt in Verbindung stehen
- Thorben Albrecht (* 1970), beamteter Staatssekretär im Bundesministerium für Arbeit und Soziales; machte am Herzog-Ernst-Gymnasium sein Abitur.
- Lucas Bacmeister (1672–1748), Propst und Superintendent von Uelzen, Namensgeber der örtlichen Lucas-Bacmeister-Schule
- Werner Bergengruen (1892–1964), deutschbaltischer Schriftsteller. Uelzen ist seit 2007 Sitz der Werner-Bergengruen-Gesellschaft, die seit 2009 in Uelzen den Werner-Bergengruen-Preis verleiht
- Herzogin Apollonia von Braunschweig-Lüneburg (1499–1571), Schwester von Herzog Ernst dem Bekenner, residierte nach der Konversion zum evangelisch-lutherischen Glauben im Fürstenhaus zu Uelzen
- Ernst Brändel (1883–1947),  von 1930 bis 1939 NSDAP-Kreisleiter in Uelzen
- Wilhelm Ditzen (1852–1937), von 1886 bis 1890 Amtsrichter in Uelzen, Vater des Schriftstellers Hans Fallada
- Hans-Alexander Drechsler (1923–2002), 1979 bis 1981 Bürgermeister von Uelzen
- Johann Peter Eckermann (1792–1854), Amtschreiber und Steuergehilfe in Uelzen, später vertrauter Mitarbeiter Johann Wolfgang von Goethes
- Christian Freiherr von Hammerstein (1769–1850), bedeutender Modernisierer der Landwirtschaft, starb 1850 in Uelzen
- Klaus-Jürgen Hedrich (1941–2022), CDU-Politiker, Parlamentarischer Staatssekretär beim Bundesminister für wirtschaftliche Zusammenarbeit und Entwicklung
- Christian Hoburg (1607–1675), bedeutender evangelischer Kontroverstheologe und mystischer Spiritualist, war 1635 bis 1640 Subkonrektor und Prädikant in Uelzen
- Dietrich H. Hoppenstedt (* 1940), 1977 bis 1979 Oberkreisdirektor in Uelzen und vom 1. Oktober 1998 bis zum 30. April 2006 Präsident des Deutschen Sparkassen- und Giroverbandes
- Christa Meves (* 1925), christliche Therapeutin, Autorin, Mitherausgeberin des Rheinischen Merkur
- Raimund Nowak (* 1955), Landesvorsitzender von Bündnis 90/Die Grünen, war 1986–2001 als Kommunalpolitiker im Landkreis tätig und Fraktionsvorsitzender der Grünen-Fraktion im Stadtrat
- Prinzessin Margarete von Sachsen (1469–1528), spätere Herzogin zu Braunschweig-Lüneburg-Gifhorn, brachte in Uelzen ihre Söhne, die Prinzen Ernst und Franz von Braunschweig-Lüneburg, zur Welt
- Ruth Schaumann (1899–1975), Bildhauerin und Dichterin, verbrachte Teile ihrer Kindheit bei ihren Großeltern in der Mühle an der Ilmenau.
- Peter Struck (1943–2012), bis zum 22. November 2005 Bundesminister der Verteidigung unter der Regierung Gerhard Schröder, dann SPD-Fraktionsvorsitzender; wohnte in Uelzen (November 2008)
- George Turner (* 1935), Universitätspräsident Hohenheim, Präsident Westdeutsche Rektorenkonferenz und Berliner Wissenschaftssenator, machte 1955 am Herzog-Ernst-Gymnasium Abitur
- Georg Wolf (1882–1962), Landschafts- und Tiermaler der Düsseldorfer Schule. Ausbildung an der Kunstgewerbeschule Straßburg und der Düsseldorfer Akademie; seit 1944 wohnhaft in Uelzen, seit 1960 dort verheiratet mit der Heidedichterin Grete Schlemm. Bis heute international auf Auktionen gehandelte Werke. Eine Dauerausstellung befindet sich im Museum Schloss Holdenstedt bei Uelzen
- Rainer Zobel (* 1948), Fußballspieler (unter anderem FC Bayern München), mehrfacher Deutscher Fußballmeister und heutiger Trainer, spielte zu Beginn seiner Karriere für SC 09 Uelzen
- Sebastian Selke (* 22. Februar 1974 in Hilden) ist ein ehemaliger deutscher Fußballspieler, der heute in Liechtenstein beim FC Vaduz als Torwarttrainer aktiv ist. Selke lebte zu Beginn seiner Karriere in Uelzen und spielte unter anderem beim SC 09 Uelzen und Lüneburger SK.